# F-4 (戦闘機)
F-110 スペクター
F4H
F-4 ファントムII
アメリカ空軍のF-4D-28-MC 66-0710号機
- 用途：艦上戦闘機、戦闘爆撃機、マルチロール機
- 分類：戦闘機
- 設計者：デイヴィッド・S・ルイス（英語版）
- 製造者：マクドネル・エアクラフト（のちのマクドネル・ダグラス）・三菱重工業（ライセンス生産）
- 運用者：
 大韓民国（大韓民国空軍）
 ギリシャ（ギリシャ空軍）
 トルコ（トルコ空軍）
 イラン    (イラン空軍)
- 初飛行：1958年5月27日
- 生産数：5,195機
- 運用開始：1960年12月30日
- 退役：1996年
- 運用状況：現役
- ユニットコスト：2,400万USドル[1]

F-4 ファントムII（McDonnel F-4 Phantom II）は、アメリカ合衆国のマクドネル・エアクラフト（その後マクドネル・ダグラスを経て、現在のボーイング）が開発した艦上戦闘機である。アメリカ海軍をはじめ、多くの国の軍隊で採用された。愛称はファントムII（Phantom II）。

## 概要

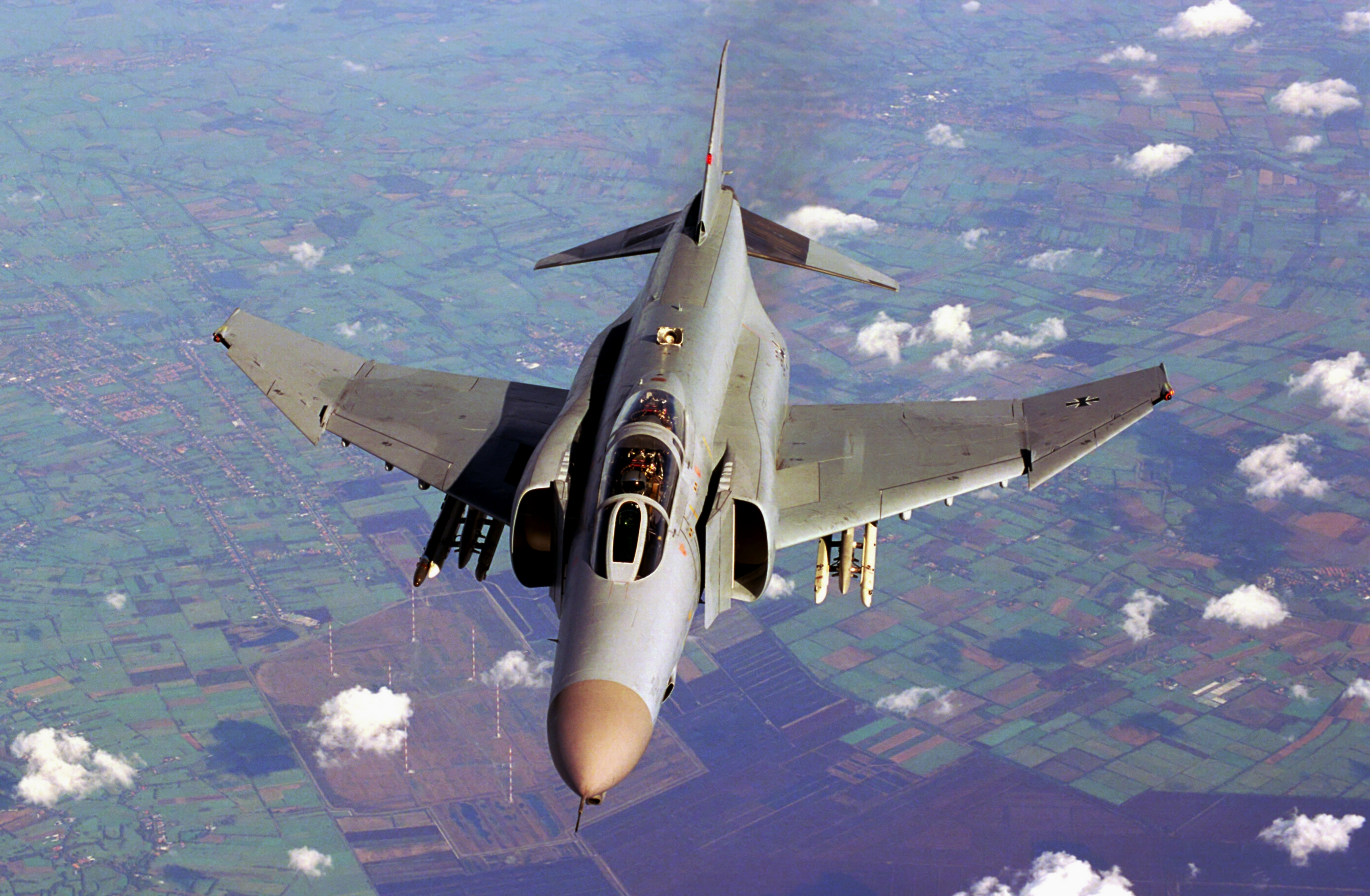
空中給油を待つF-4F

アメリカ海軍初の全天候型双発艦上戦闘機として開発され、大型の翼と高出力のジェットエンジンを双発で装備し大きな搭載量を特徴としている。当初の機種番号は海軍ではF4H、アメリカ空軍ではF-110だったが1962年にアメリカ軍の軍用機の命名規則統一によりF-4となった。
ベトナム戦争での活躍から多くの西側諸国に採用され、各国の要求に応じて様々な派生型が数多く作られたことにより冷戦期の代表的な機体となった。数々の実戦戦績や各国へのセールスの成功も含めて傑作戦闘機と評価され、マクドネルの発展の原動力としてその名を世界に広めた戦闘機とされる。
マクドネルとダグラスの合併によりマクドネル・ダグラスとなってからも生産が続き、総計5,195機生産された。超音速戦闘機の歴史で5,000機以上製造されたのは、このF-4とMiG-19、MiG-21、MiG-23の4機種しかない。現在のベストセラーF-16が2018年時点で約4,600機 であることを見ても特筆すべき生産数である。なお、全世界通算での、F-4の最終生産機は、日本の航空自衛隊の第7航空団第301飛行隊所属の「17-8440」（機番440号機、通称：シシマル）である。
設計・初飛行から約40年が経過した1990年代半ばに開発国のアメリカでは全機退役し、2000年から2015年ごろに多くの国で退役が進んだ。日本の航空自衛隊でも2021年3月17日をもって全機退役し、今後も残った採用諸国でも退役が進む見込みである。

## 開発経緯

### 開発の背景
1950年代から1960年代には空対空ミサイルや超音速機の実用化が進められ、「超音速機同士の交差時間はごく僅かであって航空機関砲による撃破は困難であるため、将来の空戦はミサイルが主役となり、戦闘機はミサイルを運ぶ存在（ミサイルキャリアー）になる」というミサイル万能論が主流となった時期があった。
このため、アメリカ空軍では、格闘戦に重要な旋回性よりも速度や航続力を重視した護衛戦闘機F-101や戦闘爆撃機F-105、空対空ミサイルを遠距離から発射する迎撃戦闘機F-102やF-106等の開発が重視されることとなった。
F-4自体も当初は機関砲は不要として装備されず、空対空ミサイルの搭載量が重視された。

### 開発前史

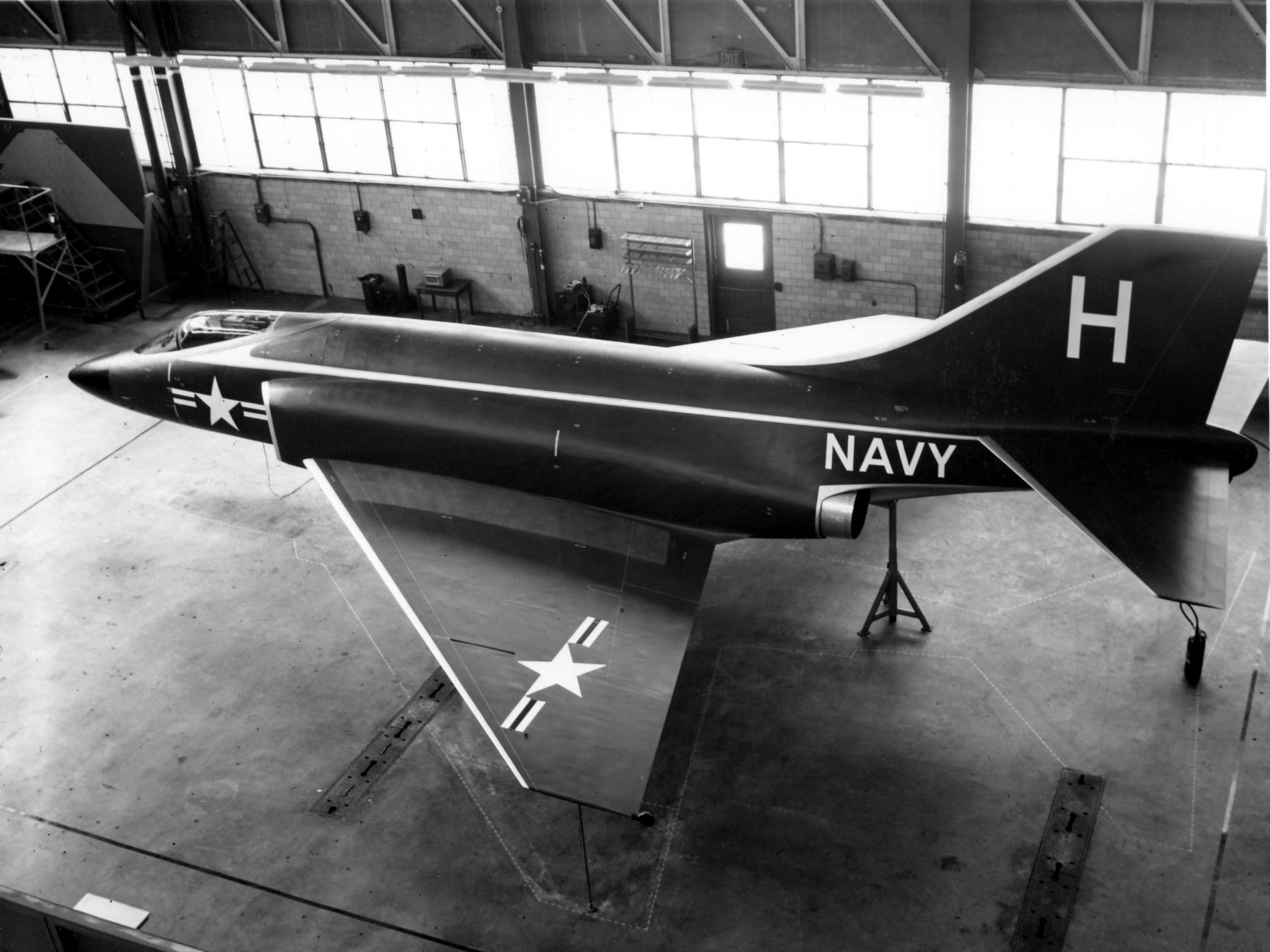
F3H-Gのモックアップ（1954年）

1952年7月、アメリカ海軍はグラマンにF9F-9（後のF11F-1）を発注し、また、9月にアメリカ海軍は超音速昼間戦闘機の提案依頼（RFP）を発表し、応募8社からチャンス・ヴォートの「F8U クルセイダー」を選択した。
この結果、マクドネルはFH ファントム、F2H バンシー、F3H デーモンと続いてきた艦載戦闘機の受注を失うこととなった。これに対してマクドネルはF3HのエンジンをライトJ67に換装しM1.69を狙う「F3H-C スーパーデーモン」、さらに三車輪式降着装置や後退角45度面積450平方フィートの翼を与えたF3H-E、F-101ブードゥーのレイアウトを織り込み双発のライトJ65に低翼配置の面積530平方ftの主翼と全浮動の尾翼を持つF3H-Gと社内検討を行っていた。
マクドネルは1953年9月19日にF3H-Gをアメリカ海軍航空局に提出した。F8U契約直後の海軍は数週間の後に却下したものの作業自体の継続は奨励したため、1954年前半にモックアップは完成し、海軍の上級職員に公開されるに至った。

### 原型機発注

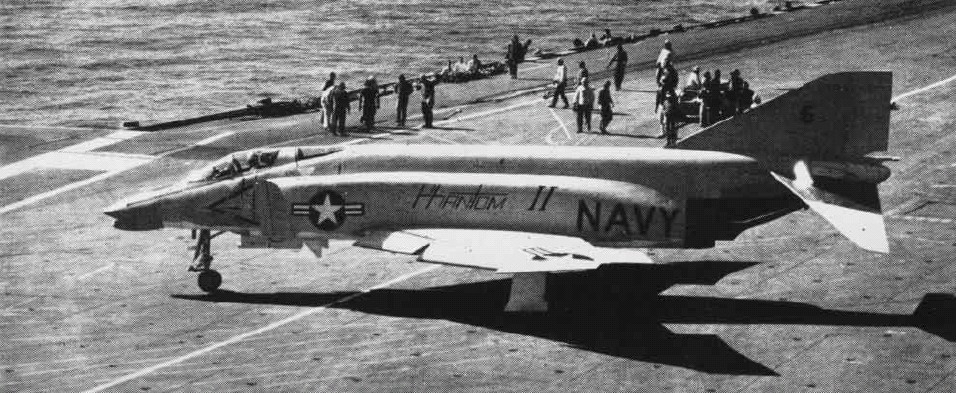
F4H-1F
胴体にPhantom IIの文字が読み取れる
（1960年）

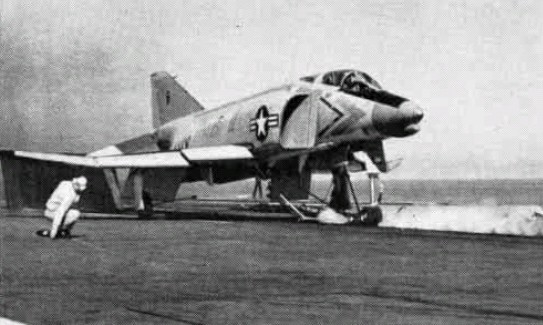
カタパルトに接続されたXF4H-1（1959年）

1954年中頃にアメリカ海軍航空局は全天候戦闘機の提案要求を出した。これに対してマクドネルからは単発のF3H-Eと双発のF3H-G、他にグラマンとノースアメリカンから提案が提出された結果、1954年10月18日にマクドネルはF3H-G案を基にしたYAH-1プロトタイプ2機建造の同意書を受け取った。しかし、海軍側で要求を明確にすることができずにいたため、実用化を約束されたものではなかった。とはいえ、数ヶ月のうちに要件として半径250海里で2時間以上の戦闘航空哨戒を実施できる艦隊防空戦闘機とすることが明確になり、F4H-1と改称されることとなった。
マクドネルのモックアップは4門の20mm機関砲を装備することとしていたものの、アメリカ海軍は4発のスパローミサイルの装備のみを要求した。しかしながら、前述されたこの楽観論は、後にアメリカ海軍をはじめとする使用者を悩ませる問題を引き起こすこととなった。F3H-Gは新基軸となるスパローの胴体下半埋め込み式装備に変更され、また、M1.5を想定していたライト J65から当時最新鋭のゼネラル・エレクトリック J79-GE-2に変更してM2級とすることとなった。
要求仕様では火器管制装置の技術的信頼性の問題から搭乗員数の指定はなく、マクドネルは単座と複座の両案を提示していた。これに対してアメリカ海軍は早々に複座案を採択した。また、胴体中心線上の600ガロン入り落下タンク用を除きパイロンは廃止されるものとされた。
1955年6月25日に2機の「XF4H-1」テスト機と5機の「YF4H-1」試作機の正式契約が締結された。

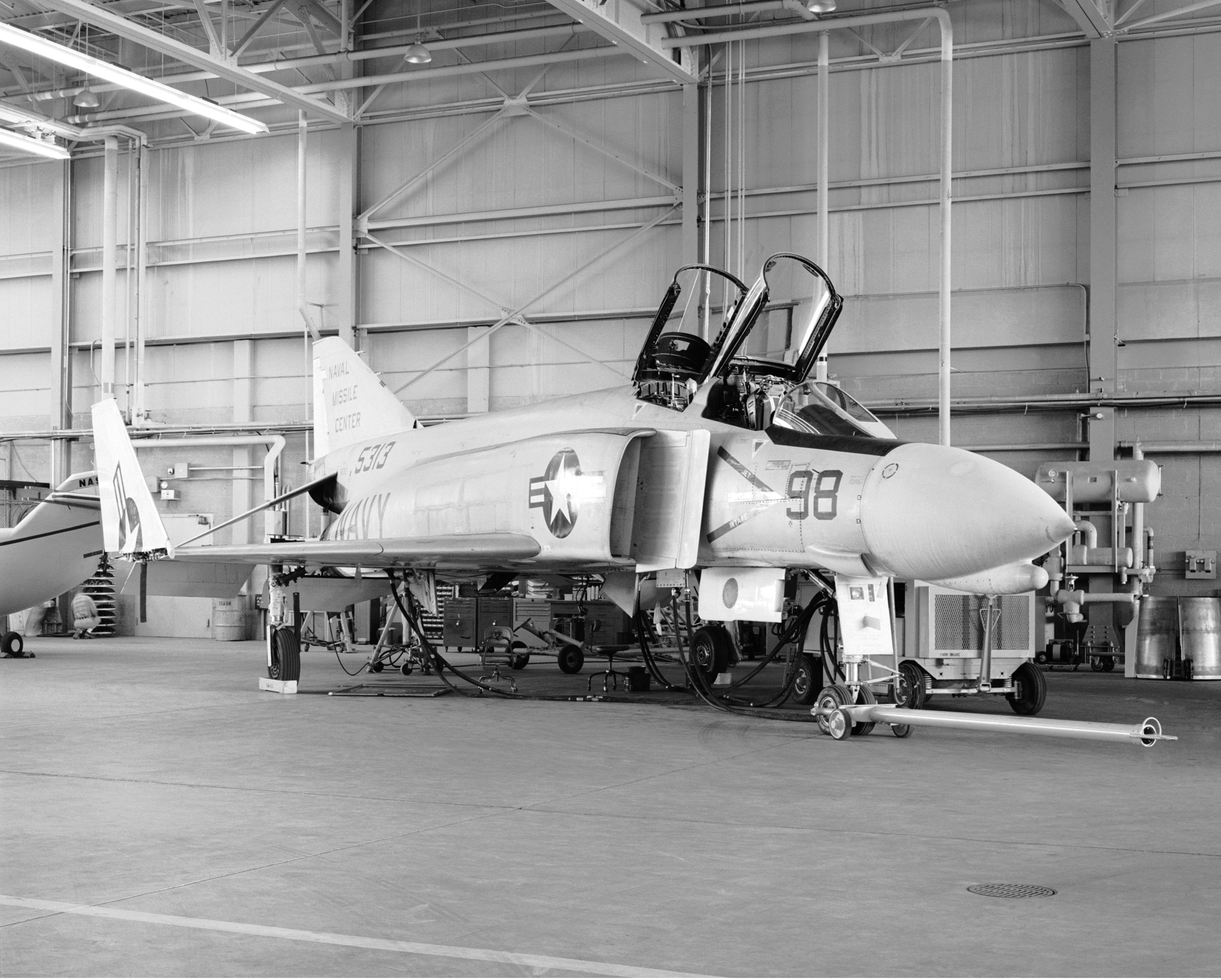
NASAで研究に使用されたF-4A 無論、初期型であるため機首部分に機関砲は搭載されていない（1965年）
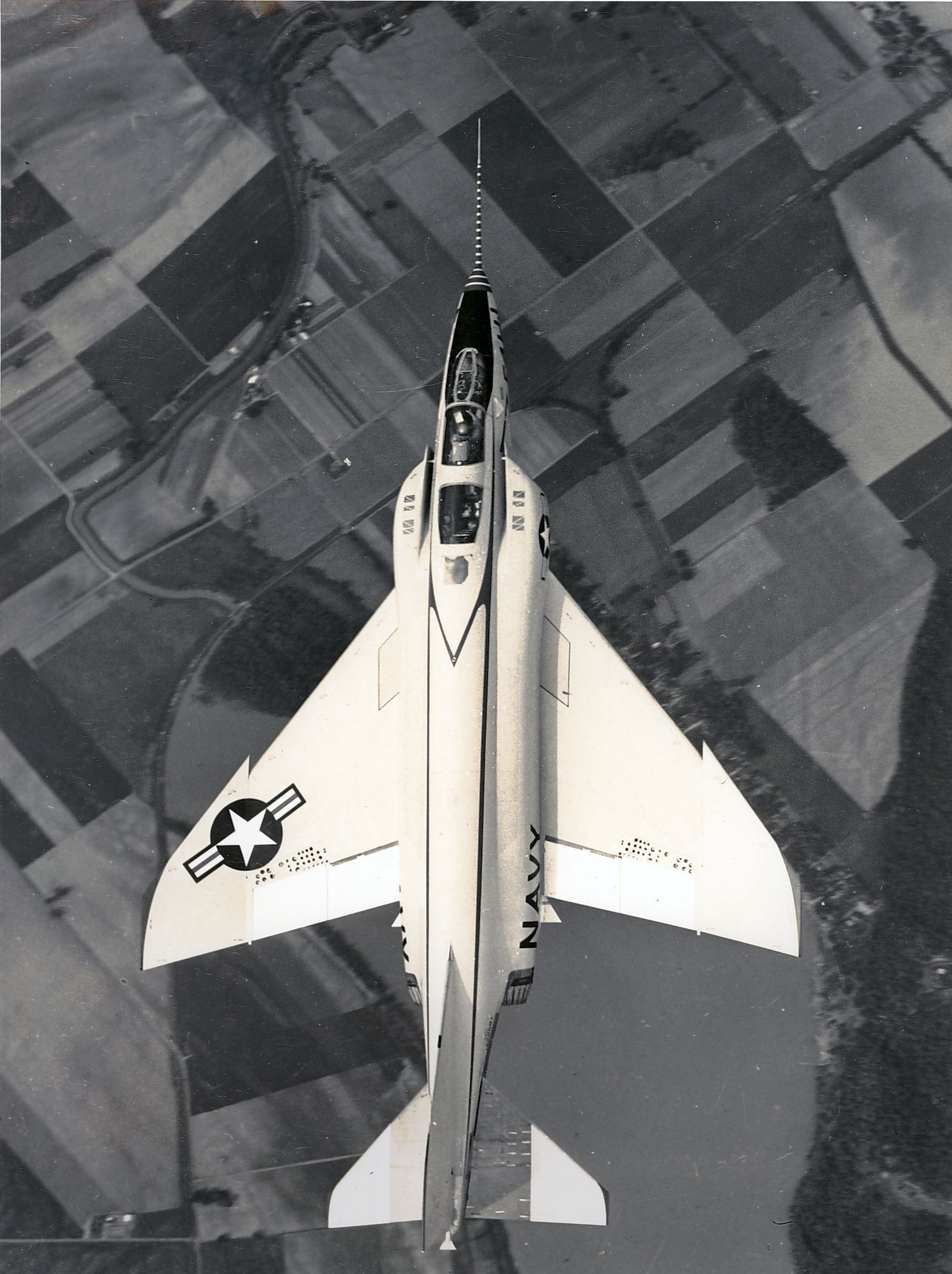
試作機のYF4H-1 主翼形状などにおいて量産機との差異が確認できる

### 初飛行
1958年5月27日、原型機であり第一号機でもあったマクドネルの「XF4H-1」が初飛行を行い、油圧系統の不具合で降着装置の格納はできなかったものの飛行自体は不具合なく終わっている。同時期に試作されていたチャンス・ヴォートのF8U-3は、この6日後に初飛行を行っている。
それぞれの初飛行成功後、エドワーズ空軍基地にて両機の比較審査が行われた。1958年12月、単発単座のXF8-Uに対する複座型・双発エンジンの優位性と搭載力が評価され「XF4H-1」が選択された。当時、それまでの超音速戦闘機にみられない太い胴体と直線で構成された大型の主翼を持ち、白鳥になるかどうかも分からない「みにくいアヒルの子」と関係者の間で囁かれたこの戦闘機には、幻影や亡霊という意味を持つ「ファントム II：Phantom II」の愛称が与えられた。IIとなったのは太平洋戦争末期にマクドネルがFH ファントム（世界初の実用ジェット艦上戦闘機）を開発したことによる。しかし先代（FH）は少ない生産数と運用期間の短さから知名度が低く、ファントムといえば本機を指すようになっていった。

### 飛行テスト
アメリカ海軍はマクドネルに対し、既に完成していた原型機「XF4H-1」2機に加え、21機の量産原型機（F4H-1F）を発注した。この計23機でより実戦的な評価作業と原型機の洗い直しが行われた。この研究・開発用の21機はそれぞれメーカーであるマクドネルや、エンジンを担当したゼネラル・エレクトリック、ミサイルを担当したレイセオンなどに各種研究開発のために引き渡され使用されたため、ひとつとして同じ機体はなかったと言われている。この時期にレーダーを換装したことによるレドームの大型化やキャノピーの改善も行われている。
これらに続き生産された24機は訓練用としてアメリカ海軍や海兵隊に引き渡され、パイロットや整備員の訓練に使用された。

## 特徴

### 基本構成
F-4の大きな特徴に、無給油で3,184kmを飛行できる航続距離が挙げられる。高い推力と引き換えに燃料消費の激しい大型エンジンを2基も搭載していたが、それを補ってあまりある燃料搭載量は、胴体内6個と主翼内に2個のタンクに加え、胴体下の600ガロン増槽と主翼下370ガロン増槽の総計3,370ガロン（12,460L）と、当時の群を抜くものだった。さらに空中給油能力も合わせると、パイロット自身の持久力の許す限りの航続時間を持つこととなった。
また、アメリカ海軍初の複座型艦上戦闘機であることも特徴となっている。F-4では前席にパイロット、後席にレーダー・航法担当のレーダー迎撃士官が搭乗する。キャノピーは前後席が独立したタイプである。
コックピット前席の前面計器盤は、円形のレーダースコープとその操作装置を中心として、上部に光学照準器（HUDではない）、中央部にコンパスや水平儀等の操縦関係の計器、左に操作系、右に警告灯、下側に油圧系統のメーターやゲージが備わり、サイドコンソールに各制御スイッチが配置される。レーダースコープ横に、360度をカバーする円形レーダーホーミング及びレーダー警戒装置用の表示装置が配置される。またF-4Eでは、スロットル･レバーや操縦桿に、レーダーなどの装置の操作スイッチが取付けられたが、これは今で言うHOTASとは異なる。
後席の前方視界は殆どなく、レーダー迎撃士官はパイロット用射出座席、つまりパイロット背中部分のレーダースコープや各種計器を使用し、機内通信装置を用いてパイロットに現在位置や周囲の状況を伝える。後席右パネルには操縦桿の代わりにレーダー操作用ジョイスティックがある。原型である海軍型には後席に操縦装置は無いが、空軍向けの派生型では、後席にも操縦系統を設けている。前後席ともに空戦時の後方確認用にキャノピー枠内側に凹面鏡のリアビューミラーを備えている。
胴体下には、AIM-7スパローミサイルを半埋め込み式で4発搭載、左右の主翼下の各2箇所と胴体中心線下の1箇所に、ミサイルなどの兵装や増槽、または電子戦ポッドを搭載するためのパイロンを設置可能なハードポイントを装備している。

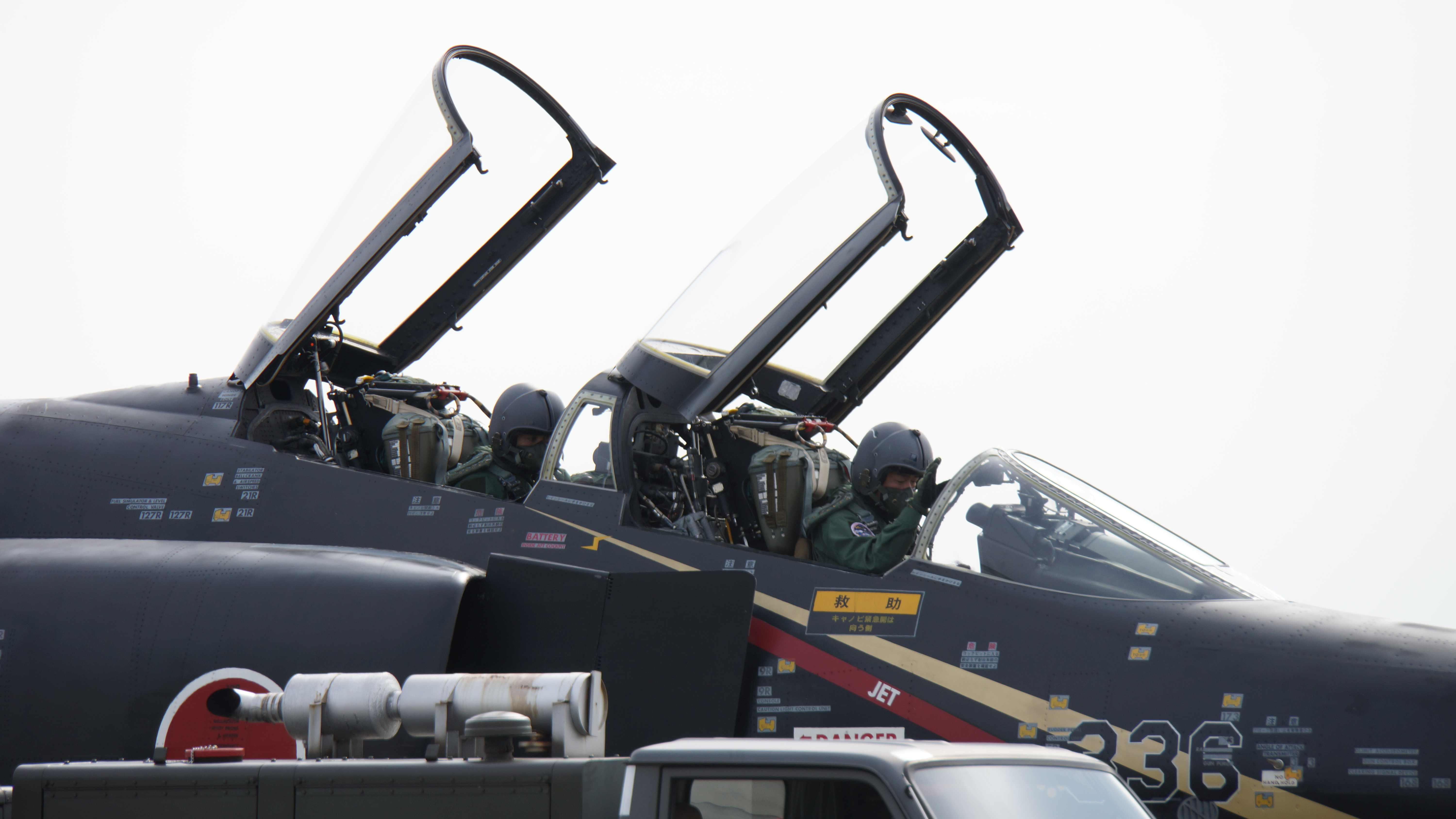
キャノピーを開いた状態
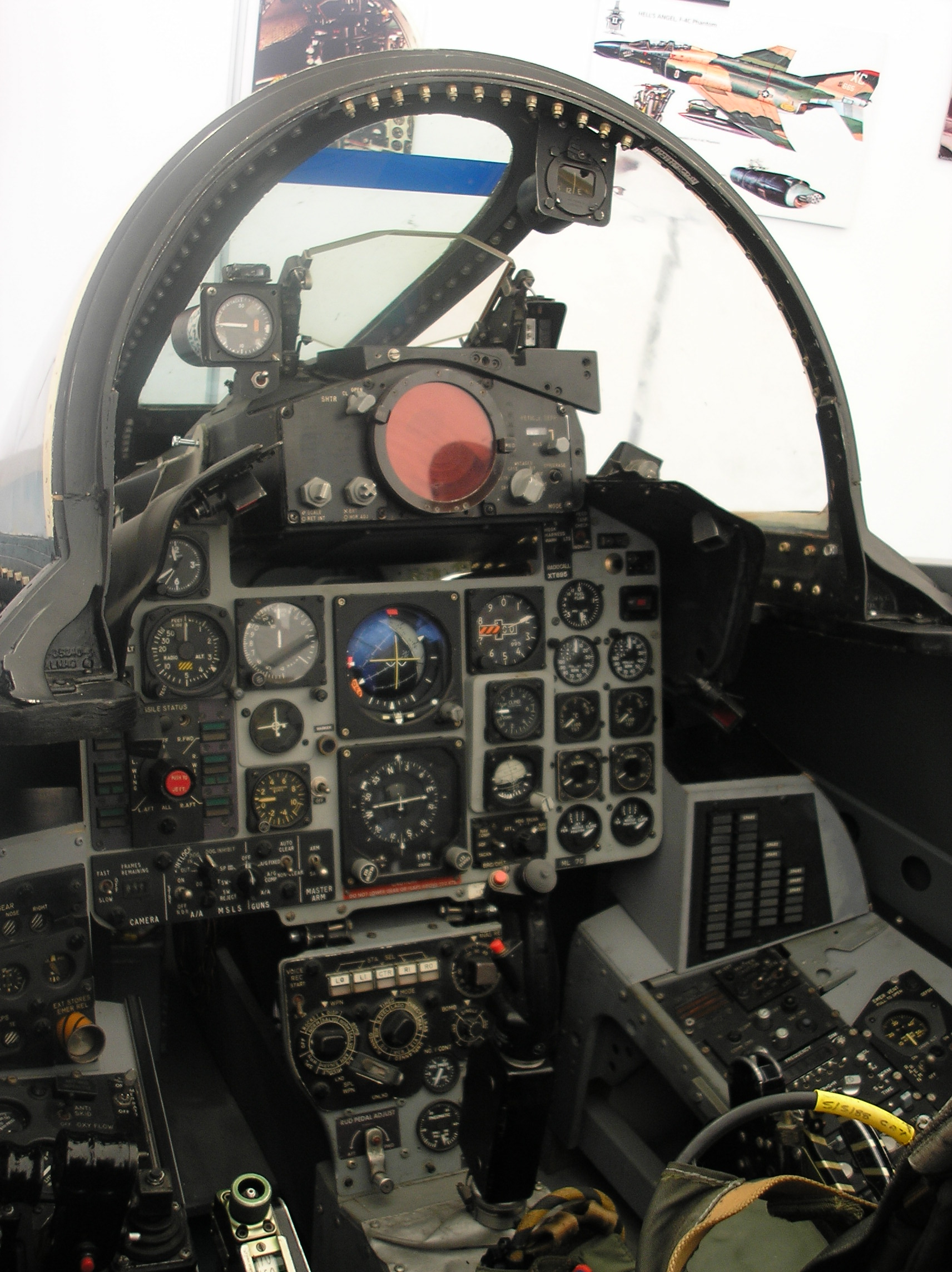
前席コックピット 上から順に、光学照準器と水平儀、戦闘用レーダースコープ（オレンジ色のモニター）、航空計器盤
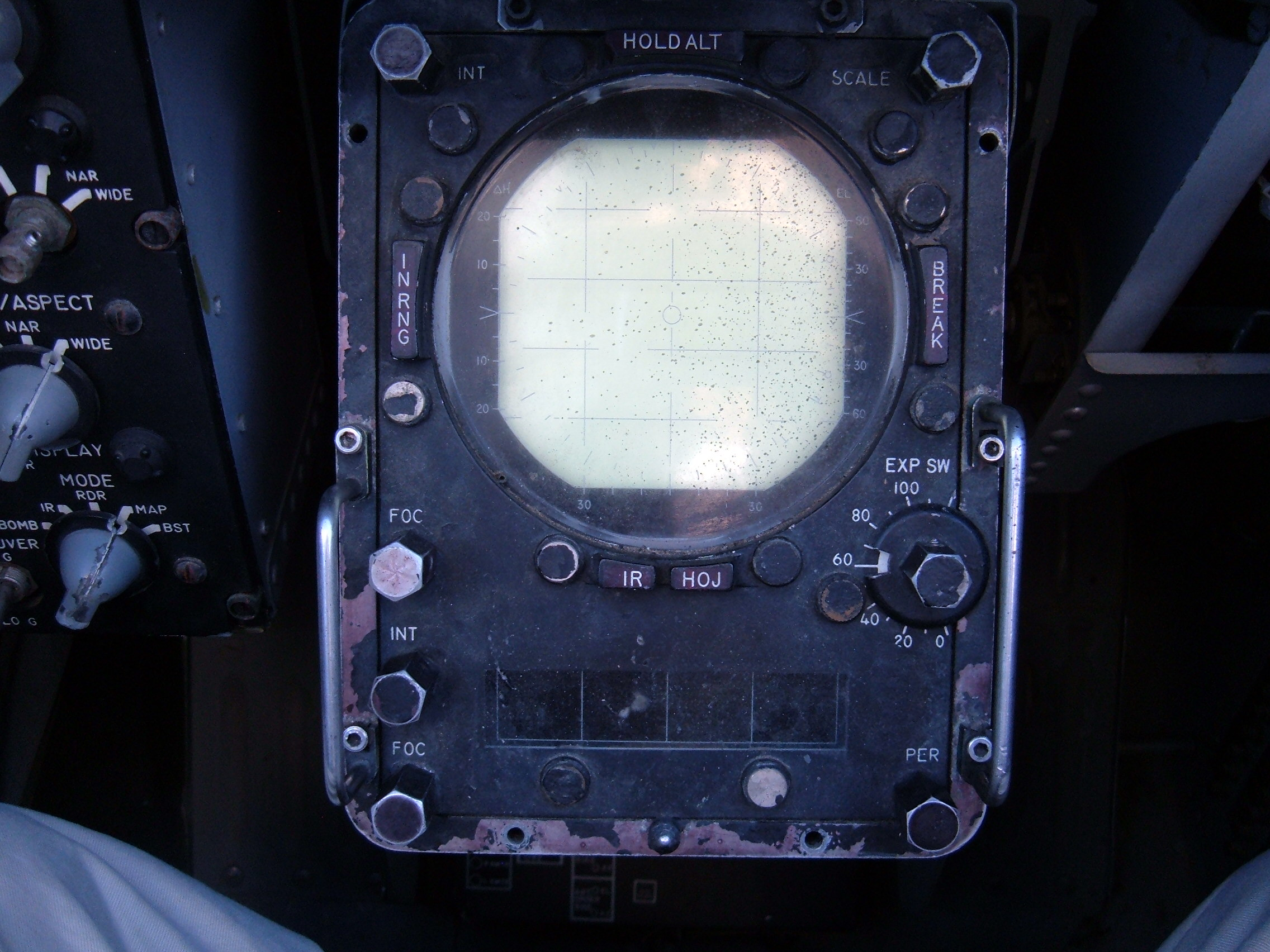
後席にあるレーダースコープ
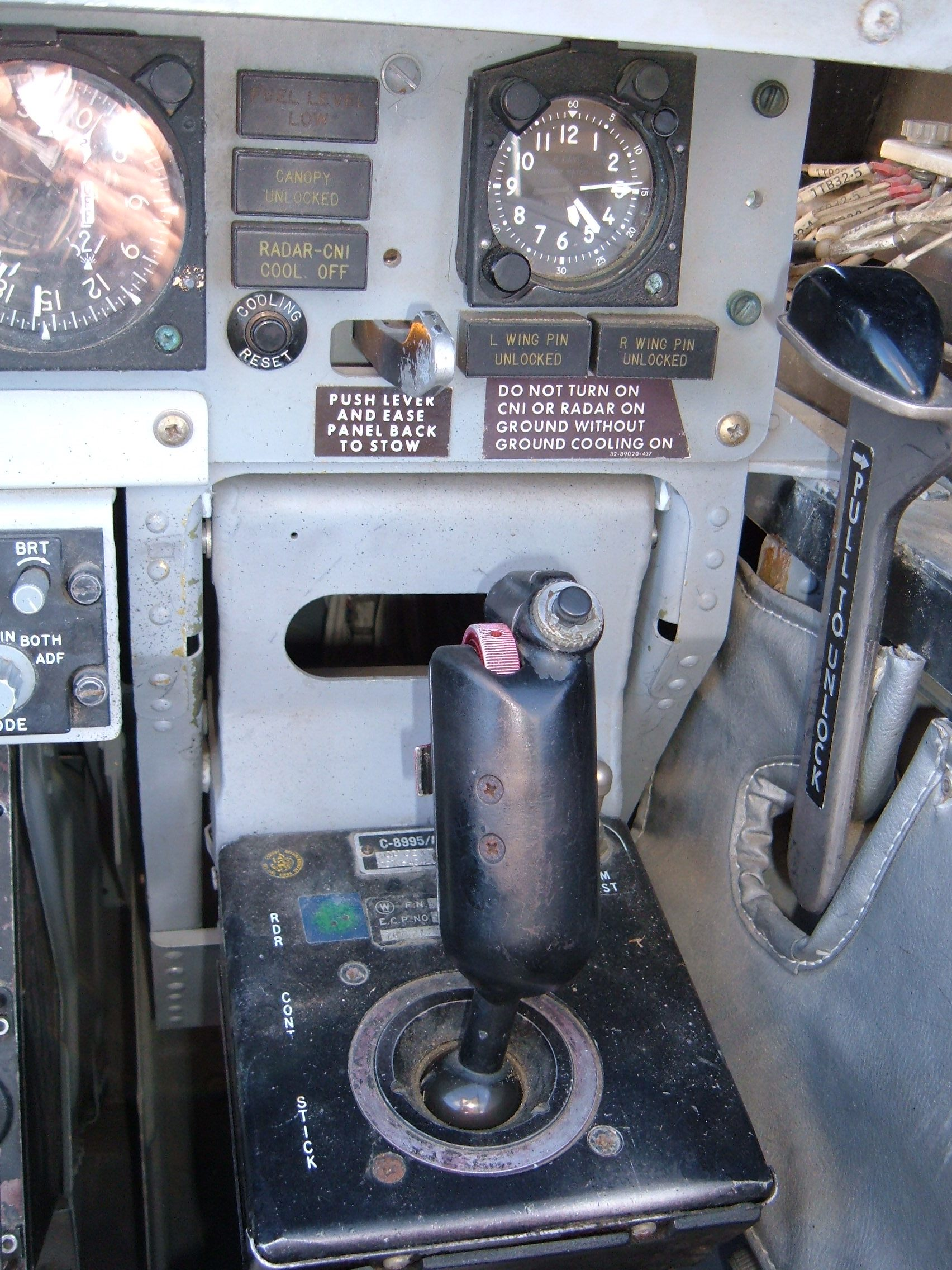
後席にあるレーダー操作用のスティック

### エンジン
エンジンは当時最新鋭のゼネラル・エレクトリック J79とされた。F-104Aにも採用されたJ79-GE-3A型エンジンはアフターバーナー時の推力が6,715kgと当時としては群を抜く推力を発揮しているが、さらに双発とすることでさらなる搭載力や機動性を確保している。
2基のエンジンは機体中央に寄せ尾翼はノズル上部後方に配置しているが、これはマクドネル社の前作のF-101戦闘機と同じスタイルである。
開発中、地上でのアイドリング状態からアフターバーナー点火時のマッハ2.2まで、同一のエアインテーク形状では対応できないという問題が判明している。
この問題はエアインテーク周辺に発生する衝撃波が空気吸入を妨げることが原因と判明しており、対策としてエアインテーク直前のスプリッターベーン（境界層分離板）の先端をマッハ2に対応した位置に調整し衝撃波面をコントロールして空気流を確保している。
スプリッターベーンには表面で成長する境界層を吸い取るために各12,500個の小穴を空けてあり、この排気はスプリッターベーンの上下に出っ張ったアウトレットから排出される。それより後方のエアインテーク内の境界層は別に吸い取られエンジン周囲を冷却して後方に排出される。そのためスプリッターベーンとエアインテークに構造の隙間が見て取れる。また、スプリッターベーンはインテークへの境界層の進入防止と境界層の吸入による振動（バズ）を防ぐため胴体の間に50mm程の隙間が設けられている。スプリッターベーンと胴体表面との間の境界層はくさびがたで上下に逃がされる構造となっている。スプリッターベーンはインテークランプを兼ねており、前半は固定ランプで、後半とその奥は可変ランプで、吸気を適切な流量と流速に調節できる。
- - F-4AとF-4Bのスプリッターベーン比較

「J79」を大別すると、B型が搭載した「J79-8」（最大推力7,710kg）、C/D型が搭載した「J79-15」（最大推力7,710kg）などのノズルが短いタイプと、J型が搭載した「J79-10」(最大推力8,120kg)、E型が搭載した「J79-17」（最大推力8,120kg）などのノズルが長いタイプがある。

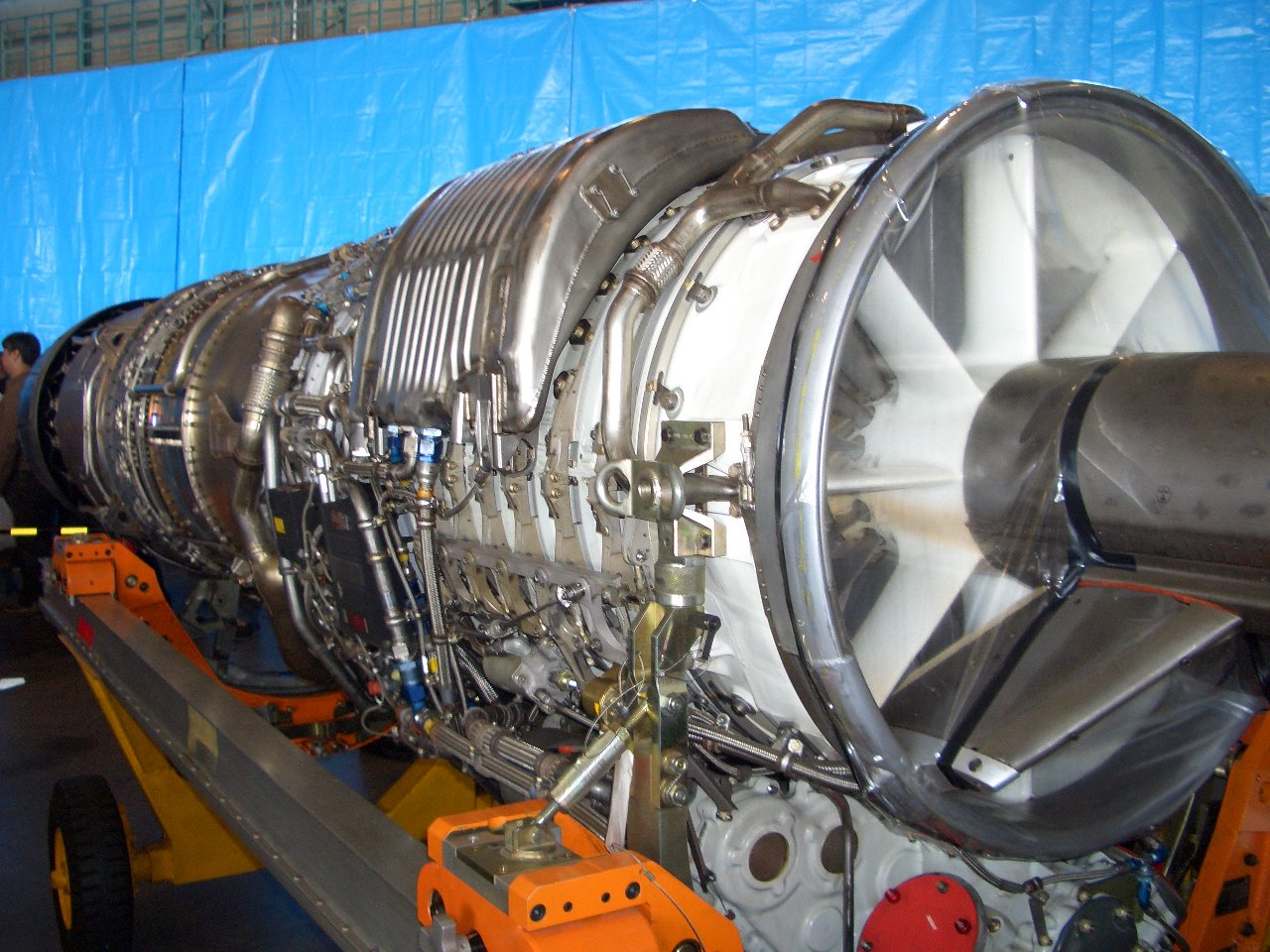
GE製のJ79-GE-17Aを石川島播磨重工業にてライセンス生産したJ79-IHI-17A
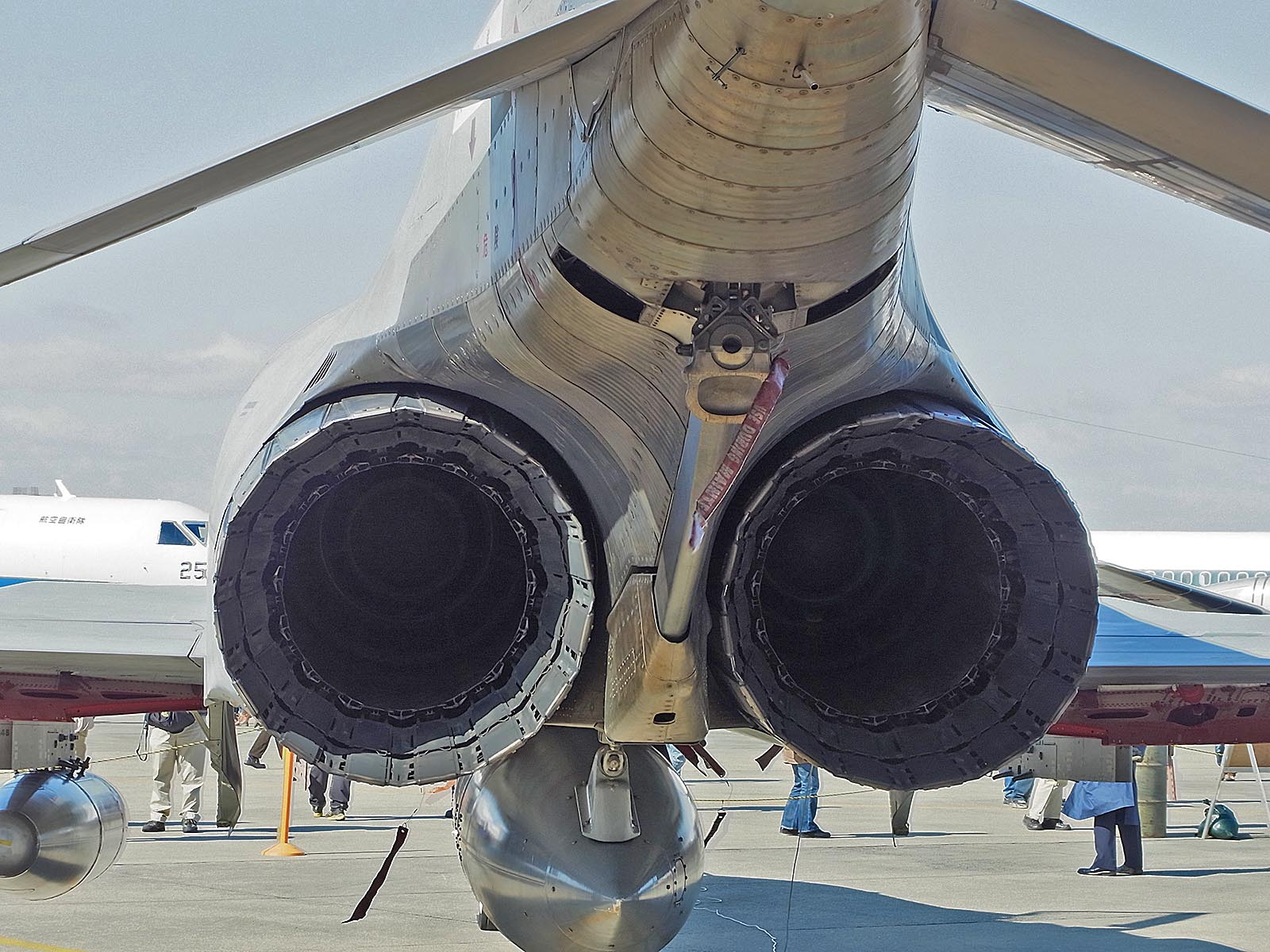
エンジンノズル
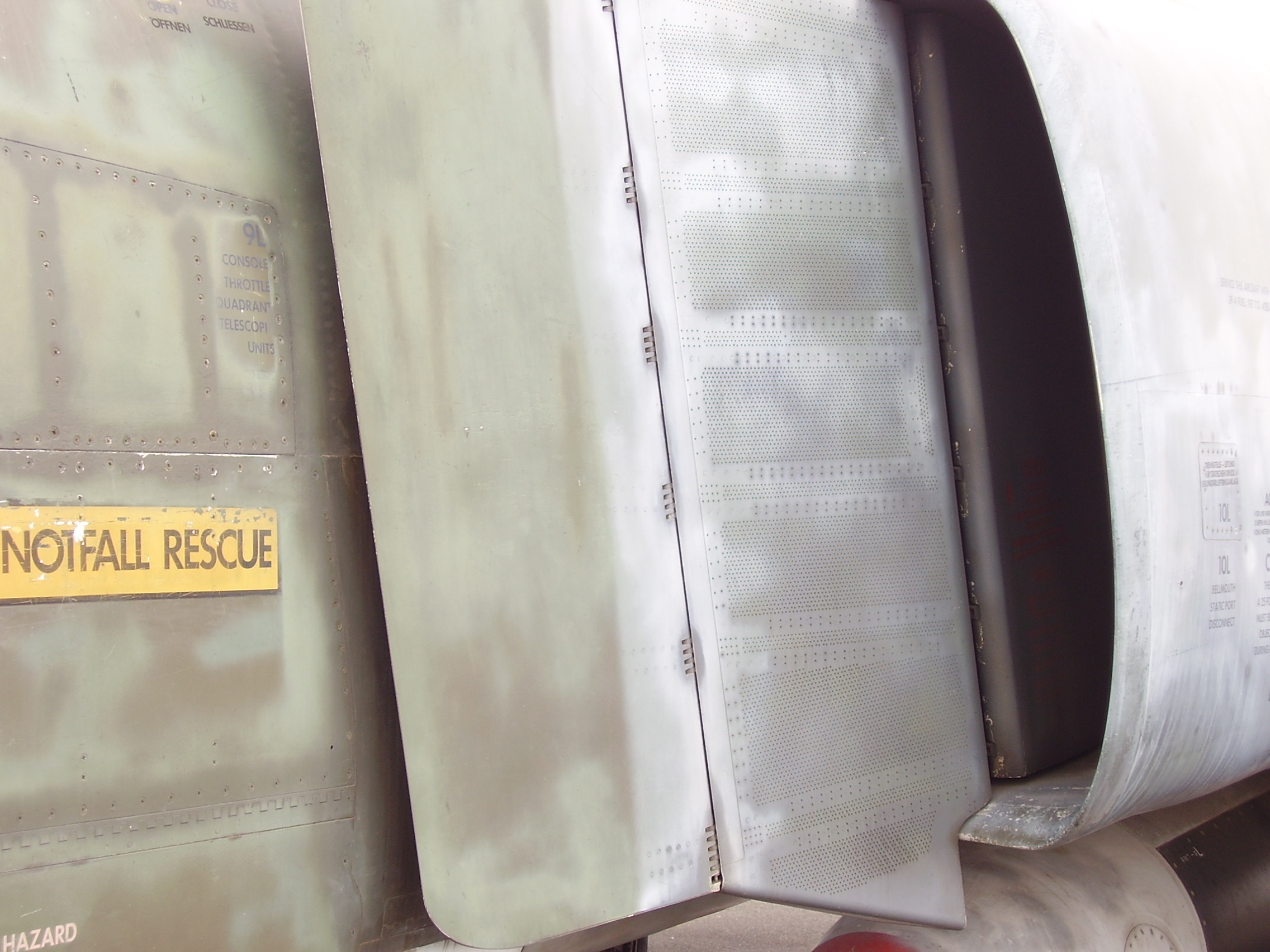
F-4Fのスプリッターベーン（2007年）

### 主翼・尾翼

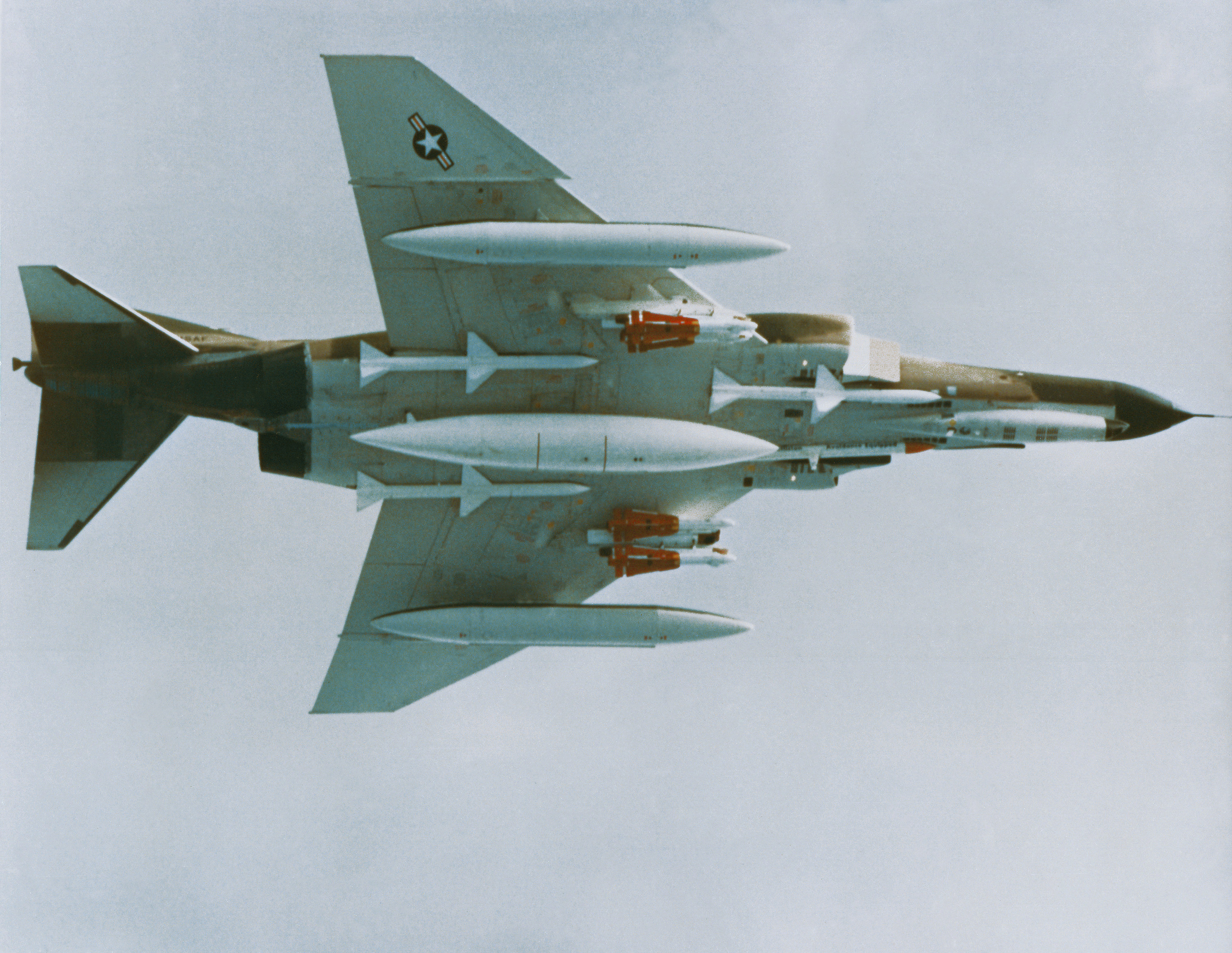
F-4Eの下面
主翼下にAIM-4ファルコンミサイル3発、胴体下にAIM-7スパローミサイル3発を搭載している

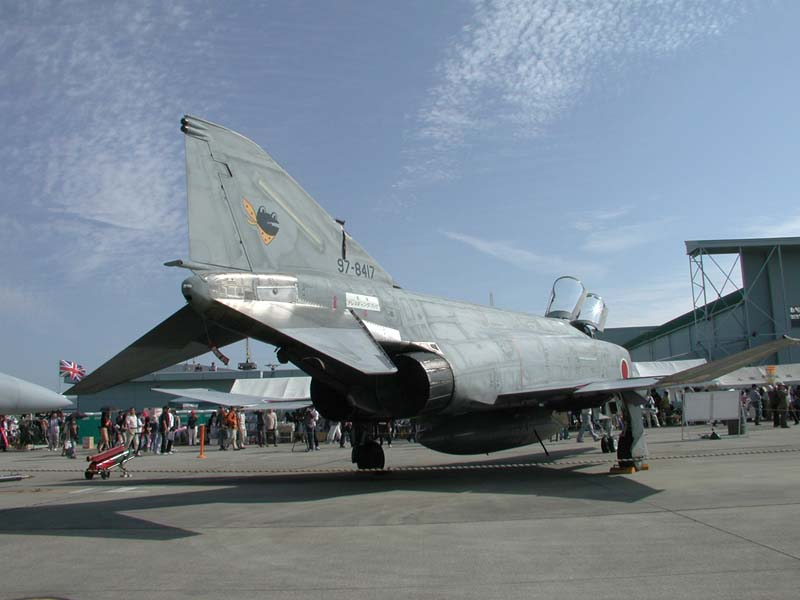
下反角がついた水平尾翼（F-4EJ改）

主翼はアスペクト比2.8テーパー比1/7で、後退角は翼弦長25%で45度、前縁で52度であり、また、後縁にも若干の後退角がついている。クリップドデルタ翼と後退翼の中間的なものである。
開発初期の風洞試験の結果、主翼全体に5度の上反角を与える必要があると判明したが、機体主要部のチタニウム構造材の再設計は困難だったため、主翼幅70%辺りで折り畳まれる外翼部のみに12度の上反角を与えることで同等の効果を得るものとした。また、同じ外翼部の翼弦長を10%程度延長してドッグトゥース としている。
また、主翼は低翼配置であり、水平尾翼のほうが高い位置にある。この配置は迎え角を大きく取ると主翼の後流が水平尾翼の効果をなくし急激な機体の頭上げ（ピッチアップ）を生じること が判明した。そのためF-4では風洞試験の結果を受けて水平尾翼に23度と大きな下反角をつけることで対処している。なお、水平尾翼（スタビレーター）は全面が一体となって可動する（F-15やF-16のようなエルロンの代わりとしても機能する「差動（アウト・リガー）方式」ではなく、左右の尾翼は一体となっているため、常に左右同じ動きとなる。回転軸はスタビレーターより10 cmほど高い位置にあり、ブランコのように動く）全浮動式（オール・フライング・テール）を採用しており、尾翼前縁で発生した衝撃波の干渉を受けることなく操舵が行えるようになり、超音速飛行時においても機動性を低下させることがなくなった。そのため、F-4以降の戦闘機においても水平尾翼は全浮動式が採用されている。尾部にはドラッグ・シュートと水平尾翼を作動させる装置が内蔵されているほか、垂直尾翼の安定板前部の中央には、スタビレーター人工感覚システムの圧力センサーが取付けられている。
その後の研究で、主翼を尾翼より上に配置すれば、ピッチアップは防止できる事が判明した。また、低翼配置は、爆弾・ミサイル等を翼下に吊下するためには降着装置を長大化する必要があり、これもまた問題となった。そのため通常尾翼型の超音速戦闘機においては、これ以降は高翼配置が主流となっていった。
基本的に尾翼周りの設計は超音速機の発展途上の形態であり、その技術の未熟さは遷音速域において操縦安定性を悪化させる要因になっている。当時のマクドネル社の基本設計は短いジェットインテーク-ノズル系で機体の軽量化を図り、その上に胴体尾部を延長しているため、ジェット推力の変化による水平尾翼との近接作用で有害な上下力が発生する。高い尾部の上にさらに垂直尾翼を設置している一方で、艦載機ゆえに機体の上端は制限されてしまうためアスペクト比の小さい形となり方向舵の効きが悪く、旋回時に過大なアドバースヨーが発生する。
主翼前縁フラップには、初期型ではエンジンコンプレッサー17段目より抽気した空気を吐出する、BLC（境界層制御）装置を装備していたが、F-4Eの後期型からは前縁スラットに改良されている。主翼の内翼部後縁には、内側にフラップ、外側にエルロンを装備しており、フラップ類は着艦時など低速での揚力を確保するだけでなく、空戦フラップとして使用されることで改善されている。ロール制御には、エルロンと、その前方の主翼上面にあるスポイラーを用いる。揚力を上げるときにはエルロンが降りる。エルロンは水平位置より上には動かない。揚力を削る時にはスポイラーが起き上がる。
当時の戦闘機は超音速飛行時の抗力低下を重視し、主翼面積の小さな高翼面荷重の機体が多かったが、F-4は離着艦性能の維持のため大面積の主翼を採用し、翼面荷重は低くなっている。元来は大型のミサイルキャリアーとして設計され戦闘機同士の空中戦・格闘戦を念頭に置いていなかったものの、低翼面荷重と高推力重量比により格闘戦もこなせる機動性を得ることができた。その空戦性能は、海軍機ながら当時のアメリカ空軍のセンチュリーシリーズなどを凌駕しており、のちに（軽快なMiG機相手に苦戦を強いられる局面もあったものの）ベトナム戦争など数々の実戦でも証明された。

### レーダー

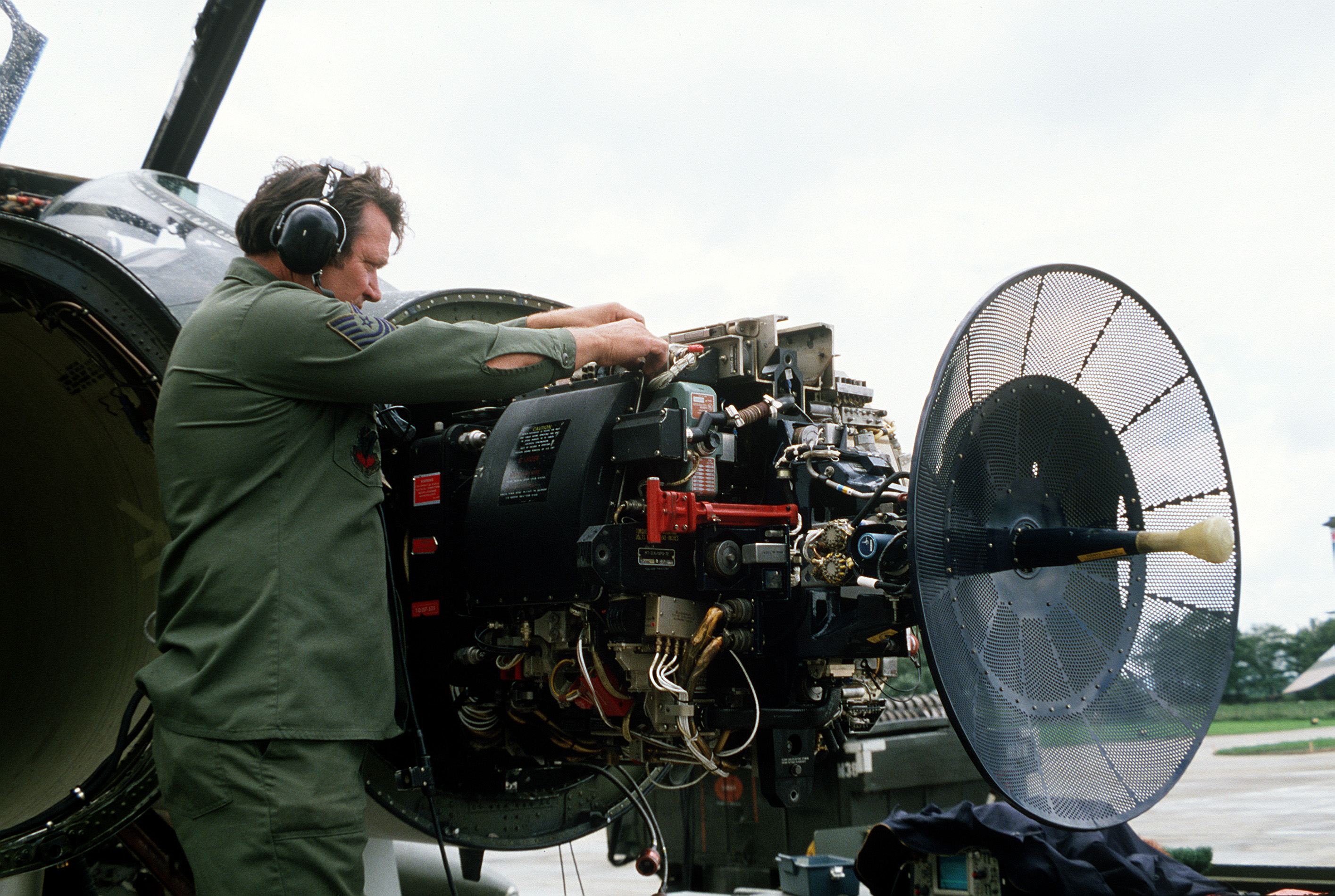
写真は発展型のAPQ-100レーダー

機首部分にウェスティングハウス製APQ-72を搭載し目標の捕捉とスパローミサイルの誘導に使用している。
原型機18号機までは直径が約60cm（24in）のAPQ-50パラボラアンテナだったが、19号機以降では約81cm（32in）への大型化に合わせてレドームも「ドルーピーの鼻」と呼ばれた大型のものに変更された。これによって前方下方向の視界が損なわれたとして後部座席からの後方視界不良の問題も合わせてキャノピーの改良も行われ、機体の背部に沿わせたラインからより膨らませた外形に変更され相応の改善を得ることとなった。

### 降着装置
ホイールベース7.01mトレッドベース5.46mと幅広の三車輪式降着装置は着艦時の衝撃に耐えられるように着艦重量17,250kgで7.2m/sの沈下速度 に耐えるべく太く頑丈に設計されている。海軍型は前脚を51cm（イギリス海軍向けK型は102cm）伸ばして離艦時の迎え角を稼ぐことができる。
着艦時に使用するアレスターフックは尾部に収められ4.8Gの荷重に耐える。アレスターフックは空軍型にも残されている。
機尾に装備されるドラッグシュートは直径4.8mで着陸時だけではなく空中でのスピン回復にも使用可能とされている。

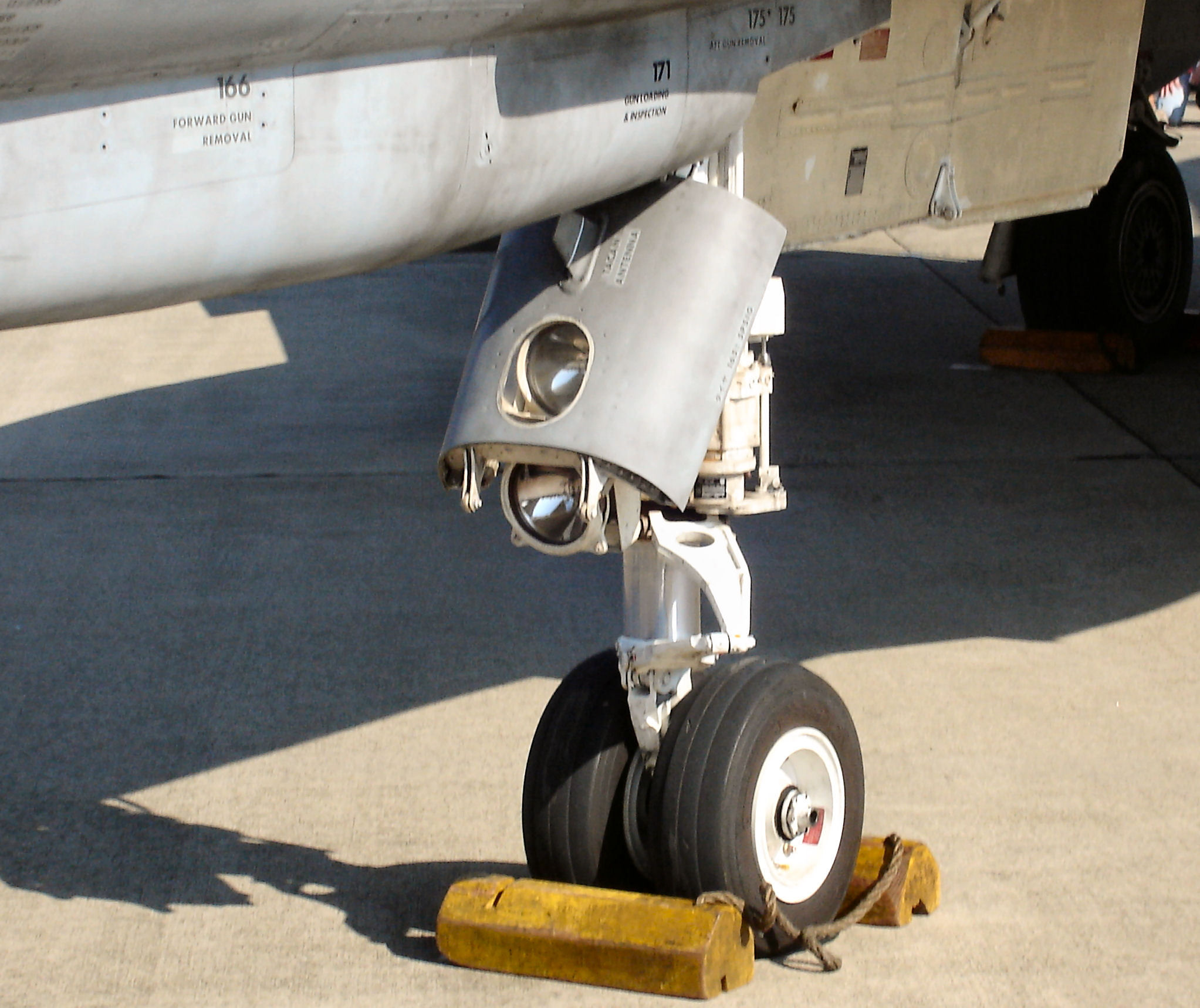
前脚部（F-4EJ）
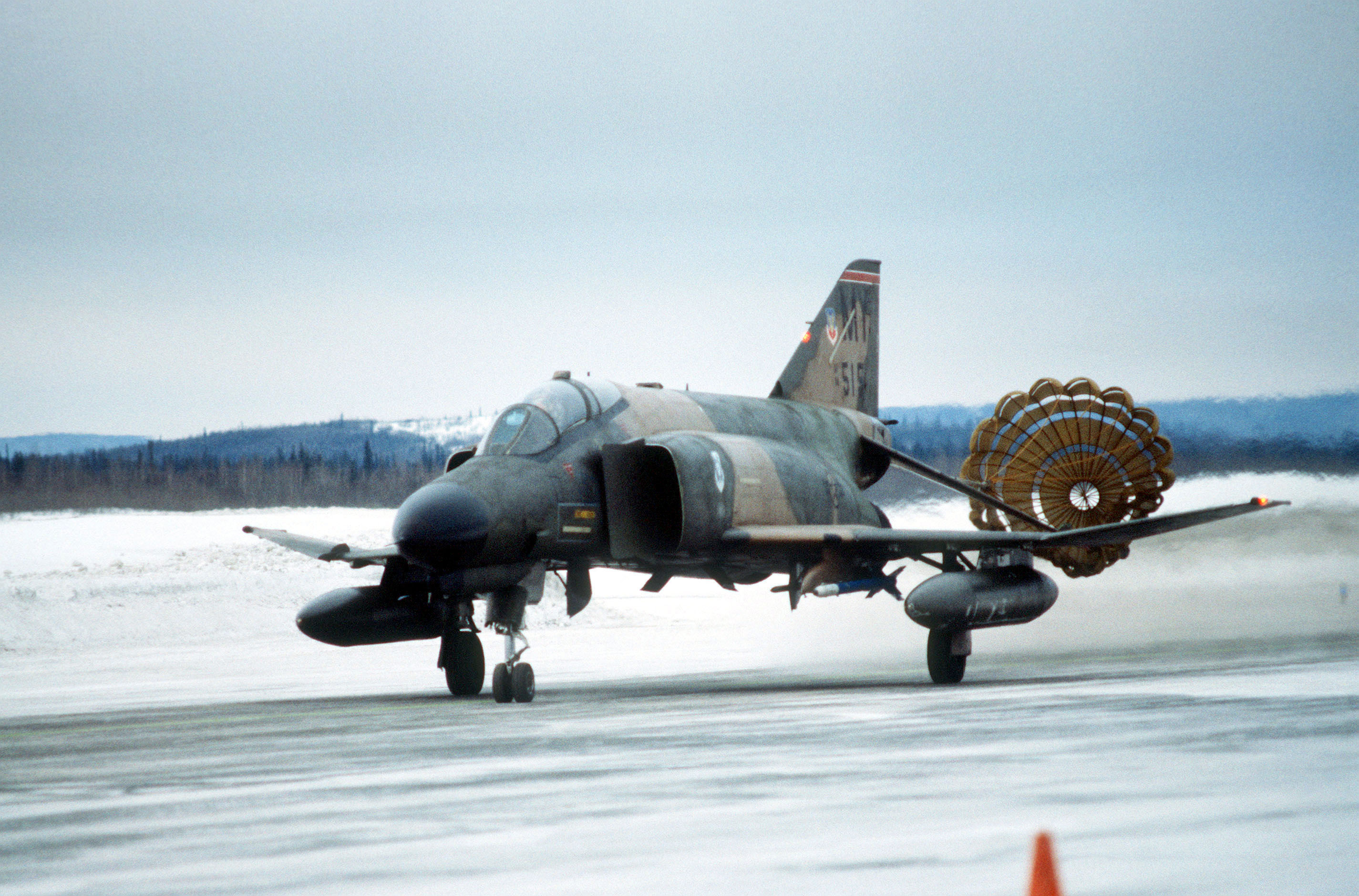
着陸後にドラッグシュートを開いたF-4E（1983年）
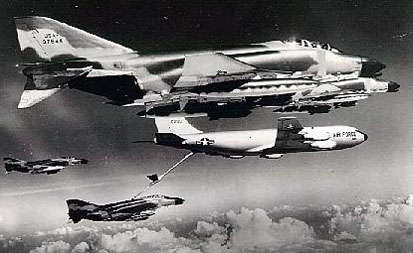
空中給油を受けるF-4C
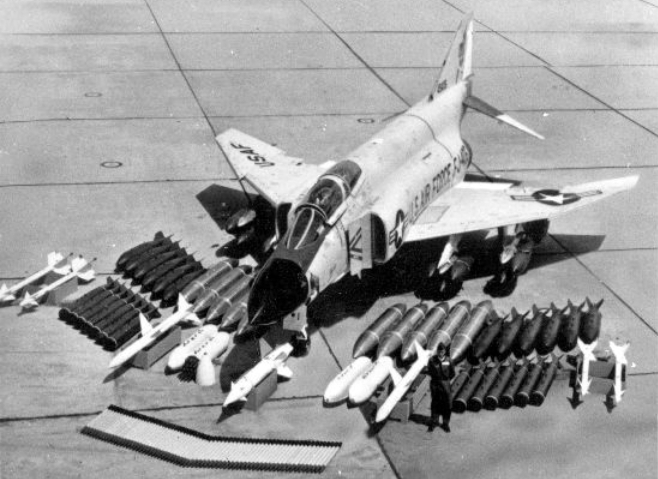
F-4Cと搭載可能な兵装
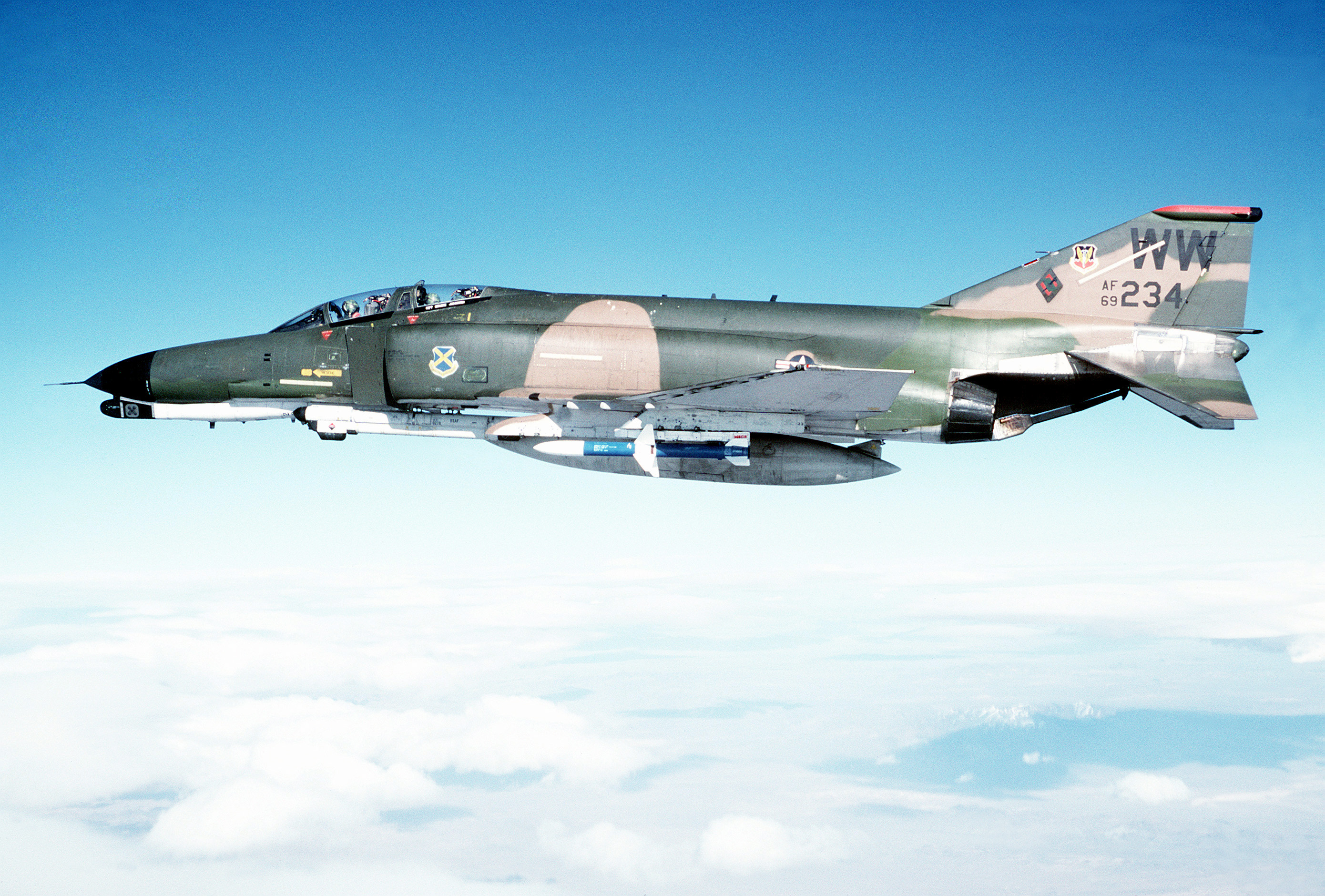
ワイルド・ウィーゼルに従事するF-4G（AGM-88 HARM搭載）
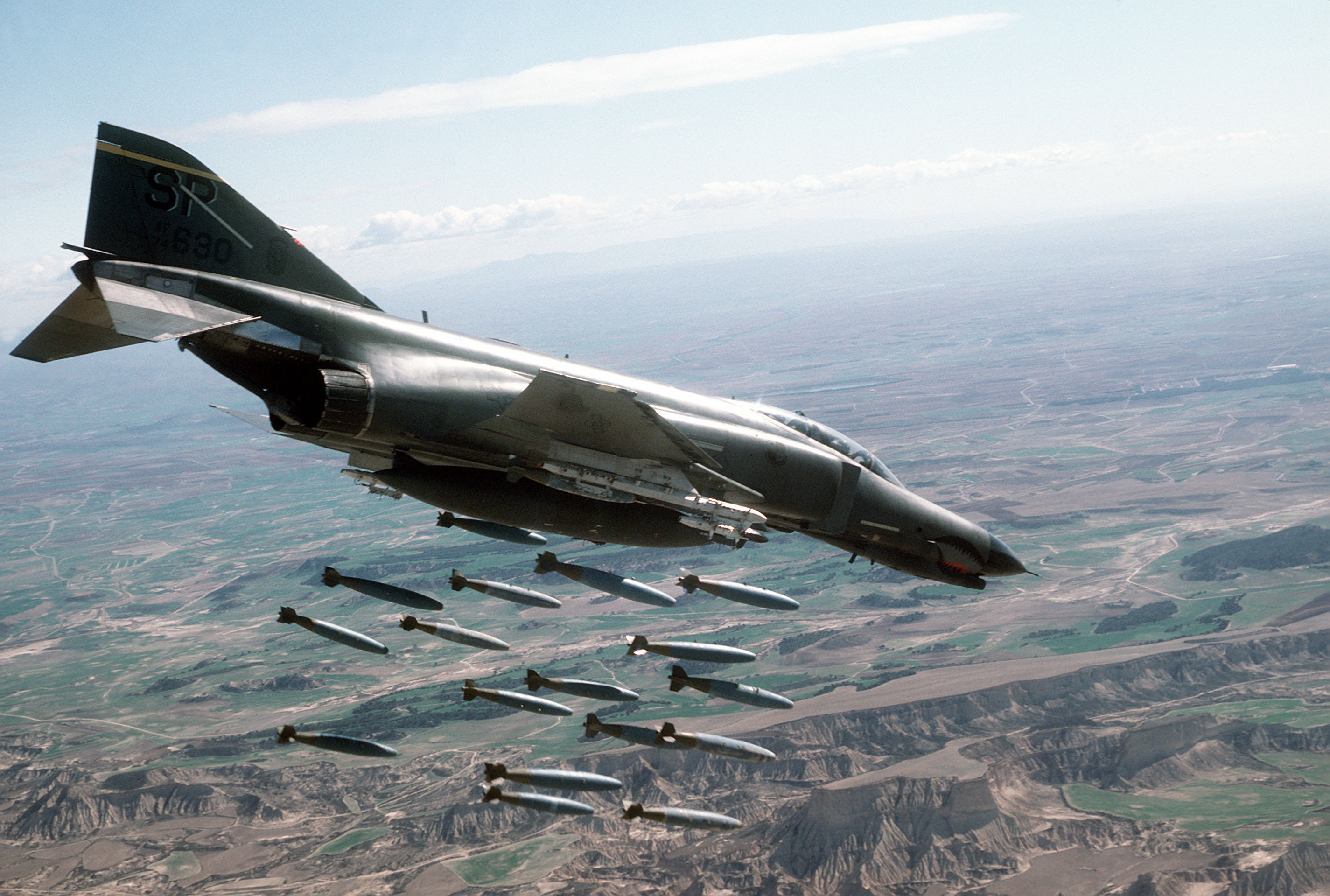
無誘導爆弾を投下するF-4E

## 改良
1963年にF-4Bが艦隊配備を開始されて実戦配備下にあった10年間に改良が重ねられ、その間、前縁スラットの追加や受信アンテナの整備、ベトナム戦争中の機関砲の搭載や搭載兵器の追加などが行われた。
初めての大規模改修が1973年の近代化改修と寿命延長で、ベトナム戦争を経たF-4Bの残存649機の中の飛行時間が短く、また、激しい空中戦に参加していない148機に対し「F-4J」に準じた能力(エンジンは排気煙軽減装置の追加のみ)とする改修を行い「F-4N」と改称した。海兵隊のF-4BもF-4Nに改修された。
アメリカ空軍のF-4Dの一部もLORAN航法装置（自機の位置を把握するための装置）の受信アンテナが追加された。また、固定武装として機関砲を搭載したF-4Eも海軍のF-4に装備していた前縁フラップや電子光学望遠鏡、TISEO兼用レーダースコープが追加された。
1967年より生産された522機のF-4Jの内260機も1978年から1987年までに一機当たり180～190万ドルの費用で行われた J79-GE-10B 無煙型エンジンへの換装と前縁スラット追加による延命改修により「F-4S」となった。

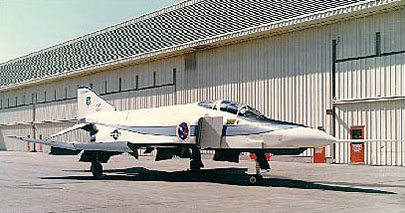
フライ・バイ・ワイヤを装備する62-12200号機

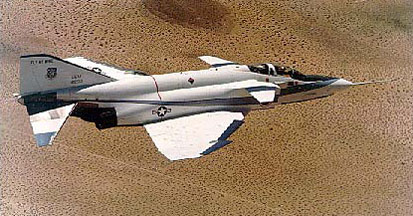
飛行中の62-12200号機
カナード翼を装備しているのが分かる

### 62-12200号機
5,000機近く生産されたF-4の中でも特にその姿を幾度も変えたのが62-12200号機だった。元々はアメリカ海軍向けF-4Bの一機として生産された機体だが後にアメリカ空軍からの発注を受けてF-4C型にして納入された後、機首部分に偵察カメラや機材が積まれて戦術偵察型RF-4Cの原型機となった。
RF-4C原型機は試験終了後に今度はF-4Eの原型機として使用された。この改修ではカメラ搭載スペースに機関砲を搭載しレーダーを小型のものに変更している。F-4Eの原型機テストの終了時には62-12200号機をF-4Cに戻して実働部隊へ復帰させることは不可能となったため、「ボロン」「ベリリウム」などの新素材の検証や耐性強度テストなどに転用された。
更に同機は「アジャイル・イーグル計画」にも使用され、戦闘機の空戦時の運動能力向上のための前縁スラットを取り付けられた。アジャイル・イーグル計画の終了後は当時実験段階だった「フライ・バイ・ワイヤ」のテスト機として改修を受けている。この時エアインテーク部分にカナード翼が取り付けられた。
62-12200号機は1979年1月に退役、オハイオ州のアメリカ空軍博物館に展示されることとなった。度重なる改良で得られたデータはその後の様々な新型機開発に役立てられている。

### スーパーファントム・プロジェクト
1983年にボーイングは比較的酷使されていないF-4に、当時の最新技術を投入し改修する計画、スーパーファントムを発表した。
当時、2,700機近くが運用されていたF-4は2000年においても2,000機近くが飛行可能と予測されていた。また、21世紀の空戦は早期警戒管制機とのデータリンクや当時はまだ開発段階だった撃ちっ放し能力を有するAIM-120 AMRAAM空対空ミサイルの実用化など、F-4の開発された時代では想定されていない技術が前提となるとされた。この予測を基に、主にレーダーなどのアビオニクス及びエンジンの換装、コンフォーマル・フューエル・タンクの追加が計画された。
レーダー類はウエスチングハウス製「AN/APG-66」へ換装してルックダウン能力（低高度目標の捕捉能力）とシュートダウン能力（低高度目標の撃墜能力）向上を図った。合わせてコックピット計器類もスペリー社製多機能ディスプレイ（MFD）や、GEC製HUD等F-16のものに換装され、慣性航法装置（INS）にはF-20用に開発されたハネウェル社製423（リングレーザージャイロ方式）が搭載予定であった。
エンジンはF-15やF-16が搭載するプラット・アンド・ホイットニー F100を改良したプラット・アンド・ホイットニー PW1120（アフターバーナー推力 9.5t）へ換装するとした。このエンジンはJ79に比べ25%近く軽量で推力は20%増し、燃料消費率も5%から15%低いとされた。胴体下面に搭載するコンフォーマル・フューエル・タンクは4,164Lの燃料を追加搭載でき、後端部のフェアリングにはAN/ALE-40チャフ・フレアディスペンサーが装備されていた。さらにCFTに4箇所のハードポイントが設けられ、うち2箇所にAIM-7を装着可能となっていた。
この計画には当時200機近いF-4を保有していたイスラエルや約260機保有していた西ドイツが興味を示したとされている。ただし、両国ともこのボーイング社案をそのまま使用してはいない。イスラエルはエンジンこそPW1120を搭載するもののHUDを含むアビオニクス類は国産品を搭載する独自計画「F-4Eクルナス2000」（後述）を立案した。西ドイツは本計画に対抗する形で「ICE（Improved Combat Efficiency：戦闘効率改善）計画」（後述）を立案した。
空軍航空システム部門は1986年2月にボーイングの改修計画の続行を承認したが、これらの機能をF-4ファントムIIに付加するには多大なコストを必要としたことから採用国からの発注はなかった。また、1991年のソ連崩壊と ワルシャワ条約機構消滅により、計画は立ち消えとなった。

### 標的機としての運用
アメリカ海軍は初期に生産され老朽化したF-4Bを標的機へ改造する計画を立案しペンシルベニア州ウォーミンスターにあるNADC（海軍航空開発センター）で標的機への改造研究と設計を実施した。同センターは空対空・地対空ミサイルの試験や濃密な対空防御を有する地域への電波妨害による模擬侵入を可能とするRPV（遠隔操作機）の研究を行っていた。
NADCは老朽化したF-4B一機を入手し、操縦系統をすべて無線を経由して操作するように改造した。完成した無人標的機は「QF-4B」と名付けられ、視認性を良くするために真っ赤に塗装されたが機首にアンテナが二本増えている他は外見的な違いはなかった。コックピット内の操縦装置は人間による操作を可能としたままで全操縦系統を無線操作で作動させるためのトグル・スイッチを多数追加している。これは駐機場と滑走路間の往復と滑走路と空中の往復間の操縦という別種の操作を地上のパイロットと空中の誘導母機「DF-4J」（別名フォックス：F-4Bの改造機）から遠隔操作を行うパイロットで分担することで改造内容や遠隔操作手順を単純なものとすることを意図したものである。
QF-4Bの操作は機上コマンドコントロール受信機で受信する406MHz～550MHzの帯域中の20チャンネルの信号を使用する。20チャンネルの信号はブレーキのオン・オフ、降着装置の上下、上昇降下、推力の上昇下降、フラップ・方向舵・エアブレーキの作動、搭載物の投棄、アフターバーナーの点火と停止、拘束フックの上下、ドラッグシュートの作動、記録カメラの作動など、飛行に必要な役割にそれぞれ割り付けられる。
アメリカ海軍は原型機を含めた44機のF-4BをQF-4Bに改造し標的機としてミサイル実験部隊で運用した。以降、老朽化・余剰となったF-4E/N/S/Gも無人標的機に改修されている。

### 記録への挑戦

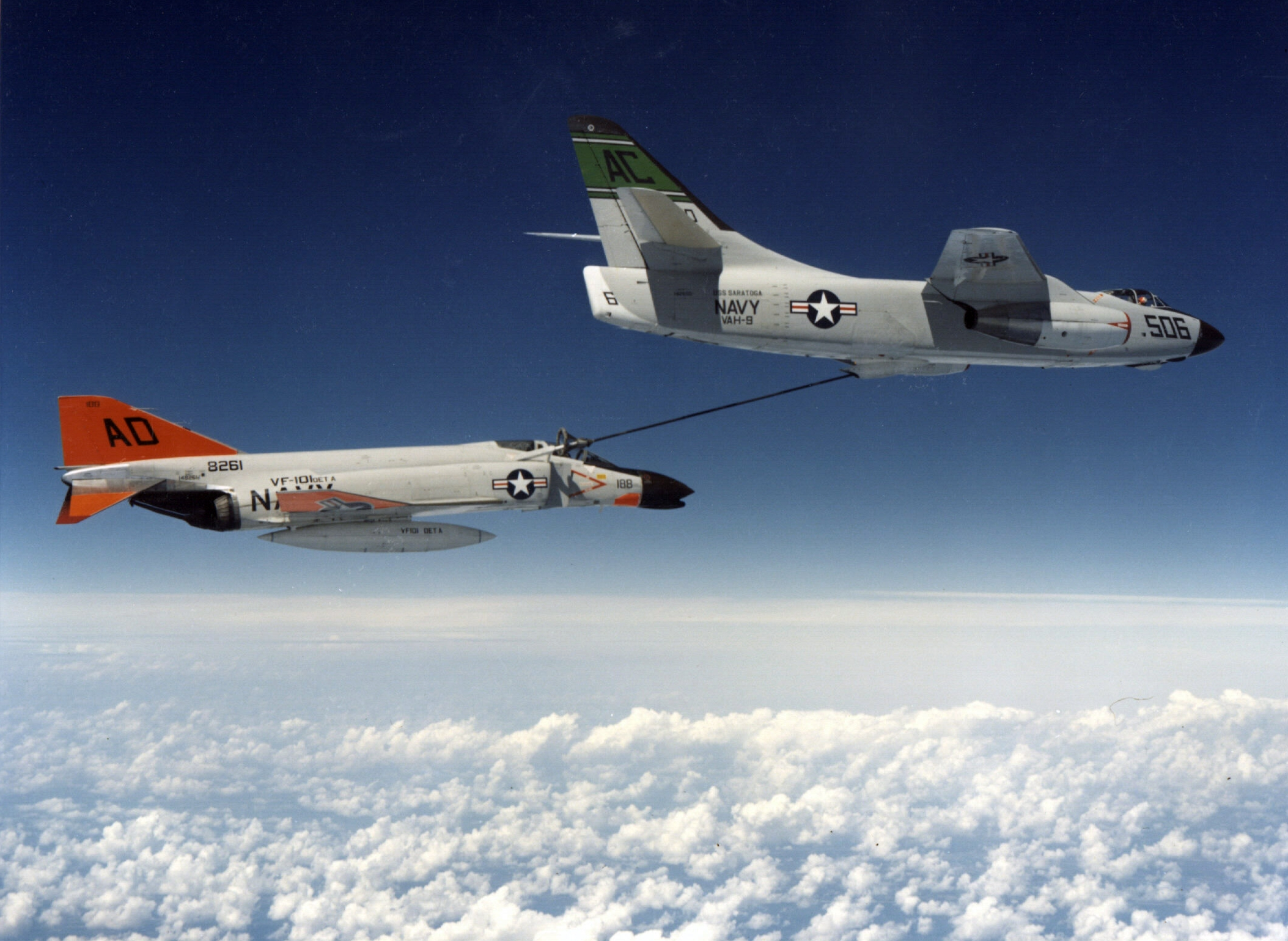
空中給油を受けるLANA計画参加機

F-4が初飛行した1950年代はアメリカとソビエトの最新鋭機を使用した熾烈な世界記録更新競争の時代でもあった。また、アメリカ空軍と海軍も記録の更新競争を行う形となっていた。
トップ・フライト
1959年7月14日にソビエトはSu-15の原型と言われる当時最新鋭の実験機Tu-431により28,852mの上昇記録を記録した。これに対してアメリカ海軍は「トップ・フライト計画」として原型機の「XF4H-1」による高度記録更新を行った。同年12月6日、エドワーズ空軍基地を離陸したローレンス・E・フリント中佐操縦のXF4H-1は高度30,040mにまで上昇記録を更新させた。
なお、その一週間後の12月14日にはアメリカ空軍のF-104CがJ・B・ジョーダン空軍大尉の操縦により高度31,513m（103,389ft）の高度記録を更新した。これは、初めて10万フィートを突破した記録ともなった。
LANA 計画
アメリカ海軍航空50周年に当たる1961年を記念してアメリカ大陸横断飛行の速度記録に挑戦した。
アメリカ海軍は当時最新の「F4H-1」つまりF-4の原型機を5機（予備機2機）用意した。横断計画はカリフォルニア州ロサンゼルスのオンタリオ・フィールド飛行場からニューヨーク州ロングアイランドのフロイド・ベネット飛行場まで無着陸飛行を行うものとされた。
飛行士として後にジェミニ11号で宇宙飛行を経験し、アポロ12号に乗り込み、司令船パイロットを務めたリチャード・F・ゴードンJr中尉 (当時) を含む計6名のパイロットが抜擢された。1番機には指揮をとるJ・S・ラモール中佐とT・J・ジャクソン大尉の二名、3番機にゴートン中尉とB・R・ヤング中尉が搭乗した。
5月24日、5機のF-4がオンタリオ・フィールド飛行場を時間を隔てて飛び立った。1番機・2番機・3番機にトラブルがないことを確認した予備の2機はすぐに引き返している。3機はそれぞれ単独飛行を行いニューメキシコ州・ミズーリ州・オハイオ州の上空で空中給油を受けニューヨークを目指した。
最初にフロイド・ベネット飛行場の上空を通過したのは1番機で離陸より3時間と5分が経過していた。続いて到着したのは2番機で所要時間は2時間50分だった。最後に到着した3番機は2時間47分を記録し、最短記録を残したゴートン・ヤング両中尉がベンデックス・トロフィーを受賞した。
セージバーナー
1961年8月28日、3マイル（4.82km）の区間内で125ft（40m）以下の高度を維持してマッハ1を超える平均 902.769mph（1,452.826km/h）の速度記録を樹立した。しかし、これに先立つ5月18日の最初の試行でピッチダンパーの故障による空中分解でパイロットのJ.L.フェルトマン海軍中佐が殉職している。
スカイバーナー
1961年12月22日、水噴射装置を追加したF-4により1,606.342mph（2,585.086km/h）の絶対世界記録速度を記録している。その直前の12月5日には同計画の別の機体が 66,443.8ft（20,252.1m）での水平飛行高度を記録している。
ハイジャンプ
1962年、アメリカ海軍はF-4の上昇性能を誇示する目的で「ハイジャンプ計画」に着手する。これは指定された高度までの上昇時間を競うもので「トップ・フライト」と異なり、到達時間を競うものである。基地にはメーン州ブランズウィックとカリフォルニア州ポイント・マグーが選ばれた。
本計画では、後にジェミニ3号、ジェミニ10号、アポロ10号で宇宙飛行を経験後、アポロ16号で月面の「デカルト高地」に着陸し、1981年のスペースシャトルの第1回目と9回目の飛行の船長に選ばれることになるジョン・W・ヤング中佐（当時）、D・M・ロントン少佐、D・W・ノードバーグ少佐、F・T・ブラウン少佐、海兵隊のW・C・マクグロー中佐の5名がそれぞれの高度の記録を更新した。
詳細は以下の通りである。
| パイロット             | 到達高度 | 時間     | 記録日  |
| ---------------------- | -------- | -------- | ------- |
| ジョン・W・ヤング中佐  | 3,000m   | 43.52秒  | 2月21日 |
|                        | 25,000m  | 230.4秒  | 3月31日 |
| D・M・ロントン少佐     | 6,000m   | 48.79秒  | 2月21日 |
| D・W・ノードバーグ少佐 | 15,000m  | 114.54秒 | 3月1日  |
|                        | 30,000m  | 371.34秒 |         |
| F・T・ブラウン少佐     | 20,000m  | 178.5秒  | 3月31日 |
| W・C・マクグロー中佐   | 9,000m   | 61.62秒  | 3月1日  |

この時、ヤング中佐はマニュアルを無視してフラップを上げたまま推力100%で離陸し、車輪が滑走路を離れると同時に車輪を引き上げ、そのまま加速し十分な速度に達してから機首を引き揚げるという操縦を行った。教本にはない手順だったが、後の上昇記録更新でも踏襲されるようになった。これによりヤング中佐は腕のいいテストパイロットとして知られるようにもなり、同年9月に第二次宇宙飛行士選抜に名を挙げられている。
なお、本計画の記録は1973年にソ連（当時）のMiG-25の特殊改造機「E266」が20,000mから30,000mまでの記録を更新することになるが、アメリカ空軍のストリーク・イーグル計画によってF-15が破るまで、その記録を更新されることはなかった。

## マクドネルの躍進とマクドネル・ダグラスへの発展
マクドネルは1964年会計年度の総売り上げ8億6,500万ドルの7割を国防総省関係からの受注で占めていた。前年度比で3億ドル増を記録しており、アメリカの経済雑誌「フォーチュン」は1964年11月号で当時のマクドネルの活況振りを6ページに渡り紹介した。
軍用機生産に限れば売り上げの2億4,500万ドルの大部分がF-4によるものだった。翌年の1965年にはF-4の年間生産数は500機を突破することが既に決まっていた。マクドネルの敷地面積は50万m2を超え従業員数は3万5千人となった。また、10社を超すアメリカ国内の有力航空宇宙メーカーをおさえてマーキュリー計画の宇宙カプセル開発と生産をNASAから受注している。1939年に15人の従業員とビル2階の間借りでの創設当初から見ると空前の成長だったことが分かる。
だが、創設者であるジェームス・スミス・マクドネルJrはF3H デーモンとF4H ファントムIIの空白期の経験などから浮き沈みの激しい国防総省からの受注に頼っていては心細いと考え、軍事専門の航空機メーカーからの脱却と規模拡大を図り、ベトナム戦争により軍事物資生産に優先された資材の入手難と旅客機受注の伸び悩みにより経営難にあったダグラスを1968年に吸収合併した。以降マクドネル・ダグラスとなり、ダグラスの旅客機の製造と共にA-4 スカイホークの生産を引き継ぐこととなった。
その後、マクドネル・ダグラスは軍用機部門ではF-15 イーグルやF/A-18 ホーネット、C-17 グローブマスターⅢ、民間部門ではダグラスから引き継いだDC-10やDC-9に加えてDC-9の発展形であるMD-80シリーズを送り出して成功を収め、軍民両部門の航空機メーカーとして成長を続けた。1985年にはヒューズ・ヘリコプターをも傘下に入れるに至ったが、冷戦終結による軍需減少や民間機市場におけるMD-11やMD-90の苦戦、中国企業との提携による航空機製造工場の失敗によって苦境に陥り、最終的に1997年、マクドネル・ダグラスはボーイングに吸収合併されて消滅した。

## 部隊配備

### アメリカ海軍・海兵隊への配備

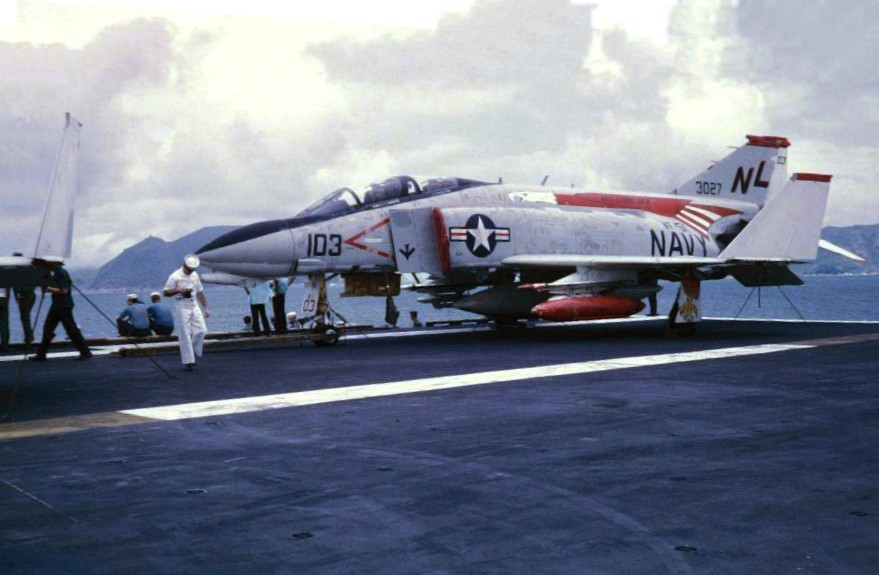
艦上のF-4B（1972年）

1959年に始まり1960年2月15日に空母「インディペンデンス」における初の離着艦全通試験など一連の航空母艦適合テストで十分な結果を得たアメリカ海軍は1961年に正式にF-4Bの艦隊配備を開始した。
アメリカ大西洋艦隊初のF-4飛行隊となったのは空母「フォレスタル」搭載となる第74戦闘飛行隊だった。太平洋艦隊は1962年に空母「キティホーク」搭載の第114戦闘飛行隊がF-4Bの引き渡しを受けている。
配備開始2年後の1963年時点でF-4保有飛行隊は6個となっていた。この時点でも旧世代のF3H デーモンやF4D スカイレイを運用中でありF8UもF-4と並ぶ主力戦闘機だった。それに対してアメリカ海軍は1965年の時点でF-4を搭載可能なミッドウェイ級以上の空母11隻の全飛行隊へのF-4を配備しようと計画した。1隻当たり二個飛行隊分を配備しようとすると単純計算で244機を必要とし、同時期にアメリカ軍が北ベトナムへの爆撃を開始したこともあり、F-4飛行隊の増強が続いた。
アメリカ海兵隊は海軍への配備開始から一年後の1962年から配備を始めた。F-4Bを初めて受領したのは第531戦闘攻撃飛行隊で、翌1963年には第314戦闘攻撃飛行隊が受領し、同年10月に日本の厚木基地に派遣されている。日本への配備は東南アジアから最短距離にあるためベトナム情勢を鑑みてのことだった。戦争中期頃からは施設の整備の進んだフィリピンの基地を使用するようになった。

### アメリカ空軍での採用

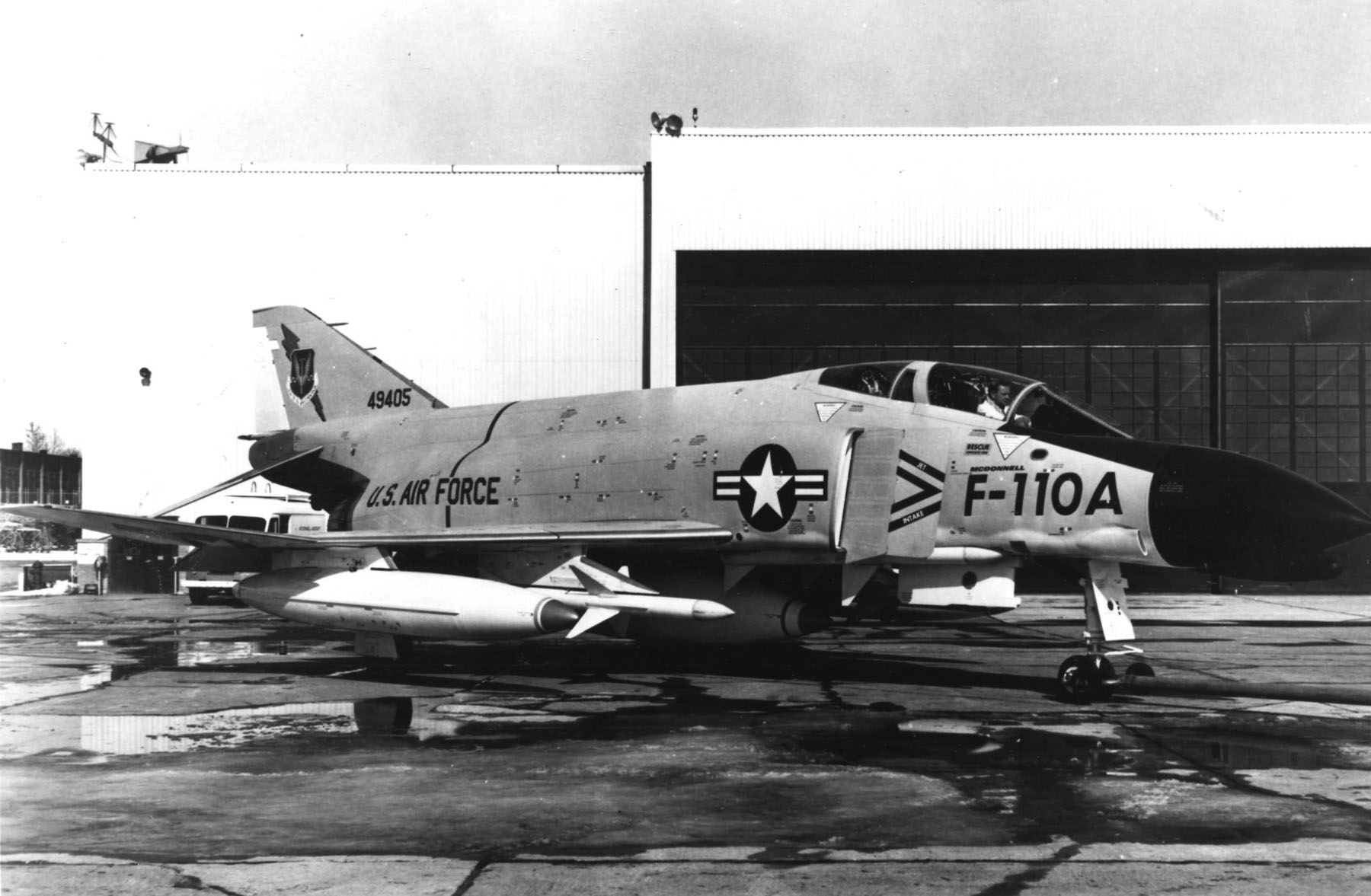
F-110A（F-4C）

当初、F-4は艦上機として開発されたが、空海両軍での戦闘機の共用化によるコスト削減を目論むロバート・マクナマラ国防長官の方針もあって、空軍規格に改められた機体をF-110A「スペクター（Spector）」として採用した。1962年に3軍統一の機体命名法が施行されるとF-4Cに改めている。
空軍への採用の際の変更点は
- C型から主脚のタイヤを、従来の海軍型の幅の薄い高圧タイヤから、幅を広げた厚い低圧タイヤに変更（幅を19.5cmから29cmへ変更）。そのため、主翼の主脚収納部の上面に膨らみを設けた。また、同時期に生産開始された海軍型のJ型でも、生産の効率化のために、降着装置共々、空軍型と共通化したため、膨らみが付いた。さらに、イギリス海軍型も、空軍型共々、膨らみが付いた。
- 後席のコンソールの設計変更と位置を低くして、後席での前方視界を確保。
- レーダーを、F-4Bで使用されているAN/APQ-72を改良したAN/APQ-100に変更。
- 爆撃システムをAN/AJB-7全高度核爆撃制御システムとし、全高度での核爆撃を可能した。
- 新たにAN/ASN48慣性航法装置（INS）を装備。
- 空中給油装置をブローブ･アンド･ドローグからフライング･ブームに変更、胴体背部に受油口が取付けられた。
- エンジンは、推力は変わらないものの、火薬カートリッジ･スターターを付けたJ79-GE-15に変更。
- 主翼の折り畳み機構を手動に変更。
- アレスティングフックは着陸した際の非常時の事故に備えて残された。

F-4が当時のアメリカ空軍戦闘機に勝っていたのは、J-79エンジン双発の大パワーと、それに伴う機体規模の余裕であった。ただし全面的に優れていた訳ではなく、低空での速度性能や安定性では高翼面荷重の機体であるF-105に、レーダーや電子装備では全天候要撃機のF-106には劣っていた。しかしながら総合性能においては空軍機を凌駕する事を空軍側でも認めざるを得ず、採用に至った。ベトナム戦争が本格化する直前の1964年、F-4Cを受領した第555戦術戦闘飛行隊が那覇空軍基地の第51戦闘迎撃航空団に配備された。
後の視点から見ればF-4の最大の長所は、低空侵攻任務では欠点となった低翼面荷重であった。ミサイルキャリアーとして開発された機体であり、空戦性能向上を意図したものでなく、艦上戦闘機としての離着陸（艦）能力を確保するためのものであったが、副産物としてまずまずの格闘空戦性能を発揮した。当時の空軍機は要撃機および戦闘爆撃機が主体で、当時のミサイル万能論の影響もあり、空戦性能を軽視していた。結果としてF-4はベトナム戦争において、その空戦性能で活躍する事になる。
また、アメリカ空軍は当初海軍に提案されていたF-4の偵察型をF-4Cの機首を改造した戦術偵察機RF-4Cとして導入した。アメリカ海兵隊でもF-4B/Jを戦術偵察機に改造したRF-4Bを導入した。これに対してアメリカ海軍はRF-4を採用せず、RF-8やRA-5、その後継として偵察ポッドを装備したF-14を用いて偵察を行なった。

### ブルーエンジェルス

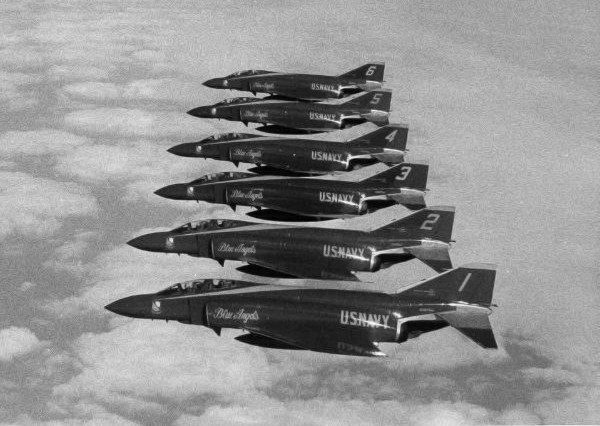
ブルーエンジェルスのF-4Jは青く塗装された

1969年にF-4Jを導入し全米やヨーロッパでアクロバット飛行を披露した。アジアでは日本や韓国にも飛来している。日本に飛来した際にはその騒音から住民から苦情が寄せられた。そのため「もう日本には来ない」とブルーエンジェルスのメンバーは激怒したという。これが原因なのかは不明だが以降ブルーエンジェルスは来日していない。1974年に、A-4F スカイホークに機種転換した。

### サンダーバーズ
ブルーエンジェルスと同じく1969年にF-4Eを導入した。こちらも1974年にT-38A タロンに機種転換した。

### ベトナム戦争

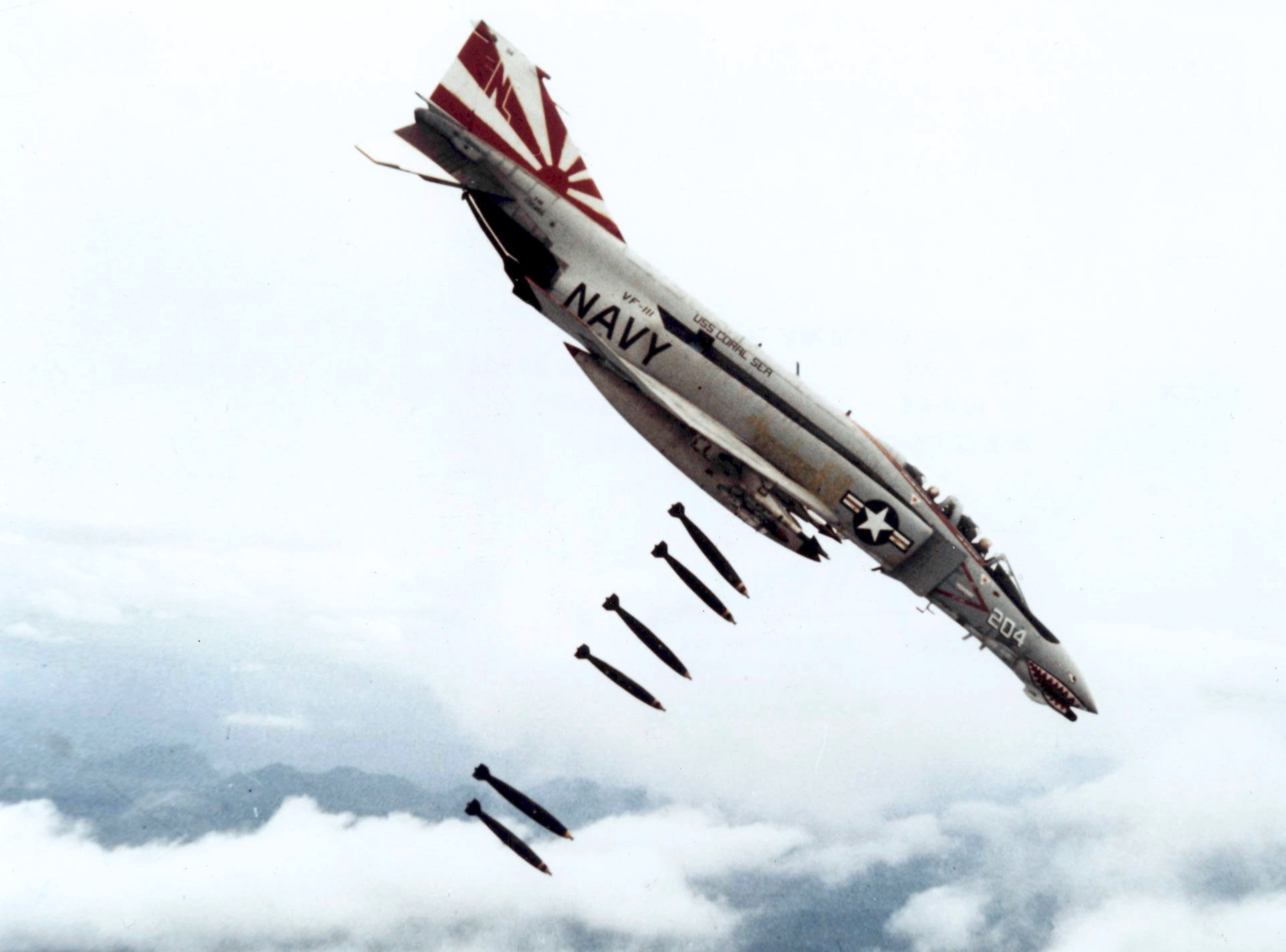
ベトナム戦争において爆弾を投下するF-4B (VF-111) (1971年11月25日撮影)

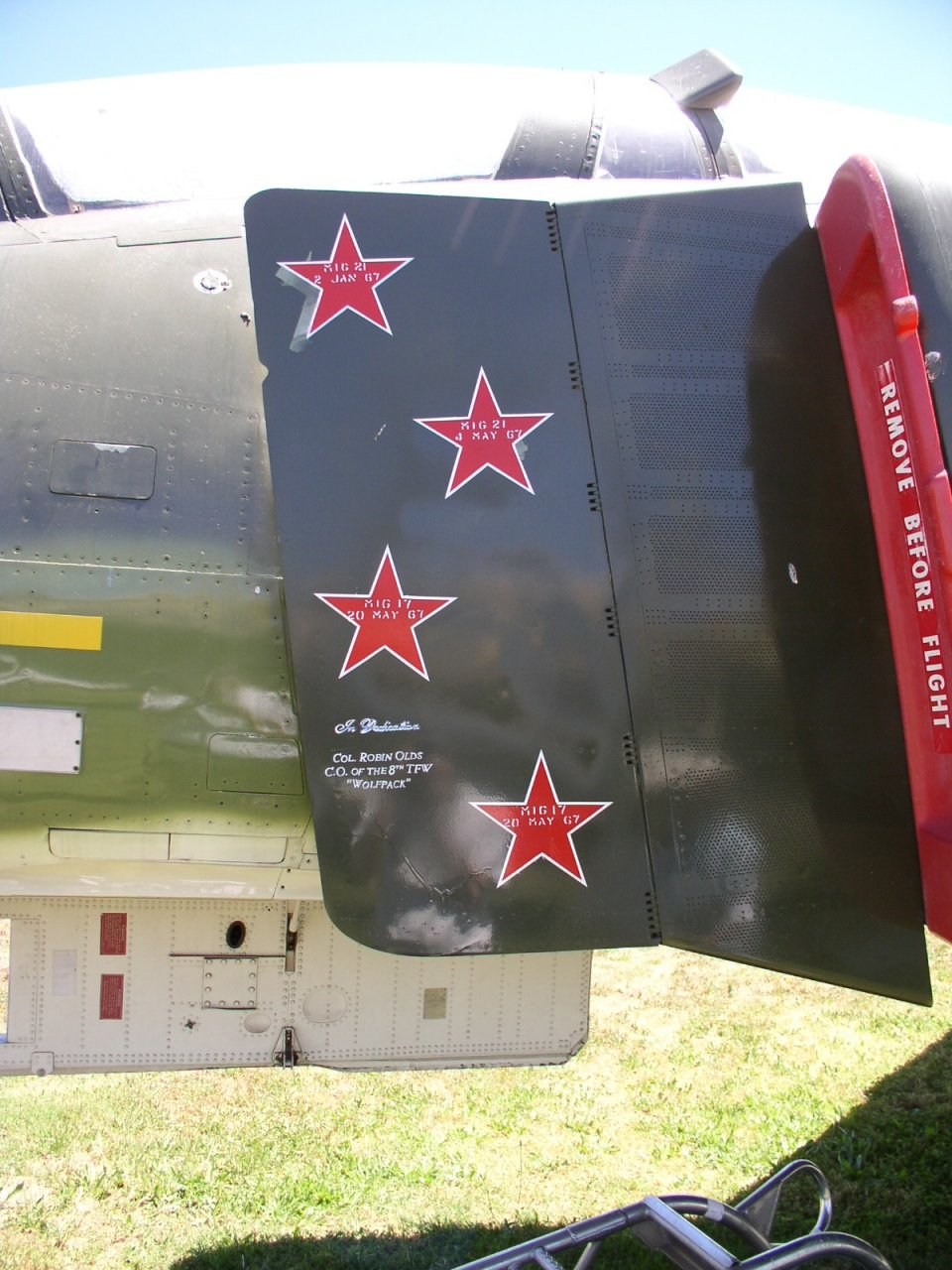
F-4Cのエアインテイク。ベトナム戦争で北ベトナム空軍機を4機撃墜し、撃墜マークが4つ入れられている

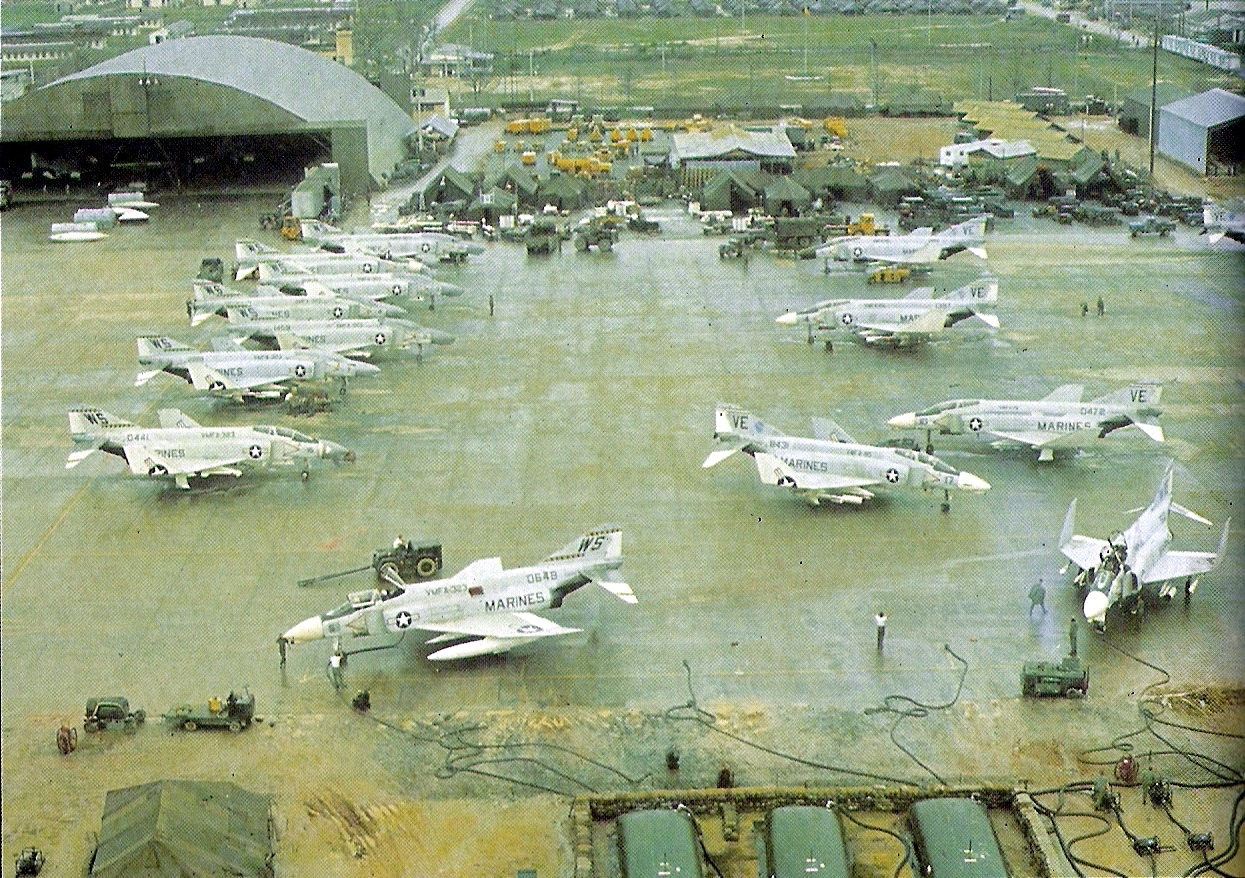
南ベトナムに駐留するアメリカ海兵隊のF-4B（1966年1月）

F-4は同じく出撃したF-8クルセイダーとは異なる最大8発搭載の空対空ミサイルのうち4発のAIM-7ミサイルと当時としては際立って有力なアビオニクスによりレーダー捕捉段階で視界外から敵機を撃ち落すことを可能としたミサイルキャリアーだった。
しかし、F-4初の実戦となったベトナム戦争ではレーダーでは敵味方判別をできないことから生じた同士討ちの結果として、視認前のミサイル発射を禁止されたり、ミサイル装着時の部品の破損などの人的ミス等によるミサイルの信頼性の低下、当時の技術的限界によるミサイルの性能不足 等により、F-4の特質を十分に生かすことができず、また、開発時に想定していない空対空格闘戦という状況に対して訓練不足 と兵装の制限（機関砲を内蔵しない）、さらには爆撃機護衛・制空権確保という任務上、戦闘空域に留まる事が求められたため、苦戦を強いられることになった。
北ベトナム空軍の運用するMiG-17やMiG-19、MiG-21等は旧型ながら優れた機動性と制約の少ない機関銃を持ち、地上管制の元で限定された戦術目標を達成すれば充分という有利さ、さらには迎撃任務が主でミサイルを撃った後は戦闘空域から離脱する事もできた事から、F-4をはじめとするアメリカ軍の戦闘機部隊を苦しめたのである。
とはいえ、当時のアメリカ戦闘機としては運動性は優れており、MiG戦闘機には運動性に遅れを取ったとしても、他に代えるべき機体は存在しなかった。空軍においては、機関砲を固定装備とし、運動性を向上させたE型を就役させ、格闘戦への対処とした。また、結果的には空戦での撃墜成績については、MiG戦闘機に勝っていた。しかしながら乗員が2名なので、戦死者の数は敵より多かったともされている。
また、MiG戦闘機との空中戦で、F-4の空力的な弱点として、急旋回などで高迎角での機動中に補助翼を操作すると、パイロットが意図した方向とは逆方向に「ヨーモーメント」と呼ばれる力が発生し、機首が操縦と逆の方向を向いてしまい、操縦が難しくなることが判明した。この現象は補助翼のアドバースヨーとしてよく知られた現象であるが、これが原因で瞬時にスピンに入ってしまう傾向が指摘されていた。
この対策として、主翼の前縁と後縁にスラットやフラップの高揚力装置など、様々な仕様で飛行実験が行われた結果、スラットが最も効果的であることが判明した。空軍では1972年から全てのF-4Eにスラットを装備することになり、海軍でも既存機の近代化改修時にスラットを取り付けF-4Sとする工事が行われた。スラットを取り付けたF-4は高迎角時の飛行安定性とともに、離着陸性能も向上した。

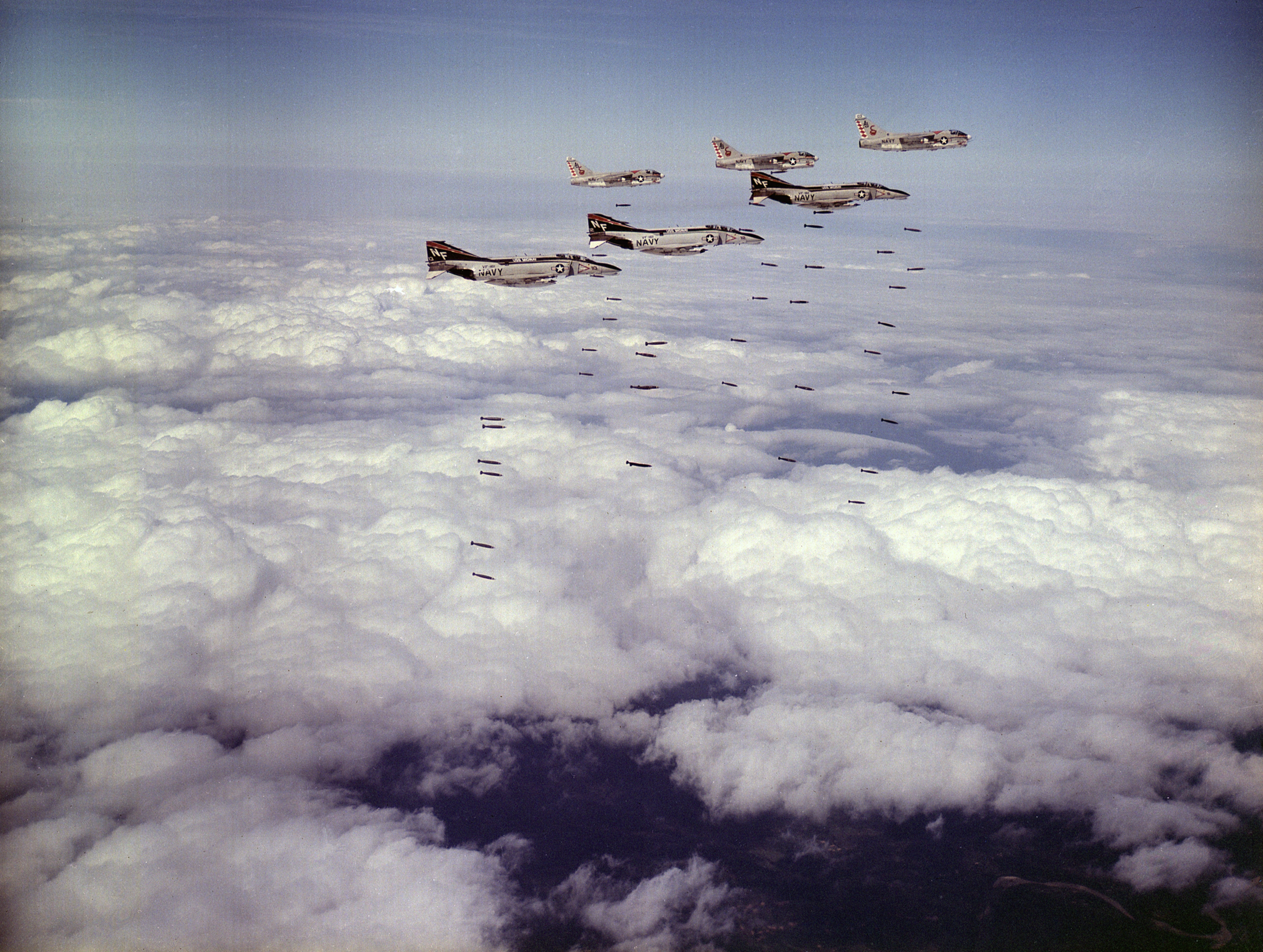
爆弾を投下するアメリカ海軍のF-4とA-7

アメリカ海軍
アメリカ海軍のF-4が初めて実戦参加を果たしたのは、1965年3月の「ローリング・サンダー作戦」だった。それ以前にもF-4飛行隊が乗艦する空母が北ベトナム沿岸に展開していたが、北ベトナムの航空戦力はほぼゼロに等しいので最新鋭のF-4の実戦投入は不要として見送られていた。
3月29日には第151戦闘飛行隊のF-4B、2機が北ベトナム上空で撃墜され初損失となっている。4月29日には中華人民共和国の領空を侵犯した第96戦闘飛行隊のF-4Bが中国人民解放軍空軍の戦闘機に撃墜されている。
同年6月17日、空母「ミッドウェイ」の第21戦闘飛行隊のF-4B二機がハノイの南方80kmで遭遇したMiG-17の4機中2機をすれ違いざまにAIM-7で撃墜し、はじめてF-4の火器管制能力を発揮するに至った。これは全アメリカ軍を通じてベトナム戦争初の撃墜記録となった。以降、アメリカ海軍のF-4BとF-4Jは北ベトナム軍戦闘機を36機撃墜しているものの、ほとんどがサイドワインダーによるものだった。
アメリカ海兵隊
ベトナム戦争開始後、在日アメリカ海兵隊にも前線への出撃命令が下され、F-4飛行隊も南ベトナムのダナン基地やチュライ基地に進出した。後に激戦期と呼ばれることになる1968年末における任務は南ベトナム国内で活動する共産軍の制圧のための通常爆弾やナパーム弾、ロケット弾、ガンポッドによる対地攻撃であり、空中戦とは無縁の日々が続いたという。それでも、展開するF-4飛行隊は5個に増強されていた。当時2機のF-4を失ったものの乗員は全員救助されている。
1972年以降、攻撃目標が南ベトナムから北ベトナム、特にラオスを経由し南ベトナムに伸びる大補給ルート「ホーチミン・ルート」に移ると損害は増加した。北ベトナム軍正規軍の装備する対空砲や対空ミサイルにより、3機のF-4の損失と2名のパイロットの行方不明という損失を蒙っている。
アメリカ空軍
アメリカ空軍はF-105やF-111などの戦闘爆撃機を次々と投入した。だが爆弾を満載し機動性の低下したF-105などにとっては、北ベトナムの主力戦闘機MiG-17は旧式機と言えども侮り難い敵だった。格闘戦に巻き込まれ爆装を投棄した時点で、「爆撃の阻止」という相手の戦術目標は達成しており、熱帯雨林という精密機械には適さない環境によりミサイルを武器とする戦闘機はその能力を著しく落としていた。
1965年4月3日、2機のF-105がMiG-17に撃墜されたことを受け、空軍はミグ戦闘機の掃討任務の為にF-4C飛行隊7個を南ベトナムに、3個飛行隊をタイ王国にあるアメリカ軍の基地に駐留させた。
しかしながら、1965年から1966年までのわずか一年の間に撃墜や事故など様々な原因で54機のF-4Cを損失している。初期トラブルの顕現と対応が不十分なままで実戦投入されたため戦場で燃料漏れや主翼への亀裂が生じたこと、ミサイルの使用に様々な制限や問題があったこと、機関砲を装備していなかったことが挙げられる。
1967年3月10日にはジョン・パルド大尉とスティーブ・ウェイン中尉のF-4が、対空砲火で損傷した僚機を安全なラオス領空まで押して移動させた「パルド・プッシュ」(Pardo's Push)と呼ばれる事例が発生している。

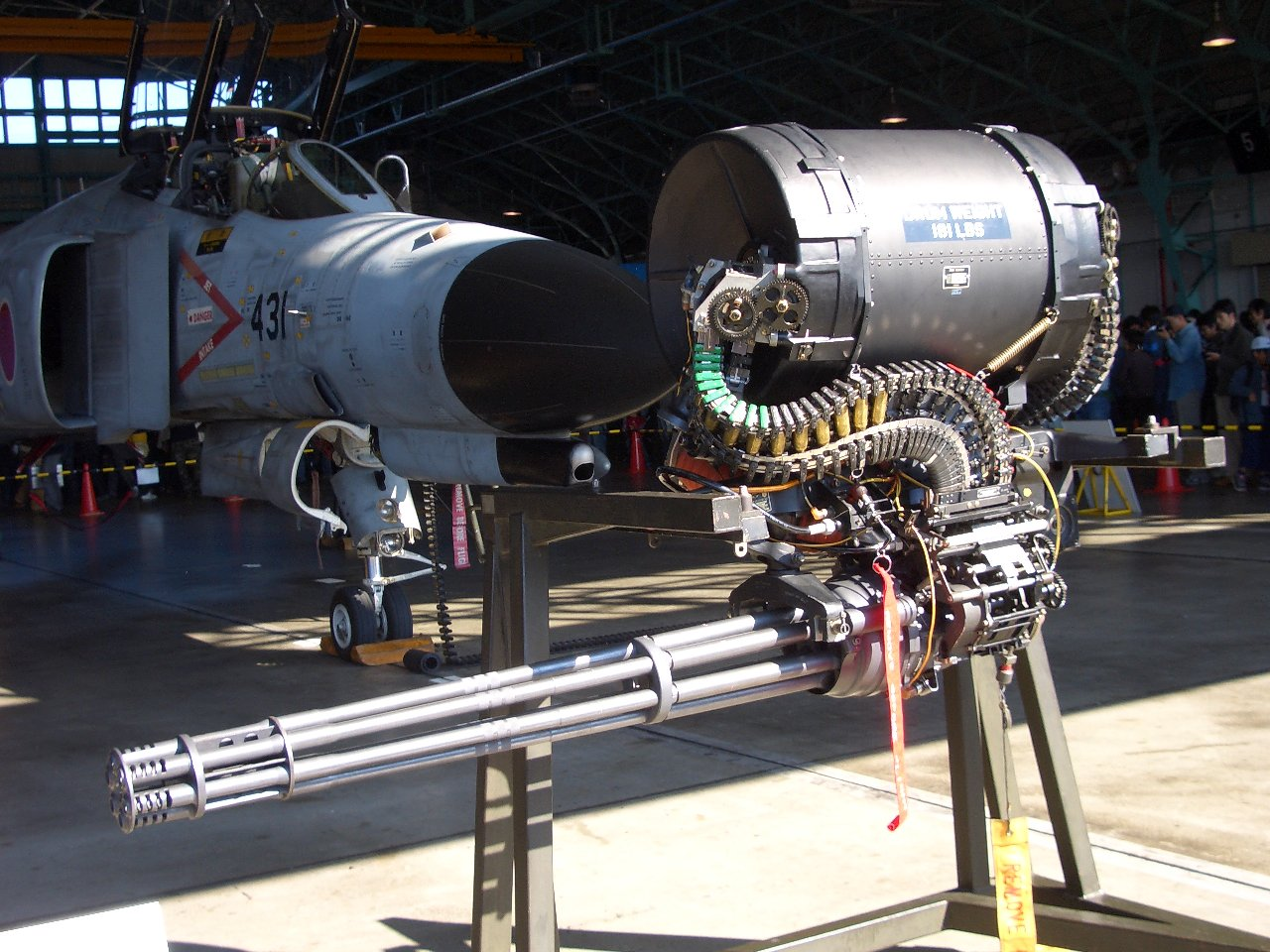
展示されるM61A1「バルカン」
画像は航空自衛隊のF-4EJのためにライセンス生産された「JM61A1」

D型・E型の登場
1966年2月からマクドネルの生産ラインはF-4CからF-4Dに移行した。また、1968年11月からはF-4として初めて固定武装として機首にM61A1機関砲を搭載し、主翼前縁へのスラットの付加によって運動性を高め、より格闘戦に優れたF-4Eの部隊配備を開始している。
損害
F-4Eが格闘戦に何とか対応できる機体として配備されたといっても状況は厳しかった。1971年末までに361機のF-4C/D/Eが対空砲や地対空ミサイル、ミグ戦闘機により撃墜されており、停戦が発効する1973年までも損害は拡大している。

### 湾岸戦争
1991年に勃発した湾岸戦争にもF-4が投入された。この時は制空任務等を後継機であるF-15などに譲り、作戦運用上最後の派生型となったF-4Gがワイルド・ウィーゼルの任に就いた。

### アメリカ軍からの退役

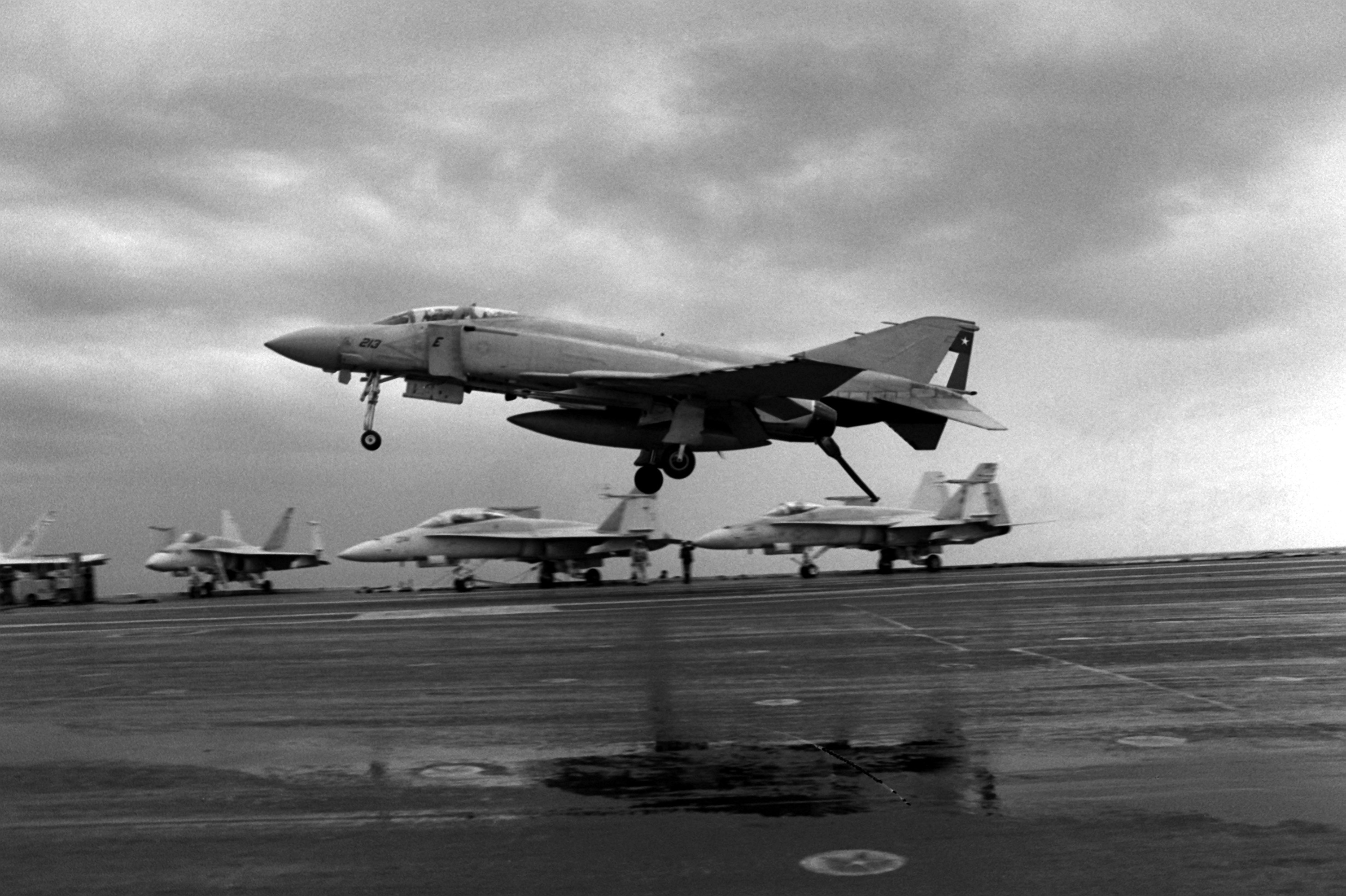
空母「アメリカ」に着艦するF-4S
米空母に配備されたF-4が最後の作戦を終え着艦した瞬間でもあり、奥に新たに配備されはじめたF/A-18が写る

アメリカ海軍では1973年よりF-14の配備に伴い徐々に数を減らし、1986年に空母「ミッドウェイ」搭載のF-4とA-7がF/A-18へ機種転換したことで全機が空母上から退役した。予備役飛行隊に配備された機体も翌年には姿を消している。
アメリカ海兵隊ではF/A-18への更新により1992年に全機退役した。
アメリカ空軍ではF-15やF-16の配備が進むにつれて戦闘機としては一線から徐々に退いていたが、SEAD専用機材であるF-4Gは湾岸戦争に投入された。しかし、老朽化と陳腐化は否めず、無人標的機（QF-4Bなど）に改造されたものを除き、1991年の湾岸戦争を最後として実戦配備からすべて引退している。一部空軍州兵での使用は続いていたが、1996年のアイダホ州軍F-4Gを最後に米空軍予備役からの引退も完了した。エドワーズ空軍基地にあるアメリカ空軍テストパイロット学校のテストパイロットの養成課程ではF-4が使用されていたため、状態の良い機体や補修部品はここに集められた。
無人標的機型QF-4は、2016年8月17日に最後の任務(F-35の支援)を終えた。最後の機体はF-35よりミサイルを発射されたが兵器テストの詳細な条件やシナリオは不明ながら、同機は無傷で帰還している。最後の飛行は2016年12月21日に行われ、QF-4は退役した。後継はQF-16である。

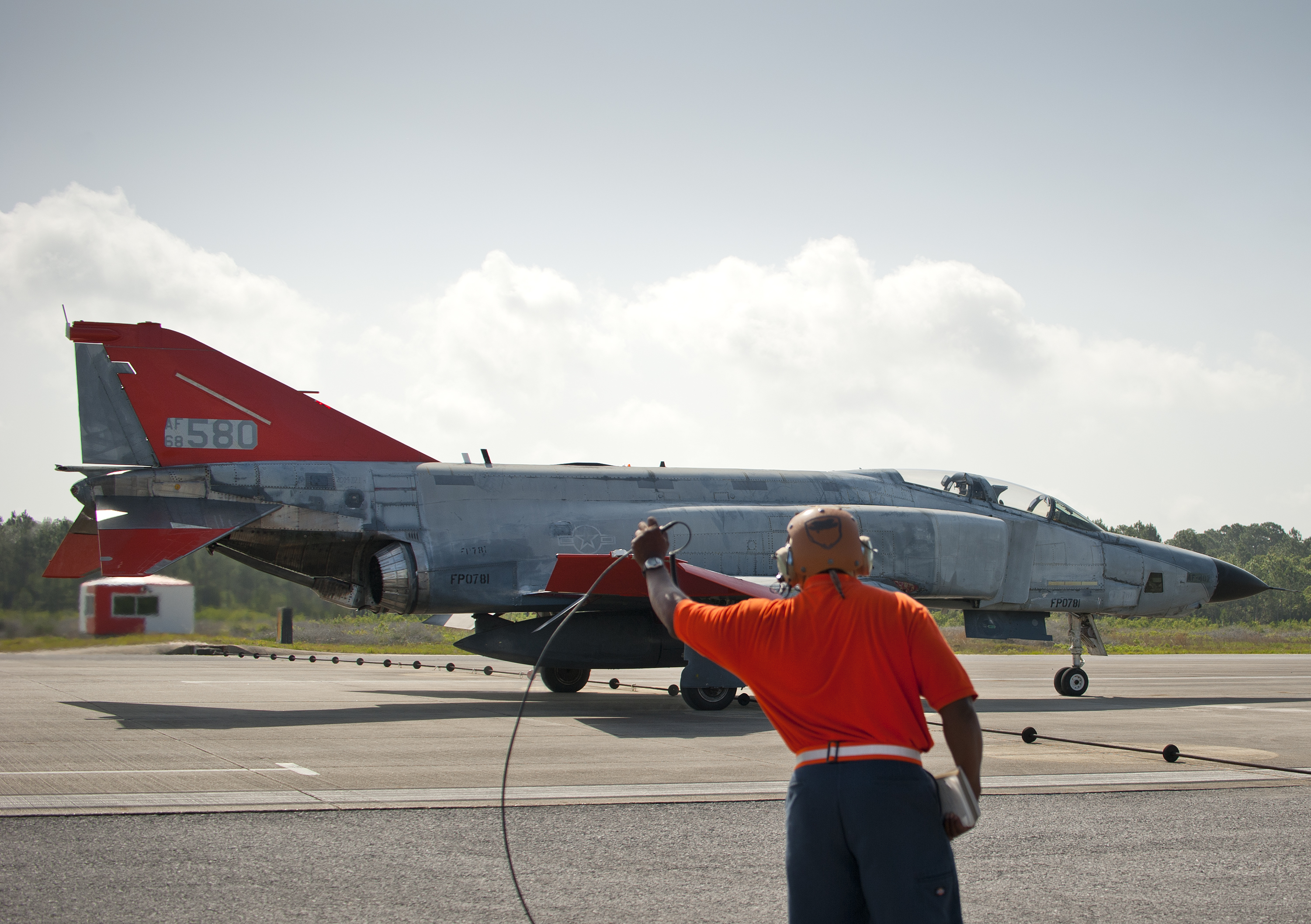
離陸を待つQF-4（2015年）
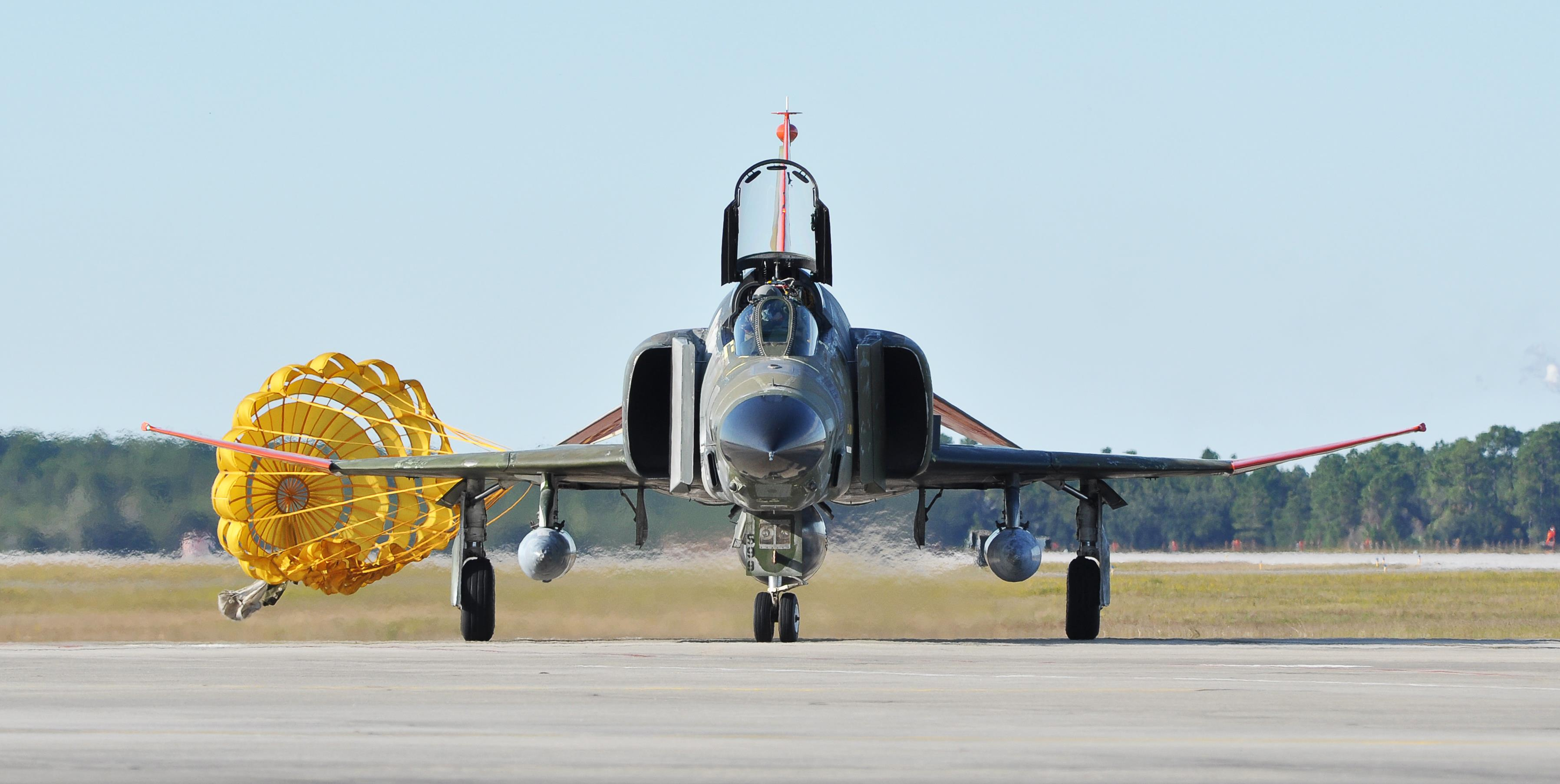
着陸したQRF-4C（2013年）

## 現在の運用状況
初期設計から約60年、初飛行から優に50年以上を経た2024年時点においても、ギリシャ空軍、韓国空軍、イラン空軍、トルコ空軍の4か国で配備・運用中である（ただし、韓国空軍からは2024年6月に退役）。
アメリカ空軍テストパイロット学校では、教育用として武装を撤去し計測用センサーを搭載した練習機型を数機運用している。
改良・近代化改修の計画が各国で進められており、そのまま2020年以降も使用し続けられる見込みである。この他、アメリカ国内にて非営利団体が1機のF-4Dを飛行可能状態で保存しており、アメリカ空軍デビスモンサン空軍基地においてモスボール状態で保存されているものも存在する。
※各国の詳細については、下記の海外の採用国と派生型一覧を参照のこと。

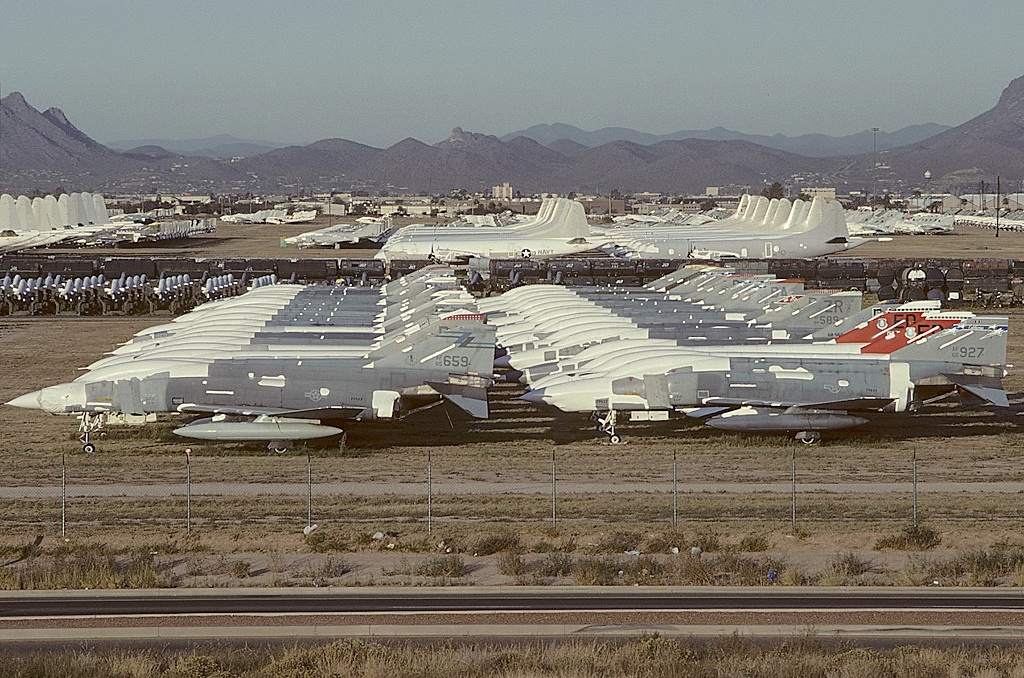
デビスモンサン空軍基地にてモスボールされているRF-4C（1992年）
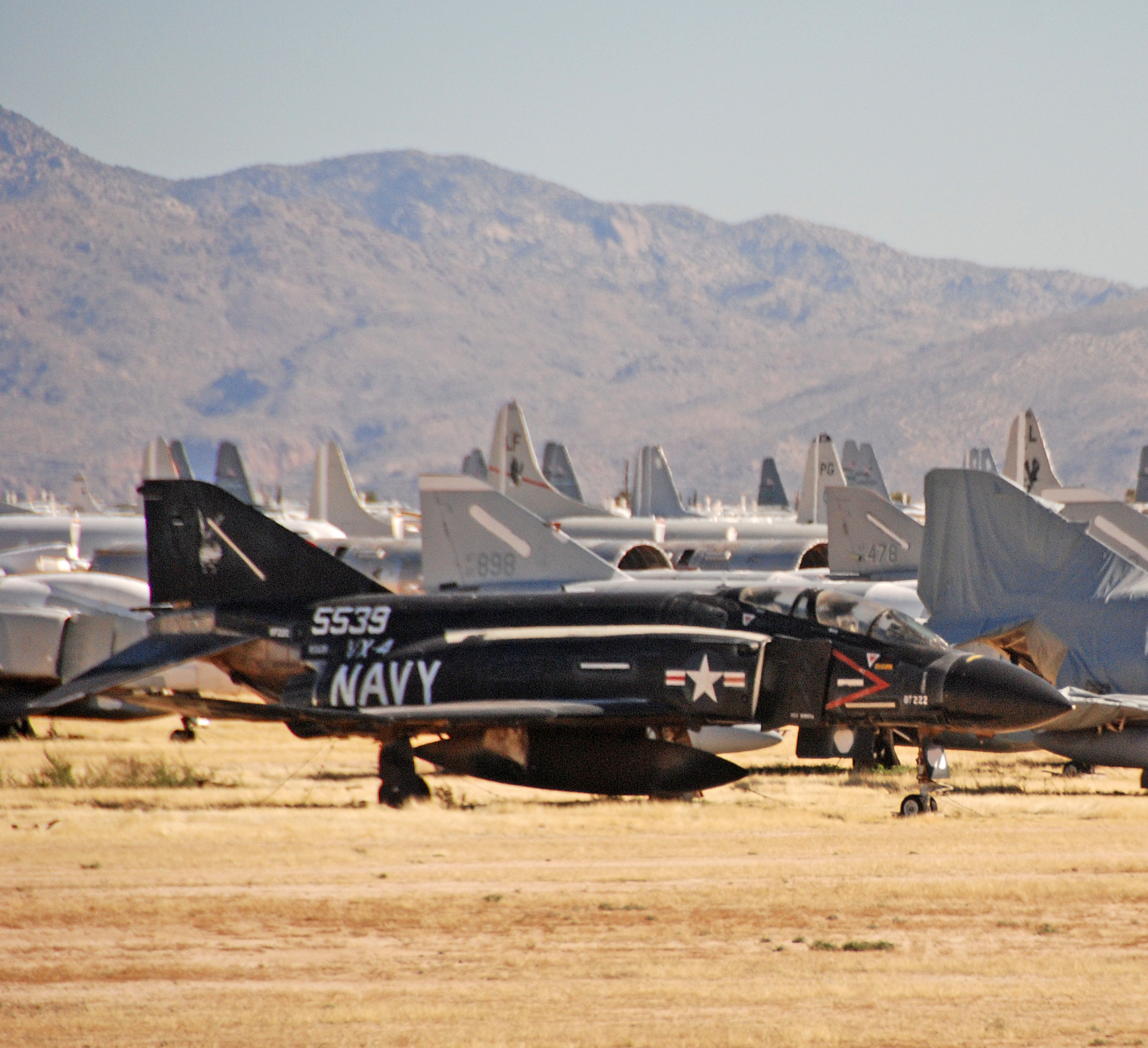
デビスモンサン空軍基地にてモスボールされているアメリカ海軍のF-4（2007年）

## 主な型式分類
|              | アメリカ海軍向け              | アメリカ空軍向け | イギリス海軍向け | イギリス空軍向け                | その他各国向け |
| ------------ | ----------------------------- | ---------------- | ---------------- | ------------------------------- | -------------- |
| 固定機銃なし | F-4A F-4B F-4G F-4J F-4N F-4S | F-4C F-4D        | ファントム FG.1  | ファントム FGR.2 ファントム F.3 | F-4F           |
| 固定機銃あり |                               | F-4E (F-4G)      |                  |                                 | F-4EJ          |
| 偵察機型     | RF-4B                         | RF-4E            |                  |                                 | RF-4EJ         |

## アメリカ軍の採用と形式一覧

### アメリカ海軍・海兵隊航空団

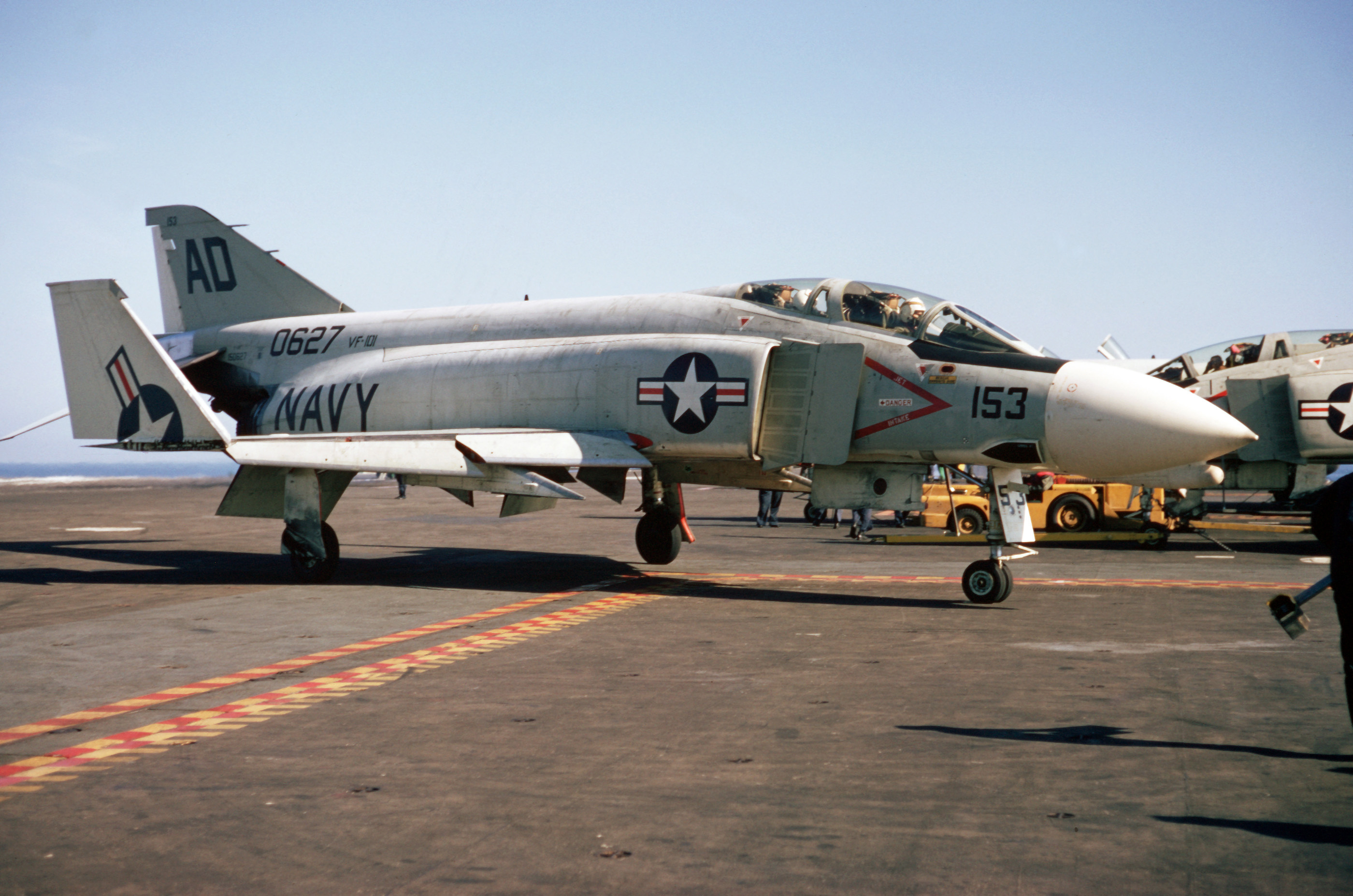
空母艦上で駐機中のF-4J

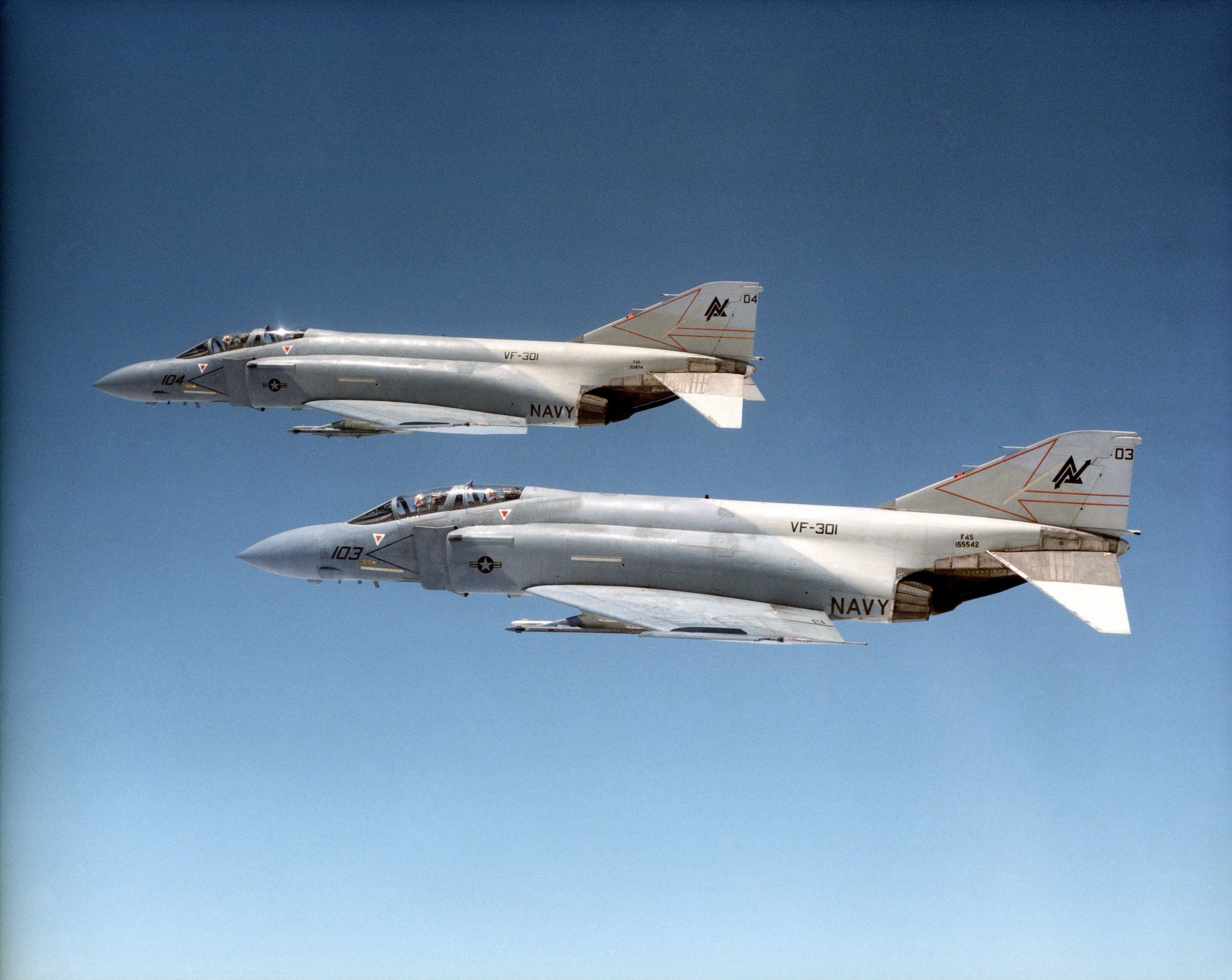
編隊飛行を行うF-4S

XF4H-1
原型機。2機製造された。
YF4H-1
試作機。5機製造。
F4H-1F
命名規則変更によりF-4Aに名称を改めた。45機製造された。
前述の通り、R&D作業のために製造された最初の21機の内、16機目（18号機）以前と17機目（19号機）以降とでレドームと風防（キャノピー）の形状が異なる。これ以降の形式は17機目（19号機）のものを基としている。
F4H-1
命名規則変更によりF-4Bに名称変更。F-4初の量産型で合計684機が製造された。
F-4G
生産中のF-4Bに自動迎撃データリンクと自動着艦用の機材を搭載した機体。
12機が改修されて実戦投入され、同時期に行われた新型迷彩塗装の実験が原因（新型迷彩塗装を施した機体の被害増大）と言われる被弾により1機を失っている。改修機は短期間でF-4Bに仕様変更されたが同機で開発されたシステムはF-4Jに反映されている。また、G形式名は短期間で消滅したので空軍がF-4Eを改修したSEAD（防空網制圧）機で再利用した。
F-4J
F-4Bの改良型として522機製造された。
レーダーにパルスドップラー処理を導入したAN/AWG-10を搭載し、戦闘機として初めてルックダウン能力を獲得した。また、F-4C用のメインギア回りと主翼、海軍型F-4Gで開発した機材に加えてエンジンを従来のJ79-GE-8から出力を強化したJ79-GE-10に変更した。
空軍が採用したAN/AJB-7全高度核爆撃制御システムを装備しており、目視目標捕捉システム（VTAS)、サイドワインダー拡張捕捉モード（SEAM）、AN/ASW-25A一方向データリンクを装備している。またスタビレーター（水平尾翼）には、前縁に固定スロットが取付けられており、低速時の操縦性が改善されている。
アメリカ海軍のベトナム戦争中唯一のエース、カニンガム/ドリスコル組が使用したが、5機目を撃墜後の帰還中に北ベトナム軍の地対空ミサイルを被弾、海上で脱出したため実機は現存していない。
F-4N
F-4Bの搭載電子機器をF-4J相当にアップグレードした機体。
改修内容はF-4Jと同じだが、機首下面にAN/AAA-4赤外線センサーを取付け、AN/ALQ-126欺瞞ECMを装備しており、機体寿命（飛行時間）を3500時間から5000時間に延長している。F-4B自体が実戦で酷使されていたため生産機数に対して改修実施機は少なく、改修機数は227機と言われている。
F-4S
F-4Jの近代化と寿命延長型。
レーダーをAN/AWG-10Bに変更、AN/ALQ-126欺瞞ECM、AN/ALR-46またはAN/APR-32レーダー警戒装置を装備しており、レーダー警戒装置のアンテナを取付けている。
空戦時の運動能力向上を意図してF-4E同様に前縁フラップをスラットに変更したが、離着陸時の安定性が従来の機体より悪化している。スラットの形状はF-4Eに比べ若干分厚く先端部が角張っている他、主翼折りたたみ部のフェンスの背が若干高くなっている。
後継機たるF/A-18の就役までの中継ぎの機体として、248機が改修された。

### アメリカ空軍

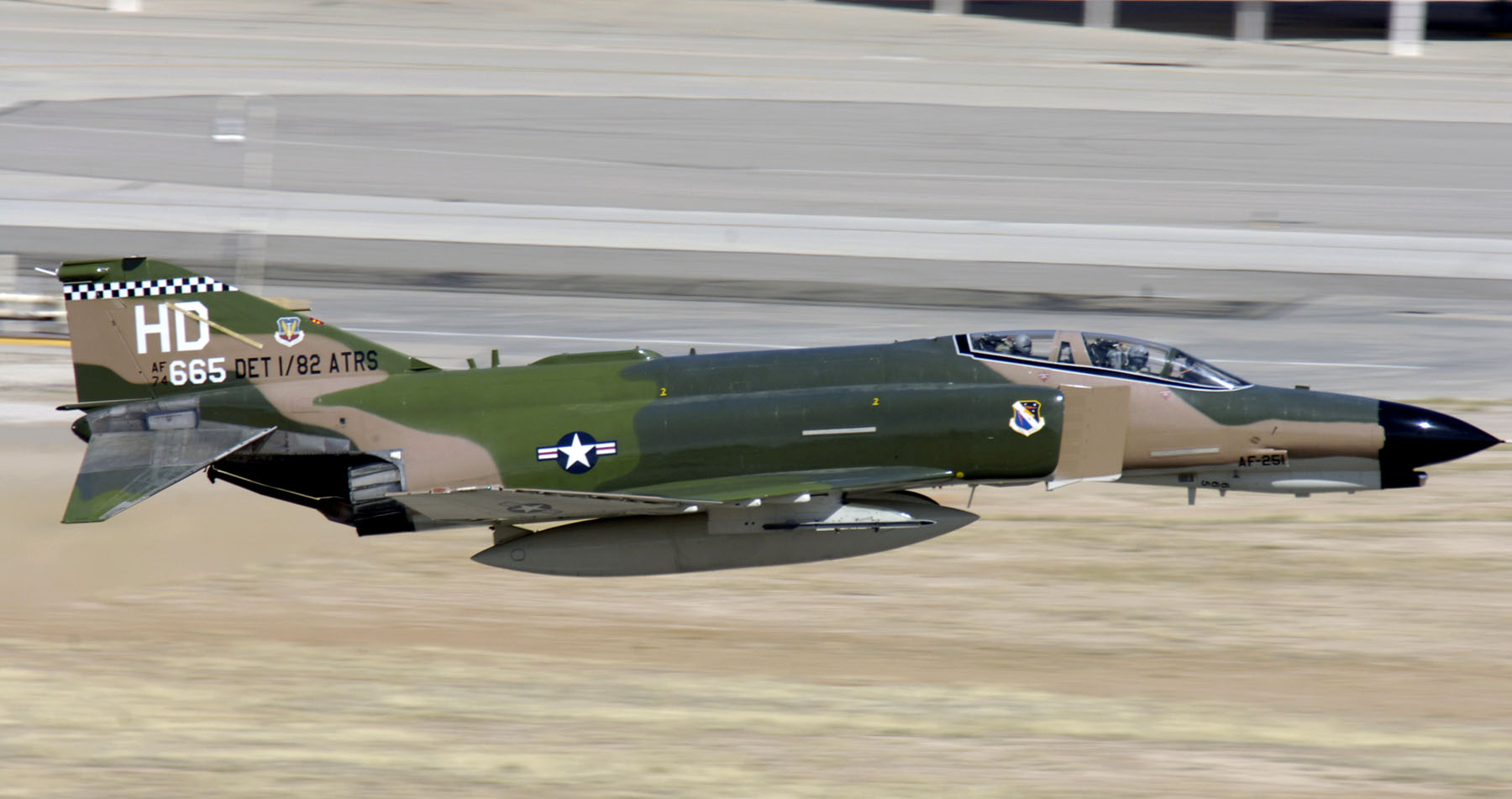
F-4E

F-4C
F-4Bを空軍の要求に合わせて改修した型で、583機製造。採用当初はF-110A スペクター（Spectre）と呼ばれていたが、命名規則変更に伴いF-4Cに改称され、愛称も海軍型と同じ「ファントムII」に変更された。
変更点としてはAIM-4 ファルコン、AGM-12 ブルパップ、核爆弾の運用、ブーム式空中給油装置、200psiの低圧タイヤの搭載が挙げられる。特に海軍型との大きな違いとしては複操縦装置の搭載があり後席にもパイロット資格を持つ要員が乗り込む。以降の空軍型も同様である。複操縦式にすることで、機体の生存性が高まるだけでなく、新たに練習機を作る必要がない等、運用上のメリットももたらした。また、主翼の折り畳み機構はコストを下げるために手動に変更されている。アレスティングフックは残されていて、滑走路の着陸距離を短縮する目的を与えた。もちろん外形やシステムも海軍型と大差ないため、空母からの発着艦や適合も同じである。
EF-4C
F-105Gの後継機としてF-4Cを改修したSEAD（敵防空網制圧）機（ワイルド・ウィーゼル）だが、AGM-78 スタンダードARMの運用能力が無いなど、SEAD機として限定的な能力しか持たず兵器搭載能力や運用面でも制約があった。36機がF-4Cを改修する形で製造された。

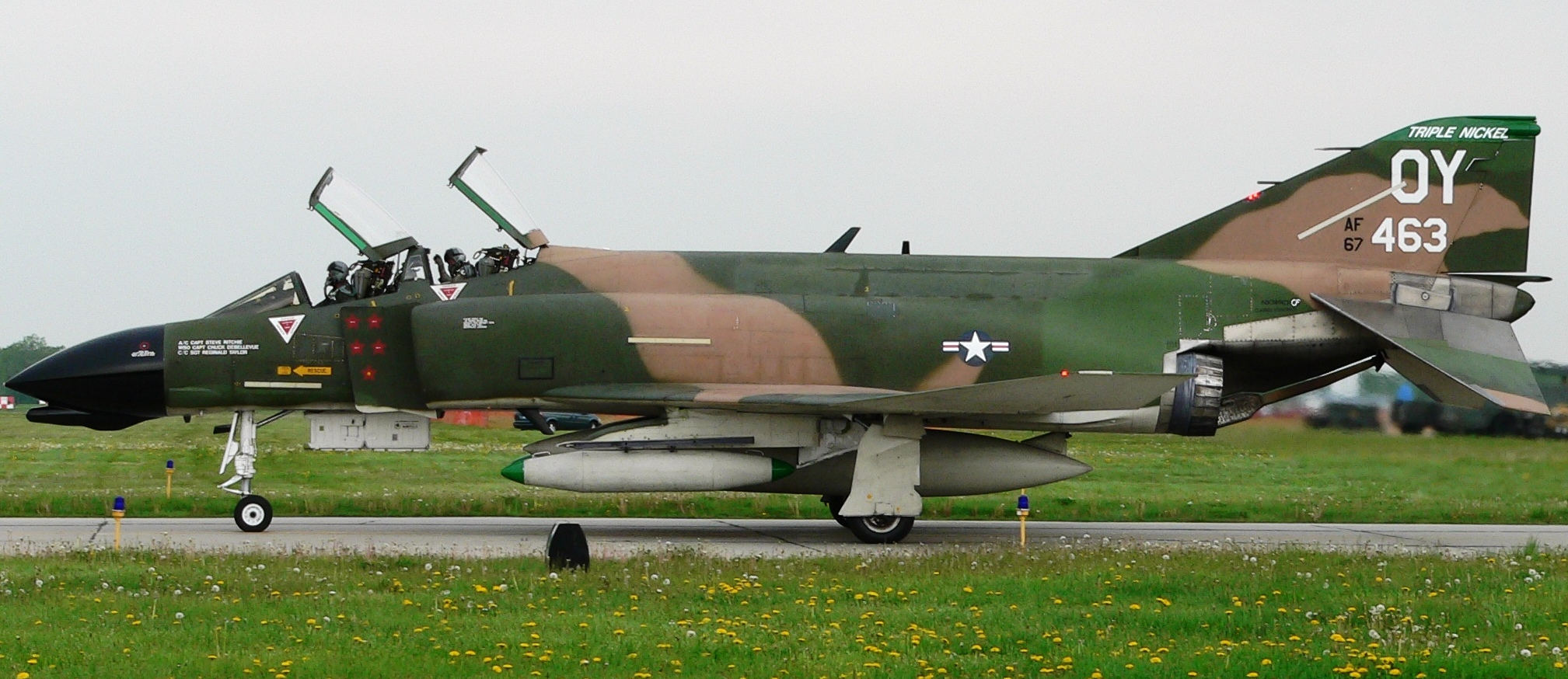
F-4D
F-4Cの改良型で825機が製造された。
空軍の要求を元に設計された本格的なタイプであり、C型の機首下面に取付けられていたAAA-4赤外線探知器をレーダー警戒受信器に変更。サイドワインダーの搭載機能を削除しファルコンのみ搭載としたがファルコンの成績不良からサイドワインダー搭載機能を追加している。レーダーを測距機能付きのAN/APQ-109Aに換装して低空目標の探知能力を向上している。また、東南アジアでの運用の為LORANという長距離航法システムを追加した機体もあった。AN/ASQ-91爆撃計算機をAN/AJB-7全高度核爆撃制御システムに組み合わせることで誘導爆弾の誘導機能を追加した。ASQ-91自体も対地攻撃を簡略して、かつ精度を著しく向上させている。
このD型ではSEA迷彩(東南アジア迷彩)、俗に言うベトナム迷彩が生産段階からの標準塗装になった。
EF-4D
F-4Dを改修したSEAD（防空網制圧）機のテストベッド機で、4機がF-4Dより改修された。EF-4Dとしては採用されなかったもののこの機体で開発された機材がF-4Gの信頼性向上に繋がった。
F-4E
F-4Dの改良型。1,387機製造。対地攻撃能力強化のためのC型からD型への改良に比べて、変更内容はかなり多い。
エンジンはドライ時推力52.53kN、アフターバーナー時推力79.62kNのJ79-GE-17に換装、偵察型に倣い延長した機首（この機首延長型を「ロングノーズ」と呼称。偵察型とE～G型（EJ型、EJ改型含む）が相当。それに対し、機首の短い型は「ショートノーズ」と呼称）にM61A1 20mmバルカン砲を固定装備し、このため、FCSを従来より小型で振動に強いAN/APQ-120レーダーに換装しているが、APQ-120開発の遅れから初期の30機はレーダー無しで配備され、後に追加搭載されている。主翼には、E前期型、EJ型、EJ改型の、前縁フラップ付きのハードウイング（J/C/D型と同じ）と、E後期型、G型、F型の、可動式前縁スラット付きウイングがある。
- ショートノーズではまだましであったが、E型以降のロングノーズでは、背の低い風防と相まって、着陸時の高仰角（高AOA）姿勢の際に、前方視界が全く無く（滑走路が全く見えない）、かなり危険であった。
- F-4は改良を重ねるごとに総重量が増えていき、それに対応するために、高揚力装置の装備と離陸時に高仰角（高AOA）をとる必要があるが、高仰角をとると翼面から気流が剥離し失速するという問題が発生する。離陸時の「スタビレーター（水平尾翼）下面の失速（スタビレーターは離陸時にダウンフォースを発生させることで機尾を下げ、機首上げを行う）と機首下げモーメント」の問題（急激な上昇あるいは機首上げ操作をすると、スタビレーターが急角度で下を向き、スタビレーター下面の気流が剥離してしまうため、効きが悪くなってしまう）を解決するために、E前期型からスタビレーター（水平尾翼）を固定式前縁スラット（スロット）付きに変更（スラットは前方への張り出しのことで、スロットはスラットによって作られた隙間のこと）、E後期型から主翼の前縁フラップを廃止し、可動式前縁スラットに変更。これらの改良は、海軍型のJ/S型やイギリス海軍のK型にも取り入れられた。
- E後期型から、バルカン砲のフェアリングの前端を、細長いフラッシュハイダーに改良
- E後期型から、胴体下の600Gal 増加燃料タンクをハイ-Gタンクに変更
- AN/APS-107レーダー警戒装置を装備しており、そのアンテナが垂直尾翼上端に取付けられていたが、E後期型ではAN/ALR-46となり、アンテナ取付け位置は主翼端に変更されている。また一部のE後期型では、左主翼内翼部前縁に電子光学式目標識別センサー（TISEO）が取付けられている。
- ロングノーズでは内翼下面内側のパイロンにはTER（トリプルエジェクターラック）を、外側のパイロンにはMER（マルチエジェクータラック）を使用可能。MER使用時には、搭載武装が主脚等に干渉しないよう、外側に角度の付いた傾斜パイロンを使用する。

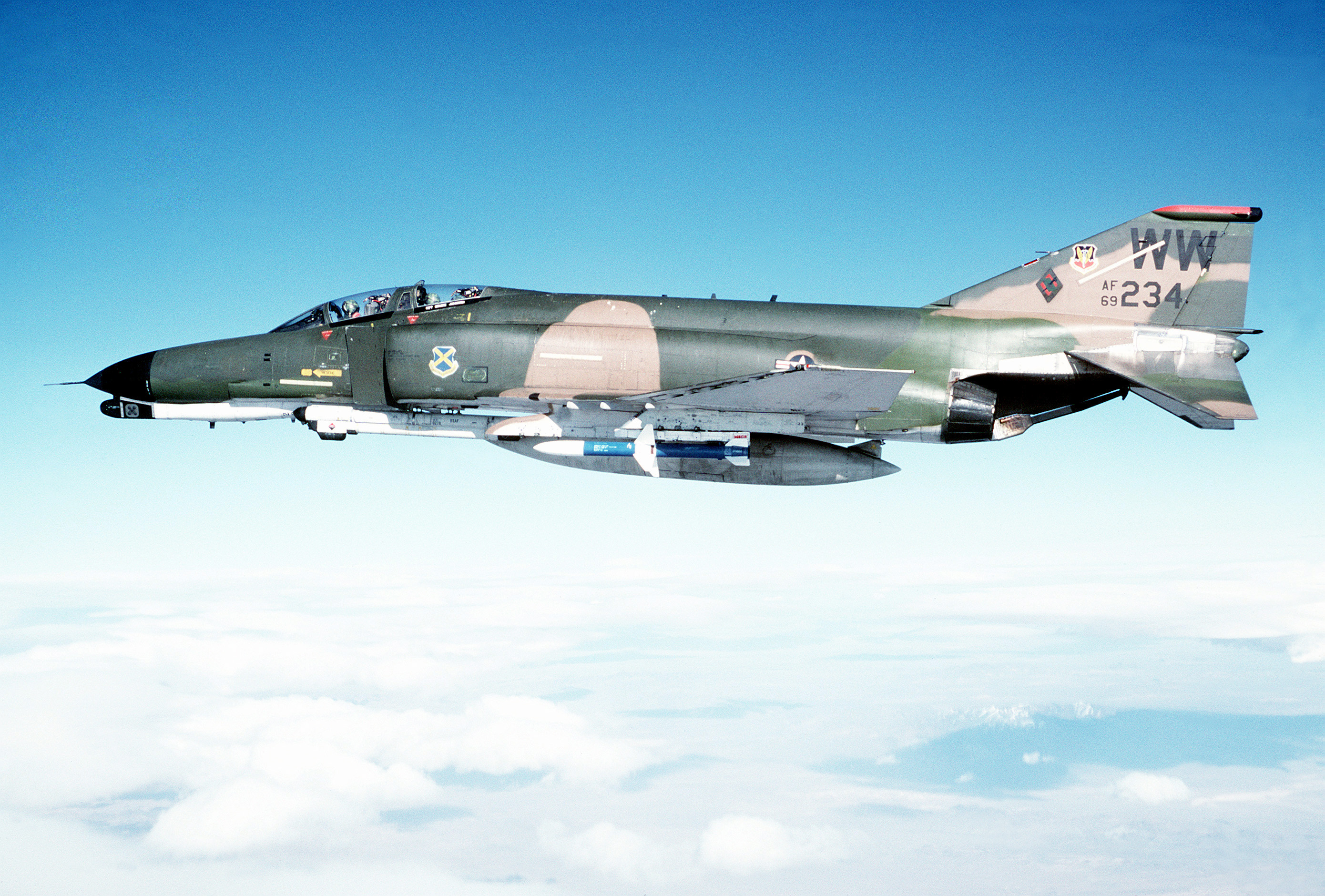
ワイルド・ウィーゼルに使用されていたF-105の後継機であるF-4G

F-4G
F-105Gの本格的な後継機としてF-4Eをアメリカ空軍の要求に合わせ改修したSEAD（敵防空網制圧）機（ワイルド・ウィーゼル）で対レーダーミサイルを主武装とする。134機がF-4Eより改修された。
機首下面と垂直安定板上部に、敵レーダー波を警戒・補足・分析するための、AN/APR-38統合型制御/指示セット（CIS）のセンサー類を装備するため、機首のM61A1 20mmバルカン砲は撤去されている。CISは7つのモジュールで構成されており、敵のSAM(地対空ミサイル）サイトの追跡/誘導レーダーまたはレーダーサイトから発射されるレーダー波（電波）を、周波数0.01-25GHzの間で脅威電波輻射として探知し、後席に設置されたCISのシステムの専用装置を操作する電子戦士官が、内蔵された脅威ライブラリーと比較して探知したレーダー波を識別すると、その位置を測定して、200nm（370km）の範囲でコックピットのPPIスコープ(平面位置表示機)に位置を表示するものであり、搭載された対レーダーミサイルのAGM-45･AGM-78･AGM-88を、探知した位置にある追跡/誘導レーダーまたはレーダーサイトに向けて発射することができる。
また、電子対抗手段（ECM）として、電子妨害装置（ECMポッド）が、初期にはAN/ALQ-119、後期には新型のAN/ALQ-184が、また、USAFE（在欧アメリカ空軍）のみ、AN/ALQ-131ポットが、主に使用され、スパローミサイルが取付けられる機体前方の兵装ステーションに搭載される。
胴体下の兵装ステーションには、AIM-7 スパローを最大4発搭載できるが、通常は後部のSta.3/7に2発を搭載し、機首下左側のSta.4にECMポッドを搭載する。主翼下パイロンには、対レーダーミサイルを2発（最大4発）とAIM-9 サイドワインダーを4発搭載できる。

### 偵察型

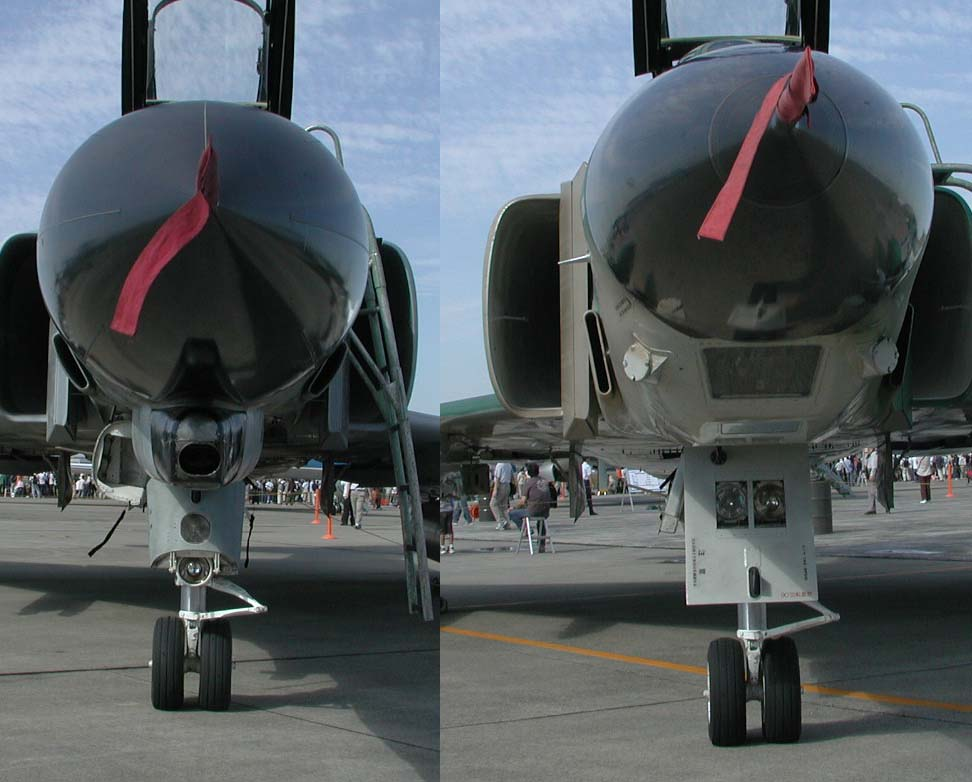
F-4E（EJ、F）系列（左）とRF-4（右）の機首部分を正面から比較した写真

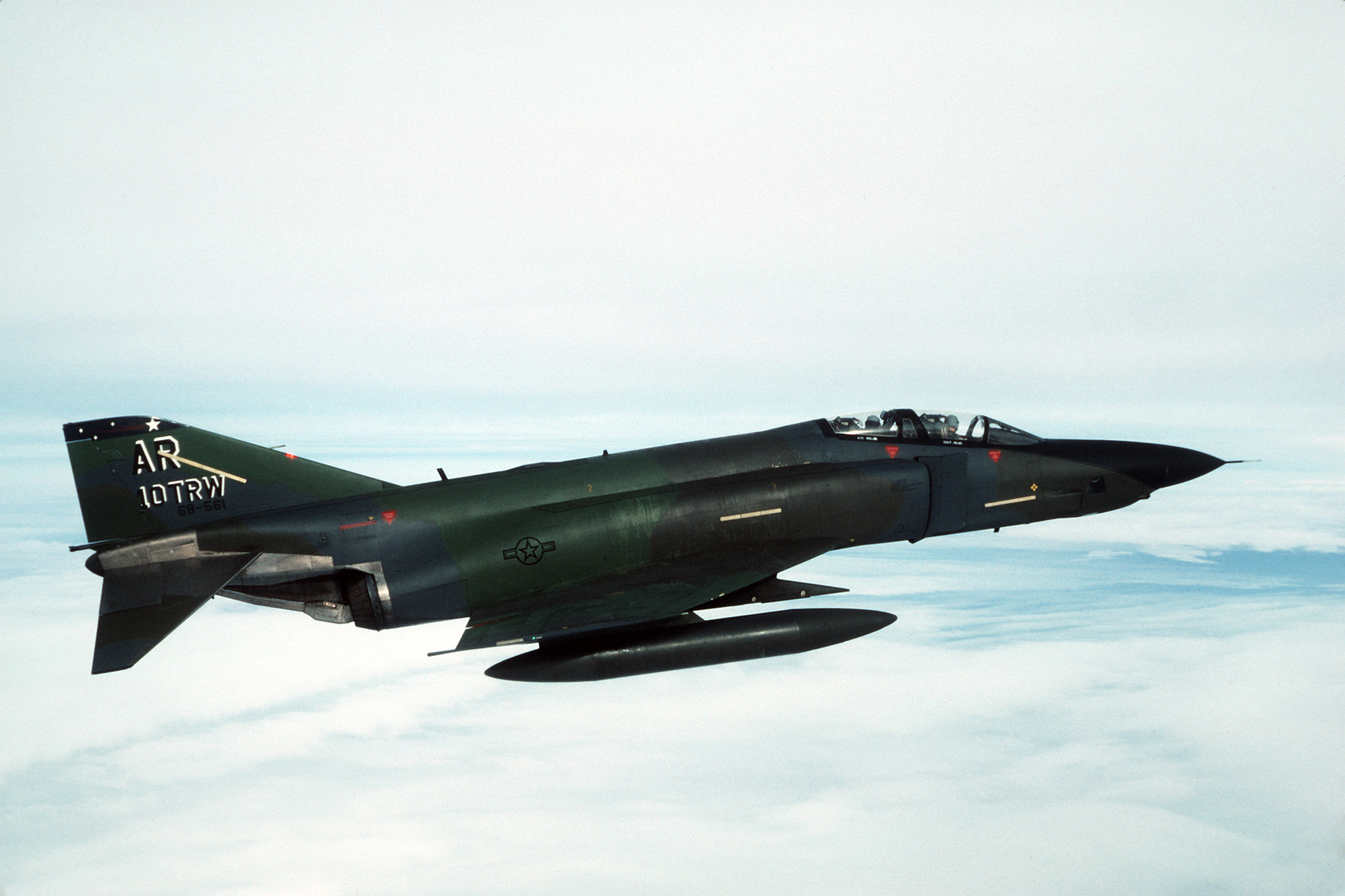
イギリスに向かうアメリカ空軍のRF-4C

RF-4B
F-4Bの機首を延長し、拡張した空間に偵察装備を施した機体。開発当初からF-4の原型機をベースとした偵察型が海軍に提案されていたものの、RF-8を保有し、後継機としてA-5を改修した偵察型（RA-5C）の採用を決定していた海軍からは関心を得られなかったが、海兵隊が保有するRF-8の更新機として採用した。生産末期にF-4B規格の機体からF-4J規格の機体に変更されている。
上記の経緯から、生産機数は46機にとどまる。
1977年に横浜市緑区の住宅地に墜落する事故を起こしている。
RF-4C
RF-4Bと同時期に空軍へ提案されていた偵察型で、RF-101の後継として採用され、505機が生産された。F-4自体の採用は海軍や海兵隊が先行していたがF-4の偵察型は空軍の方が先に発注していたため、「RF-4BはRF-4Cを海兵隊向けに改修した」と言う説が一般化している。
飛行中に敵のレーダー波や通信を傍受して、受信した情報をデータ通信により送信が可能な、ALQ-125戦術電子偵察装置を搭載しており、マッピングと地形回避用のAN/APQ-99レーダーが搭載されたため、機首のレーダードームが小型化されている。機首下部には前方レーダー警戒器と前方･後方･垂直方向の撮影ができる偵察用のKS-87カメラ機材を搭載しており、そのため、機首下部に前方と後方、機首両側面にカメラ窓が取付けられている。その後方には、APQ-102R/TSLAR（側方機上監視レーダー）の装置とアンテナ、ASS-18A赤外線偵察装置が搭載されており、それらの電子画像と赤外線写真をフィルムに記録することができる。その他にも、前席のコックピットとその前方には、LA-313A光学ファインダーとそのペリスコープが装備されている。
RF-4Bが兵器運用能力を持たなかったのに対して配備当初から核兵器の運用能力を持っており、さらにベトナム戦争後に自衛用のAIM-9搭載能力を追加された。
アメリカ空軍で採用された以外にも、スペインと韓国がアメリカ空軍の中古機を導入した。
1968年に九州大学箱崎キャンパスに墜落する事故を起こしている。
RF-4E
F-4Eの機体に、RF-4Cの偵察装備を取り付けた偵察型。152機が製造された。
アメリカ空軍では採用されず、生産機は全て外国（西ドイツ、イラン、イスラエル、日本、ギリシャ、トルコ）へ輸出された。
ベースとなった戦闘機型のF-4Eと異なり、偵察型であるRF-4Eの水平尾翼（スタビレーター）には、固定式前縁スラットが無い。日本の航空自衛隊のRF-4Eも同様である。F-4EJを改造したRF-4EJの水平尾翼には固定式前縁スラットがある。
水平尾翼の固定式前縁スラットには、運動性を高めるメリットがあるが、デメリットもあり、飛行中は常に抵抗となり、加速性や最高速度が犠牲となる。偵察型であるRF-4Eの水平尾翼に固定式前縁スラットが無いのは、任務を終えた後、迅速に戦地を離れて、逃げ帰ってくる、あるいは、尾行から逃げ切るために、運動性よりも加速性や最高速度を重視したためである。
スラット有り/無しでの旋回性能、加速性能の違いは、操縦士が体感できるほど明瞭なものであり、戦闘機部隊から偵察部隊へ転属してきたF-4乗りは、スラットを持たないRF-4Eの加速性の良さに驚き、旋回性能の悪さに苦戦した。

### 標的機
QF-4B
老朽化し余剰となったF-4Bを改造した標的機。44機のF-4Bが改造を受けた。

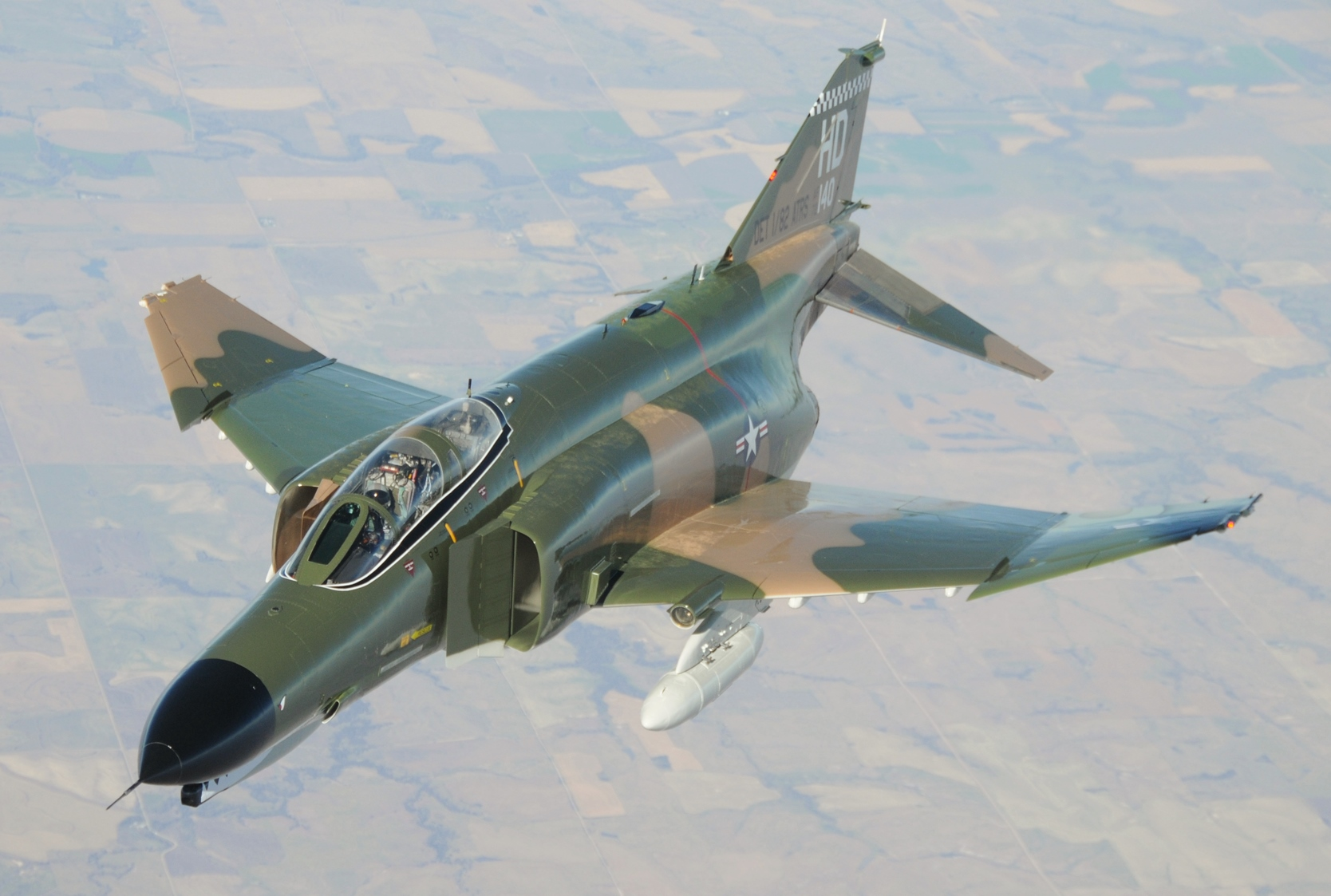
QF-4E
老朽化し余剰となったF-4Eを改造した標的機。
QF-4G
老朽化し余剰となったF-4Gを改造した標的機。
QF-4N
老朽化し余剰となったF-4Nを改造した標的機。
QF-4S
老朽化し余剰となったF-4Sを改造した標的機。

### 計画機その他

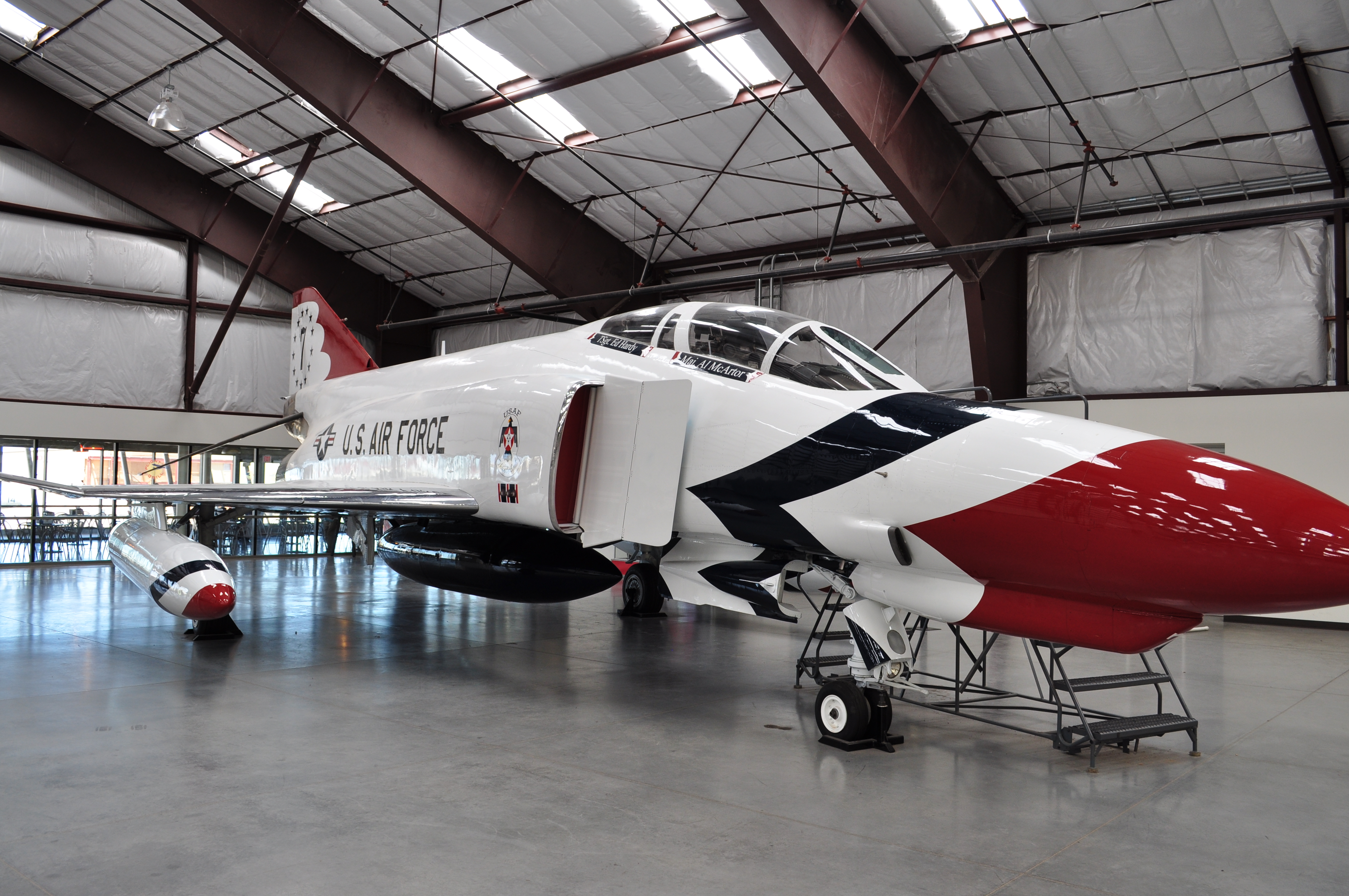
Pima Air & Space Museum所蔵のNF-4E（2013年）

NF-4E
エドワーズ空軍基地にあるアメリカ空軍テストパイロット学校のテストパイロット養成課程で使用する機体。武装を撤去し計測用センサーを搭載している。NF-104の老朽化を受けて導入された。
空軍から退役した機体を使用しているため年によって機体が異なり、以前はC型やD型なども使用していた。老朽化により退役し各地の博物館で展示されている。
F-4H
原形機のF4Hとの混同を避ける目的で欠番となったため、存在しない。
F-4VG
主翼を可変翼に改修したF-4。計画のみ。
F-4T
1970年代後半に立案・計画された制空戦闘機型F-4E。デジタル化した火器管制装置を持ち、すべての対地攻撃能力を省略してM61A1 20mmバルカン砲と胴体下にAIM-7を主翼下にAIM-9を各4発搭載する純粋な戦闘機任務（制空戦闘および要撃）に特化させた機体だった。しかし、F-4の性能を上回るF-15やF-16などの新型機の登場で採用する国もなく中止となった。
F-4X/RF-4X
イスラエル空軍の要望に応えるべくシリアで運用されているMiG-25に対抗するための発展型。イスラエルはRB-47Fに搭載されていたHIAC-1 LOROPカメラのF-4への搭載を、アラブ諸国偵察のために要求していたが、都度却下されていた。しかし1971年にアメリカは態度を変え、F-4の胴体下パイロンに搭載可能な同カメラ収納ポッド（G-139）の開発を許可した。このポッドは22ft以上の長さと4,000lb以上の重量を持つためアメリカ空軍とイスラエル政府出資によりピースジャック計画としてF-4の性能向上を図ることとなった。水メタノール噴射装置により150%に推力されることを想定して機体各部を修正し、最大速度M3.2、巡航速度M2.7を発揮するものとされ非公式にF-4Xとして知られるようになった。
しかし当時アメリカ自身が保有していないマッハ3級戦闘機をイスラエルが保有する可能性から、関連技術のイスラエルへの禁輸を決定した。これに対して、ポッドの空気抵抗も考えてカメラを機首搭載として無武装化した（戦闘機としては使用できない）RF-4Xとすることで一旦は計画が再開したものの、F-4の高性能化が可能であるという事実がF-15に与える影響と水噴射の安全性と信頼性を憂慮したアメリカ空軍が計画から離脱。結果、イスラエルだけで計画を継続できずに自然消滅することとなった。

## 海外の採用国と派生型一覧

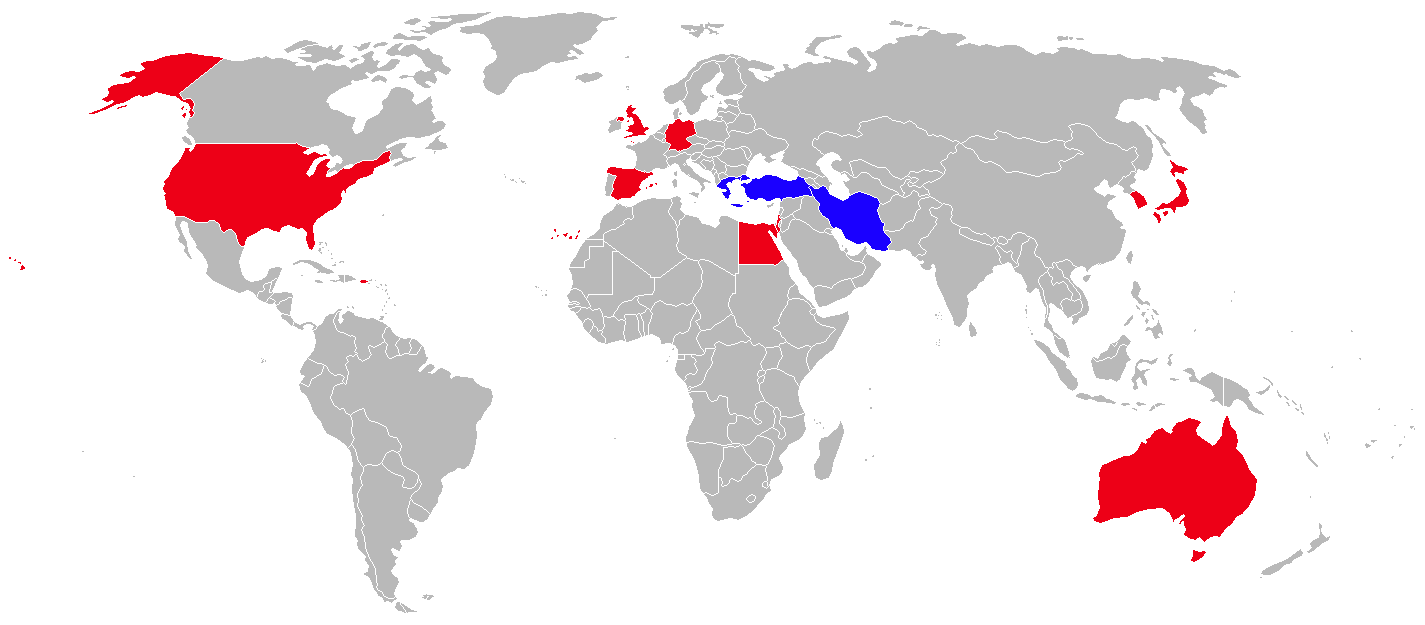
青は現運用国、赤は旧運用国

F-4は多数輸出されており、その運用国も多岐にわたるが、外国への供与・売却の大半を占めたのは、ベトナム戦争後期から戦争終結後に生産されたF-4Eであった。F-4Eには戦訓を取り入れた改良も施されていたが、平和の到来やF-15 イーグル/F-16 ファイティングファルコンへの更新によって余剰ぎみになっていたという事情もある。
同じアメリカ空軍仕様のF-4C/Dの供与・売却が少なかったのはベトナム戦争で多くの機体が損傷し、また機体も疲労が蓄積しているため長期の運用に不向きとされたことによる。
F-4を運用したのは開発国のアメリカのほかに政治的に親密だった日本やイスラエル、和平に合意しイスラエルとの友好関係を築いたエジプト、革命まではアメリカの重要な同盟国でオイルマネーを持つ重要顧客でもあったイラン、北大西洋条約機構（NATO）加盟国であり対ソ戦において地政学的に重要な位置にあるトルコとギリシャ、アメリカへの基地提供の見返りを望んでいたスペイン、英語圏の同盟国であるイギリスとオーストラリア、東西対立の最前線ドイツ（旧西ドイツ）、極東地域の大韓民国など11ヵ国に上り、冷戦下で同盟国の防空能力向上を図ったアメリカの戦略が見て取れる。
運用国によって異なる使用・運用目的に合わせた派生型や近代化計画が多数存在する。

### 日本

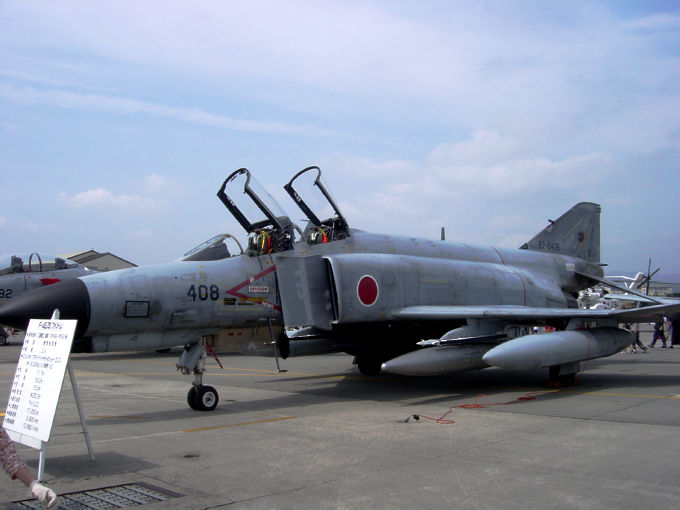
航空自衛隊のF-4EJ改（2005年5月撮影）

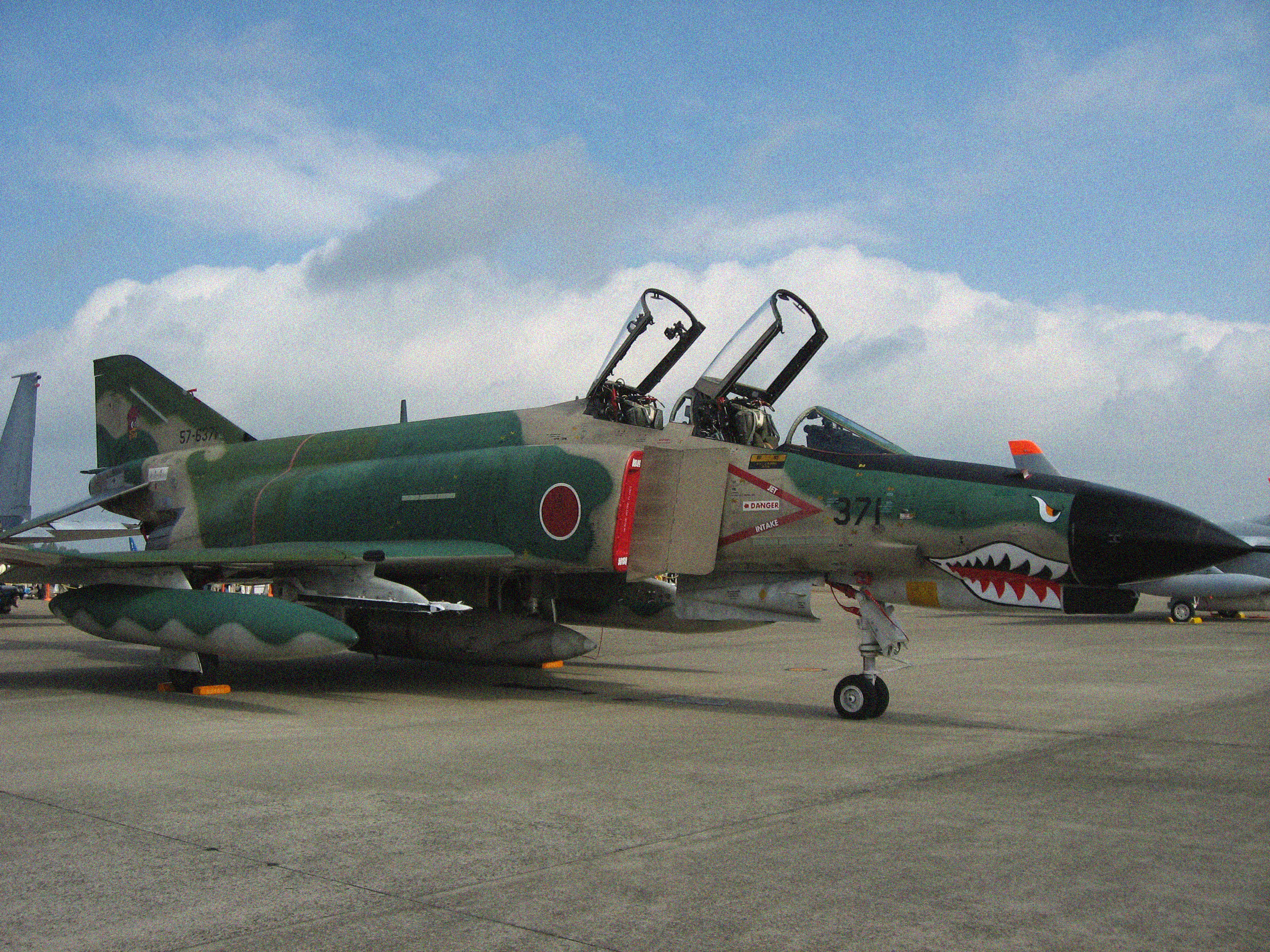
百里基地所属のRF-4EJ（2007年9月撮影）

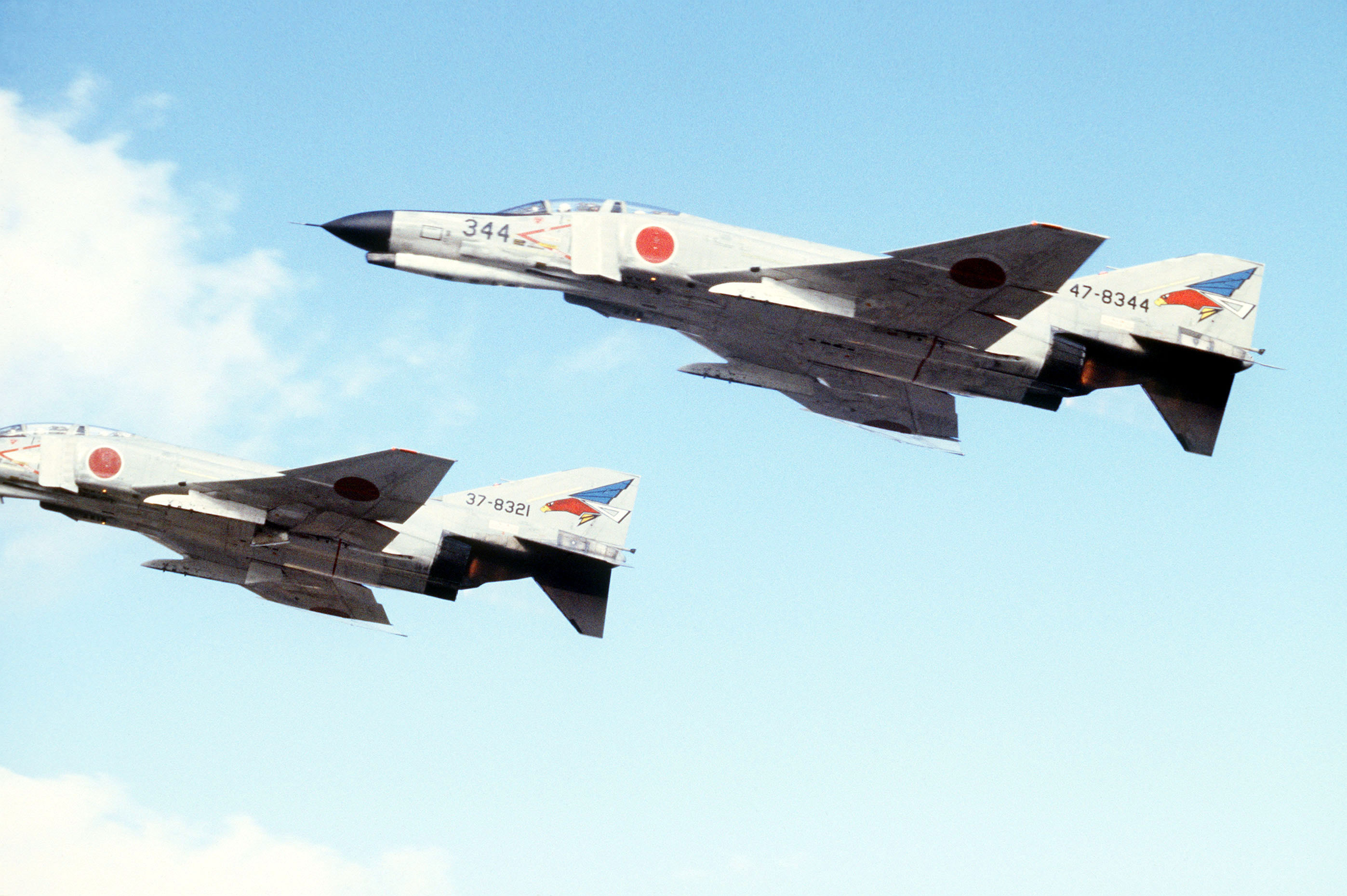
第302飛行隊所属のF-4EJ（1978年）

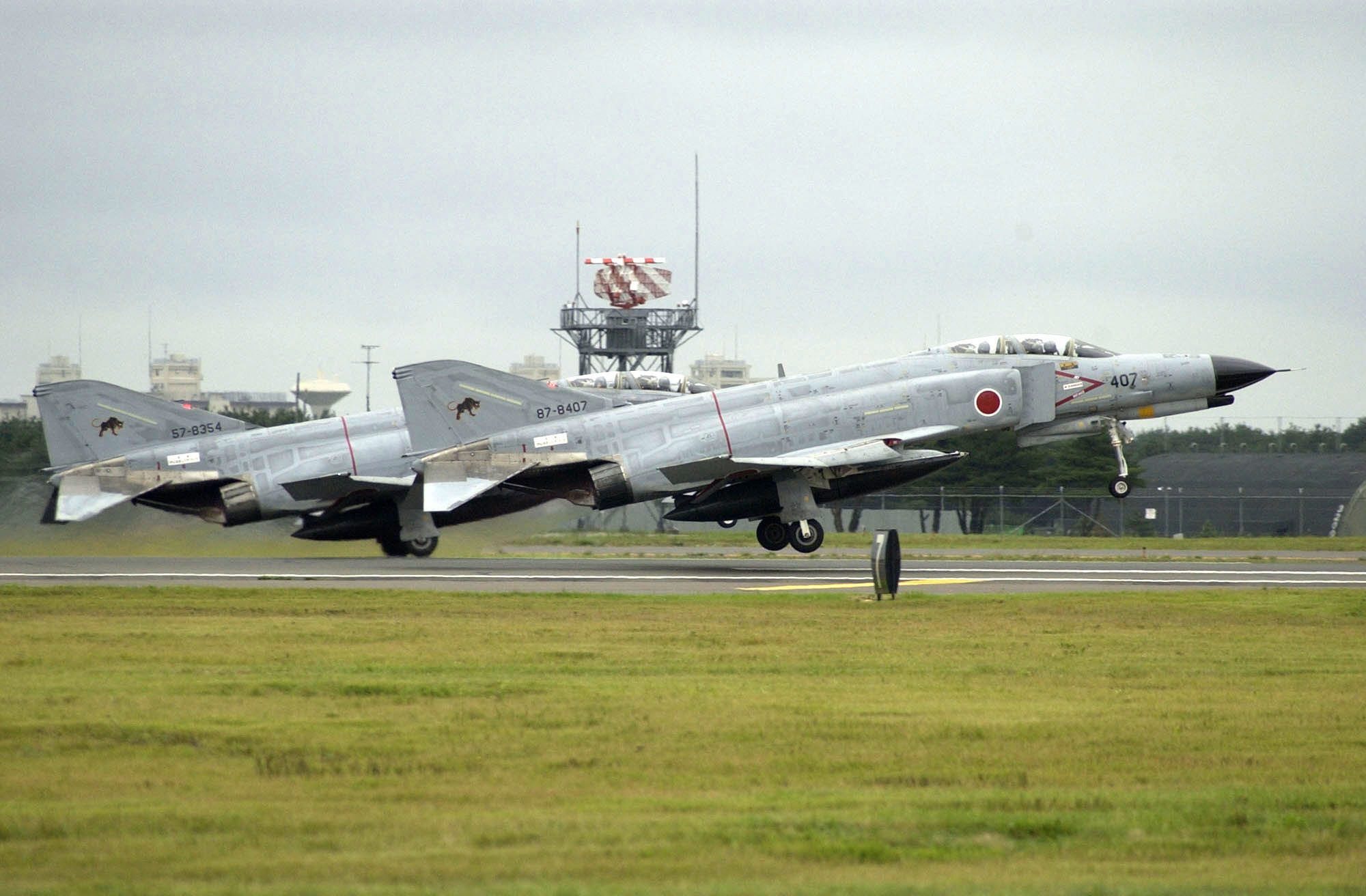
三沢基地から離陸するF-4EJ改（2002年）

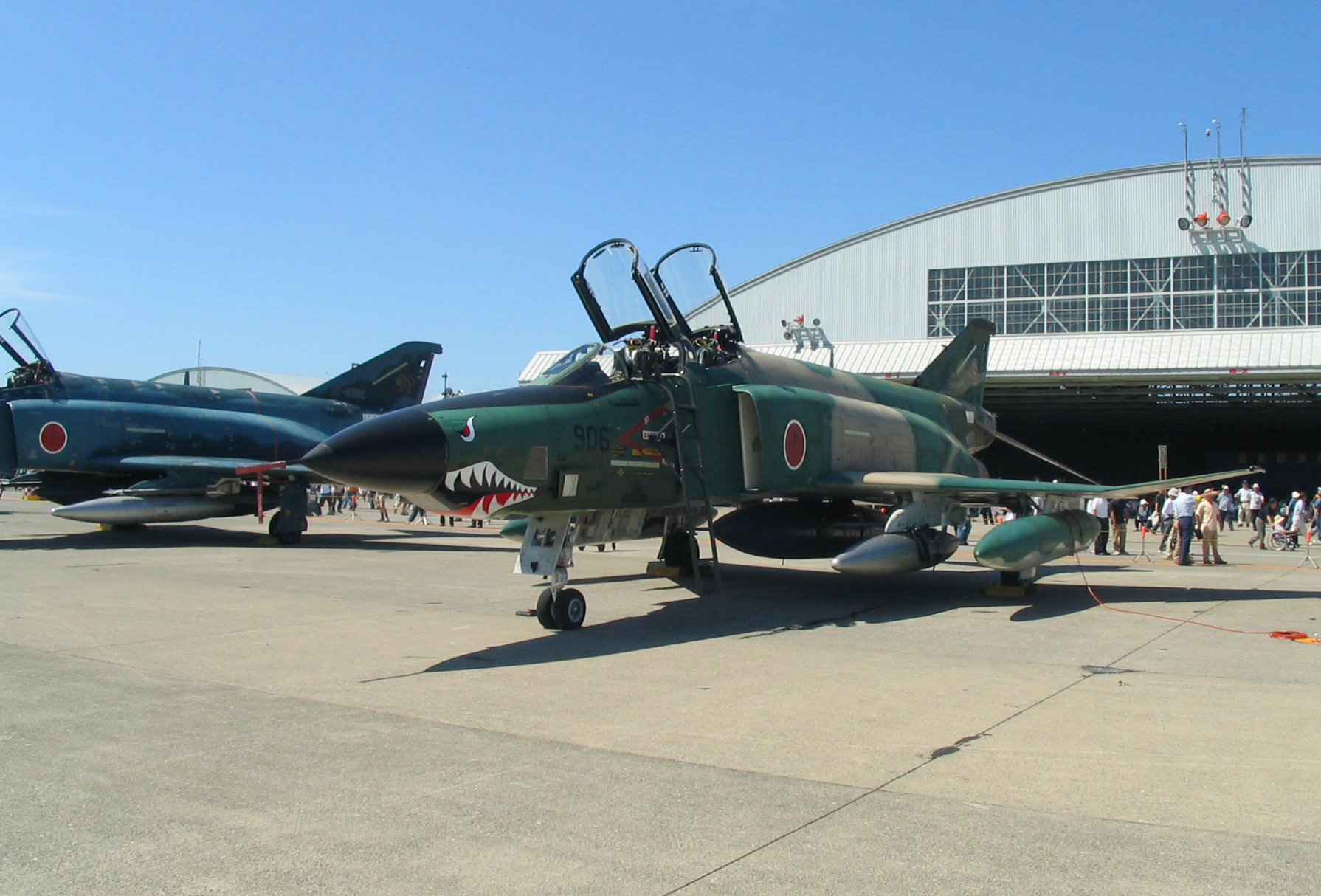
千歳基地航空祭で展示されたRF-4E
機首部分にシャークティースが施されている
左奥には洋上迷彩が施された第8飛行隊所属のF-4EJ改の姿も確認できる（2006年）

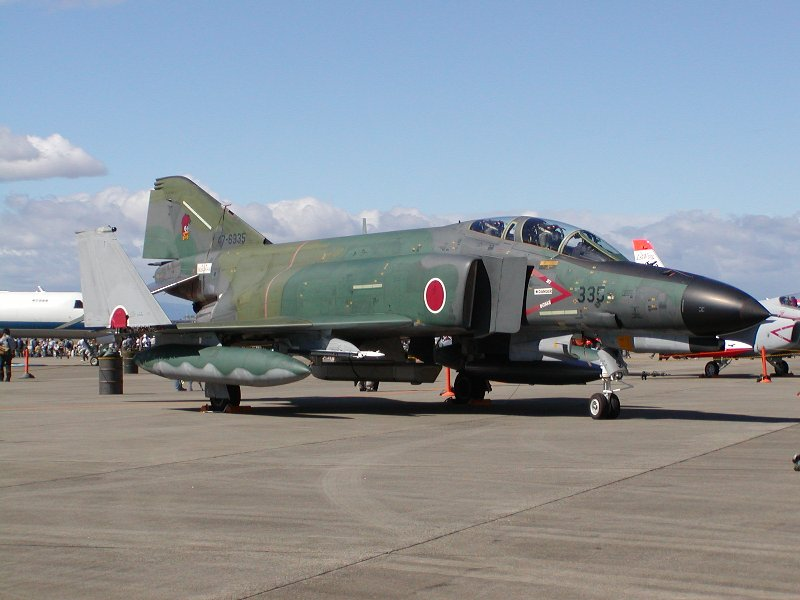
航空自衛隊のRF-4EJ（量産改修型）

メタセの杜のF-4EJ改（2021年）

概要
1966年（昭和41年）に第2次F-XによりF-86Fの後継機種として、F-4Eを日本での運用に不必要な装備を取り除き、データ・リンクを載せて要撃戦闘機タイプにしたF-4EJを選定した。導入時の際の2機はマクドネル社セントルイス工場製の輸入、続く12機分は部品で輸入し三菱重工業でのノックダウン生産、それ以降を同社によるライセンス生産と決定した。加えて、1974年（昭和49年）よりRF-4Eを14機輸入しており、1981年（昭和56年）の生産終了までに日本が調達したF-4の総数は154機となる。また、F-4のライセンス生産が許可されたのは日本が唯一となる。
F-15Jが導入されるまで主力戦闘機として防空任務を担当した。出自が艦上機であるために陸上機としては大きな構造重量（着艦の衝撃に耐えるため、足周りが頑丈であった）への批判や、採用後も1976年（昭和51年）のベレンコ中尉亡命事件で低空目標の探知能力（ルックダウン能力）不足が明らかになるなど、課題も抱えた。
F-104J/DJが実戦部隊から退いた1986年（昭和61年）からは数の上でもF-15Jが主力戦闘機となるが、1989年（平成元年）より延命・能力向上目的の改修を受けた90機が「F-4EJ改」となり防空任務に就いた。また、RF-4E偵察機2機の事故減に対して、1990年（平成2年）より15機の近代化改修対象外の初期型F-4EJを偵察型「RF-4EJ」に改修した。三沢基地の第3航空団第8飛行隊はF-2の配備遅延のために1997年（平成9年）から繋ぎとしてF-1の代わりにF-4EJ改を支援戦闘機として運用していた。
2020年（令和2年）、F-4EJ改を戦闘機部隊として最後まで運用していた第301飛行隊が茨城県百里基地の第7航空団から青森県三沢基地の第3航空団に移動し、F-35Aに機種更新した。翌2021年（令和3年）3月17日に飛行開発実験団所属のF-4EJとF-4EJ改が退役し、航空自衛隊に於ける全てのF-4の運用は終了した。ただし、博物館に寄贈された以外、多数の機体が自衛隊に残されている。
また、RF-4E/EJ改を運用している百里基地偵察航空隊第501飛行隊を、偵察型に改修したF-15Jで更新する計画があった。しかし2020年（令和2年）現在、計画は凍結となっている。
第2次F-X選定
航空自衛隊では最初の主力機F-86Fの老朽退役が始まることから、1966年（昭和41年）より後継機選定を開始した。だが、前回のF-Xでの汚職事件を受け、今回の選定作業は極秘裏に行われることとなった。
1967年（昭和42年）10月よりの選定で以下の9機種の名が挙げられた。
| 機種名                      | 開発・製造                     |
| --------------------------- | ------------------------------ |
| F-111                       | ゼネラル・ダイナミックス       |
| F-4E                        | マクドネル・ダグラス           |
| P-530（F-18の原型：計画案） | ノースロップ                   |
| F-5                         | ノースロップ                   |
| CL-1010-2（F-104の発展型）  | ロッキード                     |
| ジャギュア                  | イギリス・フランスの共同開発   |
| サーブ37                    | SAAB                           |
| ミラージュF1                | ダッソー                       |
| ライトニング                | イングリッシュ・エレクトリック |
更なる選定により1968年（昭和43年）7月の第二次調査結果までにF-4E、CL-1010-2、ミラージュF1の三機種までに絞られた。CL-1010-2は実機が存在しないこと、ミラージュF1は導入経験のない欧州機だったことから、F-4Eの導入が最有力とされ、航空自衛隊の現場からも「F-4しかない」との声も挙がっていたという。同年11月、F-4E導入を決定し、翌年の1969年（昭和44年）1月10日の国防会議でF-4E（104機）の導入を正式決定し閣議了承を受けた。この時点でのF-4EJ一機当たりの価格は、20億円だった。
導入計画
当初の第3次防衛力整備計画ではF-4EJ四個飛行隊分（104機）の編成を予定した。しかし、1967年（昭和42年）の国会で日本社会党や日本共産党などの野党の追及を受けた防衛庁長官の「周辺国の脅威になる爆撃機能（対地攻撃能力）を持たせない」との答弁を受けて、核兵器制御装置（DCU-9/A）、爆撃コンピュータ（ASQ-91）、空対地ミサイル・ブルパップ制御装置（ARW-77）、空中給油装置を省略した機体をF-4EJとして採用した。後に対地攻撃能力はF-4EJ改への改修の際に追加されている。なお、AN/APR-36/-37についてはライセンス生産が認められなかったため、国産のJ/APR-2が開発されて装備されている。
これに加え、沖縄返還による戦闘機部隊増強のために24機、さらに第三次FXの選定の1年延長による12機の追加をうけて、最終的に140機を導入した。また、1974年（昭和49年）にはRF-4Eを14機輸入し、追加配備している（後述）
最初の2機が完成品輸入、続いて11機がノックダウン生産、残りの127機が三菱重工業でのライセンス生産で調達された。
当初、大蔵省（当時）は米軍調達価格とライセンス生産の価格差に難色を示していたが、全機完成品輸入であった西ドイツなどと比較して、機体あたり2億円程度の差であることから、保守運用の利便性や貴重な外貨の流出を抑える効果を認めてライセンス生産に同意した。結果として、F-4のライセンス生産（自国生産）が行われたのは日本のみであるが、日本は研究開発費分担金として機体単価17億円の0.8パーセント、約1,400万円の104機分、計18億円をアメリカ政府に支払っている。
機体の旧式化による性能向上が必要となったため90機をF-4EJ改に改修し一部の機体を支援戦闘機として運用した。また、偵察機としてRF-4EとF-15配備で余剰となったF-4EJを偵察機に改造したRF-4EJも運用している。
海上自衛隊も第4次防衛力整備計画（4次防）に於いて、敵の制空権下で洋上哨戒を行い、艦隊の上空援護や洋上攻撃を行う「高速哨戒機」としてF-4EJを導入する計画を立てていた。機数は海上自衛隊の1飛行隊として、9機から11機の導入が計画されていた。
機体
航空自衛隊では、4種類のF-4を運用していた。2020年3月末時点のF-4EJ/EJ改の保有数は26機、RF-4E/EJは6機であった。

F-4EJ
ベースとなったF-4E前期型から対地攻撃能力や空中給油能力を除去し、スクランブル発進時の加速力を重視して、前縁フラップ付きのハードウイングを採用。他国のF-4E後期型の主翼が持つ空戦能力を重視した可動式前縁スラットは省略されている（というより、E前期型がベースなので、元々付いていない）。スタビレーター（水平尾翼）は固定式前縁スラット（スロット）付きであり、空中戦闘における良好な旋回性能を確保している。エンジンはF-4Eが搭載したJ79-GE-17とほぼ同型のJ79-GE(IHI)-17を搭載。MXU-4/A火薬カートリッジスターターによる自力始動が可能。F-4EJ/EJ改は米空軍型のF-4Eに準ずるので、後席にも操縦桿がある。F-4EJ/EJ改専用トラベルポッド（Cargo Pod）は、不要になったF-104J用の翼端燃料タンクを改造して作られており、航空祭などで他の基地へ移動する際にパイロットの私物や展示用の備品、帰りのドラッグシュートなどを収納するための装備である。左翼のインボードパイロンに吊られるのが一般的であるが、両翼に吊られる場合もある。
1971年（昭和46年）7月25日に2機（機番301・302号機。日本のF-4の機番は300番台から始まる）を完成輸入し、続く11機（303～313号機）を三菱重工業でノックダウン生産、127機（314～440号機）をライセンス生産により国産とした。1981年（昭和56年）5月20日に最終440号機を納入している。
1972年（昭和47年）8月1日臨時第301飛行隊を編成。4号機墜落事故（1973年（昭和48年）5月1日）による2ヵ月半の飛行停止措置を経て1973年（昭和48年）10月16日に同隊は臨時が取れ正式発足。その後1981年（昭和56年）までに302から306SQまでの計6個飛行隊が編成された。1975年（昭和50年）11月1日より302SQに対領空侵犯措置任務が付与されアラート待機を開始した。
国産機中90機を戦力向上と寿命延長を目的としてF-4EJ改に改装し、F-15導入で余剰となった15機は偵察機RF-4EJに改装している。改修対象外の機体は各飛行隊で標的曳航などの訓練支援や運用試験に用いられてきたが次第に運用の幅は狭まり、1999年（平成11年）に12機を小牧基地の簡易格納庫に保管することとなった。2020年の時点で可動状況にあるF-4EJは飛行開発実験団の数機のみとなっていた。2021年3月に全機退役。

F-4EJ改
F-4EJ国産機の機体寿命延長と能力向上を目的とした改修を行った機体。レーダー、FCS（火器管制システム）の近代化、航法、通信能力の向上、搭載ミサイルの近代化、爆撃機能の向上が図られ、前席は計器盤中央上部にあるレーダースコープと光学照準器もF-4EJから大きく変更され、後席もレーダースコープとレーダーアンテナコントローラーの位置や形状がF-4EJと異なる。
1980年（昭和55年）からF-4EJの延命・能力向上研究を開始し、1981年（昭和56年）度に改修設計作業を開始した。1982年（昭和57年）2月20日に航空機構造保全プログラム（ASIP）検査方式による機体寿命の延長 と戦闘能力の向上が可能であると判断し、昭和57年度に07-8431号機を三菱重工へ引き渡し改装、1984年（昭和59年）7月17日に初飛行、12月13日に航空自衛隊へ引き渡された。
改修は下記の通り、アビオニクス類を中心としている。
- セントラルコンピュータとしてJ/AYK-1搭載による、兵装システムの統合とASM-1/ASM-2空対艦ミサイル運用能力の獲得。無誘導爆弾による対地攻撃能力の付与。操作方式が、F-4EJの手動式から自動式になり、対地/対艦攻撃能力が向上している。
- APQ-120レーダーをAPG-66J（F-16A/Bで使用のAPG-66改造型）に換装し、目標探知距離を80nm (148km) まで延伸した上、ルックダウン・シュートダウン能力（下方低空の目標を探知・攻撃する能力）を改善
- F-15J用の誘導指令装置を追加し、APG-66J搭載のみでは失うAIM-7F スパロー空対空ミサイルの運用能力を付与
- レーダー警戒装置(RWR)をJ/APR-6に更新。脅威レーダーの受信周波数域が拡大され、新しい世代のレーダーに対応が可能となった。表示の面では、電波源の方向を8方位から、電波源からの距離（電波の強さ）を3段階で表示するものだったのが、CRTによるデジタル式表示となった。
- AN/ASR-63 アナログ式慣性航法装置をデジタル式のJ/ASN-4に更新。誤差を1/3に改善のほか、目視確認による位置のアップデート機能と12ヶ所の目標場所と3ヶ所の目標座標を記録できるターゲット･マーク機能を有する。
- IFF敵味方識別装置をAN/APX-76Aに更新。従来のものは、地上のレーダーや他の航空機からの質問信号に対して応答信号しか送信できなかったが、更新されたものは、前者の機能の他に、自機から他の航空機に質問信号を送信することが可能となった。
- AN/ASC-26 光学照準機をカイザー社製HUDに変更、機能はF-4EJ改独自のものとなっている。
- レーダーディスプレイをJ/AVQ-3に変更
- AN/ALQ-131(V)ECMポッドの搭載能力の追加。RF-4EとRF-4EJにも搭載可能。通常はF-4G ワイルドウィーゼルのように、機首下左側のSta.4に搭載する。左翼のインボードパイロンに搭載することもある。
- HOTAS概念の導入。スロットル･レバーに8個のスイッチ類が付いており、スロットル･レバーと操縦桿に手を置いたまま各種の操作が可能となった。
- レドームにライトニング・アレスター（ライトニング・ストリップ）を7本追加
- 胴体下の 600Gal 増加燃料タンクをハイ-Gタンクに変更。これにより、ACM（空戦機動＝Air Combat Maneuver）訓練でも、増槽搭載時で最大7Gまでかかる機動が可能となった。通常、胴体下に600Gal（正確には610Gal） ハイ-Gタンクが搭載される場合は、両翼下の370Gal タンクは搭載されない。ただし、偵察機は燃費の悪い低空を飛ぶことが多いため、通常3本の増槽を吊ってフライトする。
- 機内燃料タンク容量は約1,400Gal、主翼内は約640Galなので、総容量は2,000Galを超えるが、2基の搭載エンジンの燃費から、機内燃料での飛行時間は2時間にも満たない。
- 航空自衛隊のF-4にシャークティースが最初に描かれたのは、1998（平成10）年の第301飛行隊または第302飛行隊であった。その後、RF-4にも描かれるようになった。

なお、改修時に放置した配線が原因となりM61A1を誤射する事故（不時発射事故・後述）が発生したため後に対策が施された。
F-4EJとの外見的な差異は、胴体の上に付いているTACAN（戦術航法装置）のアンテナがVHF/UHF無線機用に大型化され、両主翼端や垂直尾翼上端に新型RWR（レーダー警報受信機）のJ/APR-6の半円球のアンテナが付き、これにより、尾翼上端の尾灯に死角ができたため、機体尾端のポップアップドアにも尾灯を追加、コックピットの照準装置がHUDに変わった、等が挙げられる。一部の機体では、水平尾翼（スタビレーター）の上下面にアロー型の補強板を追加。
- - F-4EJとF-4EJ改の主な外見上の違い

1987年（昭和62年）度予算で量産改修が認められ、1989年（平成元年）に量産改修1号機が小松基地第306飛行隊に配備、1993年（平成5年）までに第301・302飛行隊がF-4EJ改に改編と続き90機が改修配備された。次期支援戦闘機計画（FS-X）での機種決定の遅れから、F-2の配備開始がF-1支援戦闘機の退役開始時期に間に合わなくなった。そのためF-15を追加購入し、小松基地の第306飛行隊をF-15J/DJに改編して捻出した機体をF-2配備までの繋ぎとして三沢基地第3航空団第8飛行隊に配備することとした。 結果1996年（平成6年）にF-1からの機種更新を完了している。その後、第8飛行隊は2009年（平成13年）にF-2への機種更新を完了している。2021年3月に最後の1機が運用を終え、全機退役。
2011年に茨城空港利用促進協議会が航空自衛隊百里基地から退役機を借り受けてRF-4EJとともに小美玉市与沢の茨城空港公園（航空広場）に展示している。

RF-4E
アメリカの開発した輸出用の偵察機。地形回避機能付き前方監視レーダー装備による全天候作戦能力を有しているのに加え、光学カメラだけでも各種焦点距離のものを4基搭載可能であり、赤外線スキャナーや側視レーダーまで備える。偵察部隊は、共通のスローガン“Alone, Unarmed and Unafraid”（単機、非武装、恐れなし）が示すとおり、機首のM61A1やAIM-9などの防御武装を持たず、単機で敵地に乗り込むことが多いため、サバイバビリティの高さが求められる。偵察訓練を続ける傍ら、自然災害や航空機・船舶の遭難や氷状観察等、民生上の情報収集にも出動することが多い。
RF-86Fの後継機導入計画の立案段階では、三菱製のF-4EJにマクドネル・ダグラス製の偵察型機首を取り付けることが検討されていたが、全機完成機を輸入することになり、1974年（昭和49年）12月3日から1975年（昭和50年）6月8日にかけて14機を導入した。全機が百里基地偵察航空隊第501飛行隊に配備。2機が事故で失われ、2機が退役、2010年現在10機を保有。
レーダー警戒装置等一部搭載機器をF-4EJ改と同じ物に替えたために非公式には「RF-4E改」とも呼ばれている。
2020年3月に全機退役。

RF-4EJ
RF-4Eを2機事故で失い12機となった第501飛行隊の偵察力の増強のため、F-4EJ改への改修を行わない初期型F-4EJに偵察ポッドを運用できるように改修した機体。
1990年（平成2年）に改造が始まり、試改修1号機（87-6406）は1992年（平成4年）2月4日に初飛行した。量産改修は1991年（平成3年）から1993年（平成5年）にかけて行い、計15機改修、百里基地第501飛行隊が運用している。計画当初は17機を改修する予定だったが15機時点で予算計上中断、そのまま実質終了となった。
RF-4EJでは偵察機器をセンターラインポッドに搭載して運用するため、機首のM61A1をそのまま維持している点がRF-4Eとの顕著な差となっている。
RF-4EJは有事の場合、上記の理由により、戦闘機として運用することが可能である。
15機のうち、2号機から8号機は長距離斜め写真（LOROP）撮影用ポッド運用能力しか持たない限定改修型、1号機と9～15号機はLOROPに加えて戦術偵察（TAC）ポッド及び戦術電子偵察（TACER）の運用能力の追加と慣性航法装置とレーダー警戒装置をF-4EJ改規格のJ/ASN-4とJ/APR-6Aに変更したため量産改修型と呼ばれたが、後に限定改修型も3種類のポッドが運用できるように再改修された。
2020年3月に全機退役。
2011年に茨城空港利用促進協議会が航空自衛隊百里基地から退役機を借り受けてF-4EJ改とともに小美玉市与沢の茨城空港公園（航空広場）に展示している。

配備部隊
F-4EJ
- 第7航空団 - 第301飛行隊（後に第5航空団に移駐し、EJ改に機種更新）・第305飛行隊（F-15Jに機種更新）
- 第2航空団 - 第302飛行隊（後に第83航空隊に移駐し、EJ改に機種更新）
- 第6航空団 - 第303飛行隊（F-15Jに機種更新）・第306飛行隊（EJ改に機種更新）
- 第8航空団 - 第304飛行隊（F-15Jに機種更新）
- 実験航空隊（航空実験団を経て現在の飛行開発実験団）
- 第1術科学校

F-4EJ改

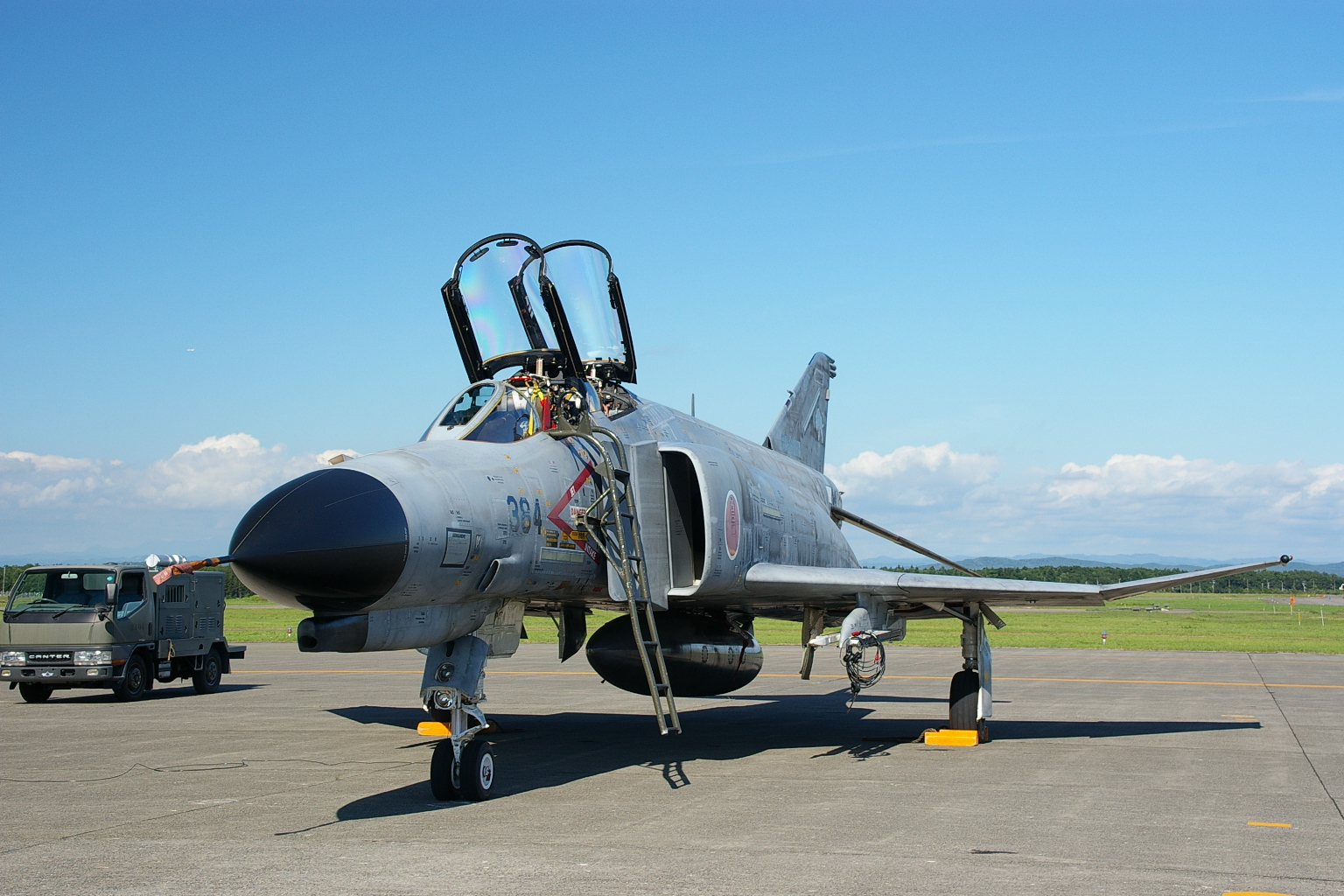
展示されるF-4EJ改（2008年）

- 三沢基地：第3航空団 - 第8飛行隊（F-2に機種更新）
- 百里基地：第7航空団 - 第302飛行隊 (第3航空団に移駐し、F-35に機種更新）
- 百里基地：第7航空団 - 第301飛行隊 (第3航空団に移駐し、F-35に機種更新）
- 小松基地：第6航空団 - 第306飛行隊（F-15Jに機種更新）
- 岐阜基地：飛行開発実験団
- 浜松基地：第1術科学校

RF-4E/EJ
- 百里基地：偵察航空隊 - 第501飛行隊（2020年3月 廃止）

誤射事故（不時発射事故）
2001年（平成13年）6月25日、北海道の島松射撃場上空で、対地攻撃訓練中の第83航空隊（当時）第302飛行隊所属のF-4EJ改が、ロケット弾を用いた実弾射撃訓練後に右旋回したところM61A1を不意に発砲した。約2秒間に渡って弾倉内の訓練弾（インターネットなどで「発射されたのだから訓練弾ではなく実弾ではないか」という意見が散見されるが、訓練弾は実弾と同様に火薬により発射されるが着弾時に炸裂しない砲弾で、訓練でのみ使用される専用弾である。）188発が発射され、弾丸は射撃場外に飛翔して演習地北方に位置する北広島市冨ヶ岡の北広島リハビリセンターの敷地内に着弾、施設や駐車車両に損害を与えた。
当該機のパイロットは「操縦桿の引き金には触れておらず、引き金の安全ピンも抜いていない」との事であり、その後の調査にてEJからEJ改への改修の際に撤去されずにいた不要配線が外装板の取り付け作業のドリルによる穿孔で損傷、それがロケット弾用の配線と接触して通電したのが原因と判明した。
後継機
F-4EJ改の後継となる次期主力戦闘機（F-X）の選定が防衛省にて行われ、2008年（平成20年）度に機種決定の予定だった。しかし、防衛省が最有力候補としていたF-22が技術流出を懸念したアメリカ議会から禁輸措置を受けたため、平成23年（2011年）度からの中期防衛力整備計画での決定に延期された。候補はユーロファイター タイフーン、F/A-18E/F、F-35の三機種に絞られ、2011年12月20日にF-35が次期主力戦闘機として正式に選定された。F-35の配備は開発の遅延等から2017年以降とされているため、F-4EJ改の運用スケジュールを耐用年数見直しの上で変更する可能性もあるとされる。最終組み立てを日本国内で行ったF-35Aの機体が2017年6月13日に初テストフライトを実施した。 支援戦闘機隊はF-2の配備を受けて2008年度末に機種更新した。偵察機RF-4は偵察部隊の縮小を受けて、F-X配備後に余剰となったF-15の改修機によりRF-4EJのみ代替する予定であったが、主契約会社の東芝が要求性能を満たせず防衛省が東芝との契約を解除したため今後の予定は未定。
退役機の取り扱い
自衛隊では退役機をスクラップにしていたが、近年の防衛費増大による世論の批判なども考慮し、操縦席や操縦桿などを愛好家に売却することが検討されている。
2021年7月に防衛省から福岡県築上郡築上町へ貸与という形で「メタセの杜(築上町物産館）」にF-4EJ改が屋外展示されている。

### 韓国

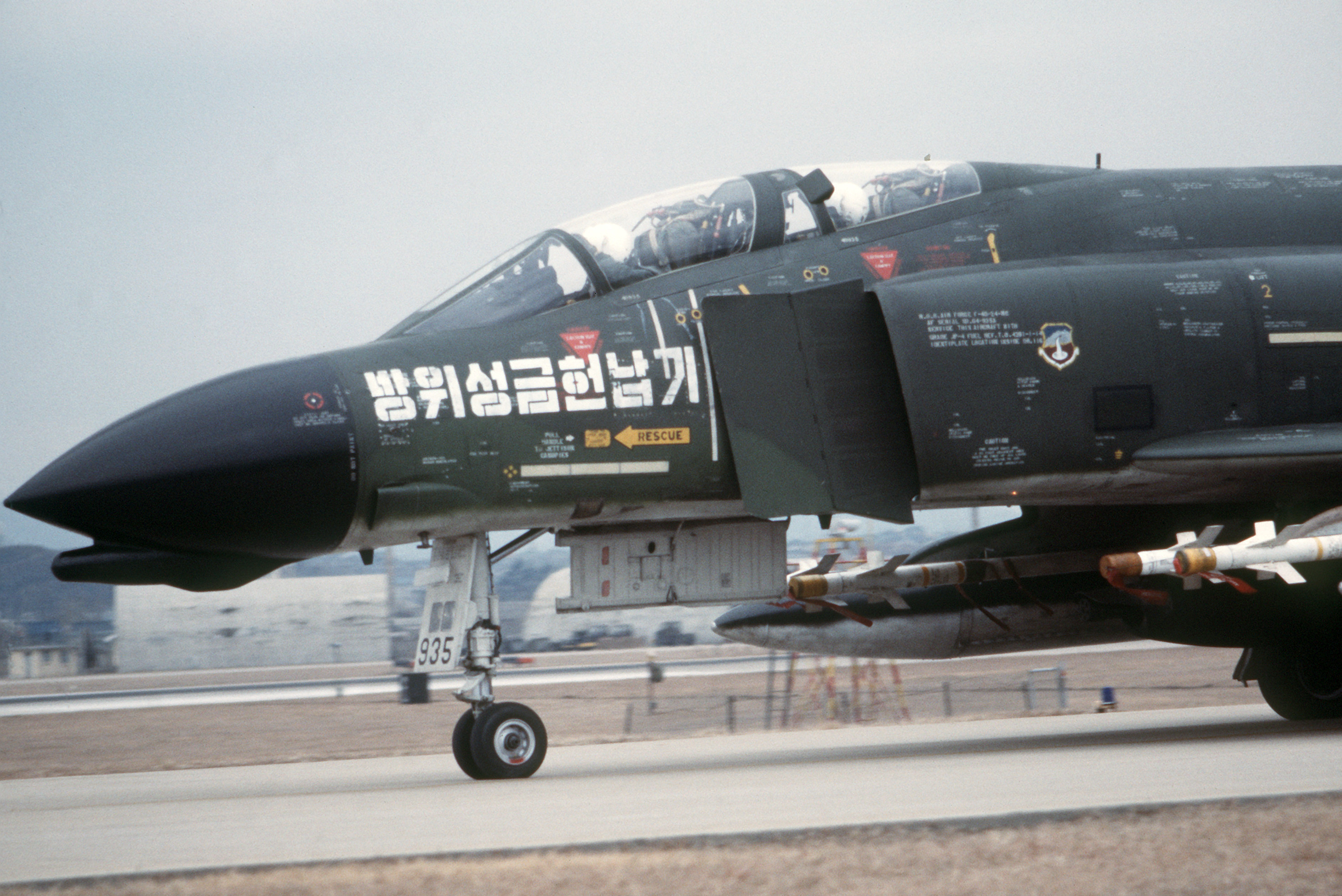
韓国空軍所属のF-4D（1979年）

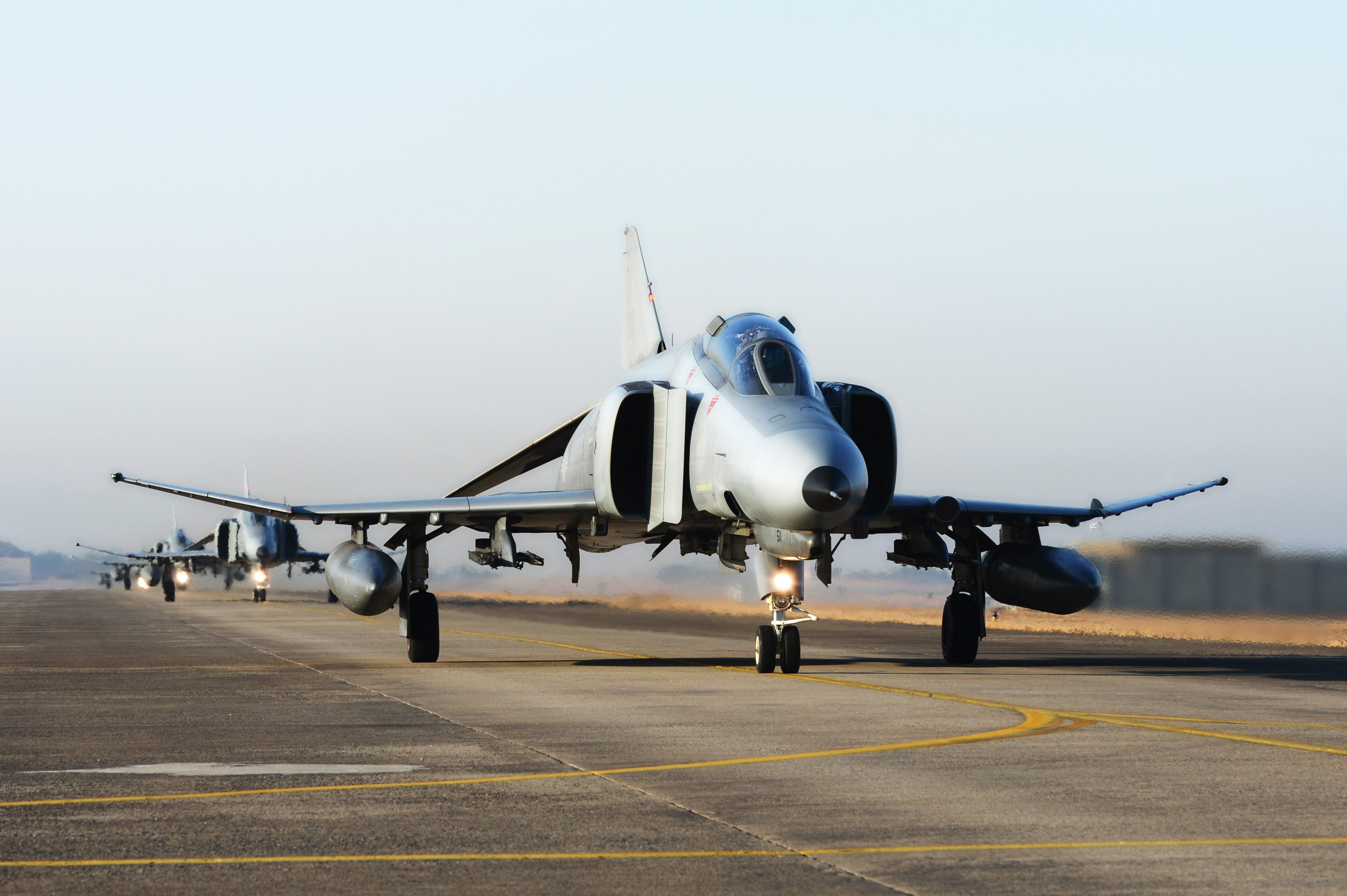
第17戦闘飛行団のF-4E(2014年)

1968年にF-4D 16機の発注が行われ、1969年8月にアメリカ空軍の中古機6機を受領する。 以降、順次引き渡しが行われた。 その後韓国側はF-4D 18機の追加供与を希望し、アメリカ政府はこれを了承。1972年には、韓国軍向けにアメリカで製造されていたF-5A/B 36機を南ベトナムへの駆け込み供与する見返りに、国内に駐留するアメリカ空軍部隊の機材を譲渡される形でF-4Dの引き渡しが行われた。 引渡し対象となったのは、韓国国内に駐留していたアメリカ空軍第3戦術戦闘航空団所属機である。その後もアメリカ空軍の保有していたF-4Dの引き渡しが行われ、1988年4月までに92機のF-4Dを取得した。

1978年には「ピース・ピーザントII」の計画名で、アメリカ空軍で余剰となったF-4Eを総計103機（新造機は37機）導入する。1990年には第460戦術偵察航空群の閉隊を受けて、同隊が保有していた12機のRF-4Cを取得。以後、アメリカ空軍で退役したRF-4Cの引き渡しを受けている。
最終的にF-4D、F-4E、RF-4C合計で203機のF-4を購入した。通算5,000機目（5057号機）に製造されたF-4は韓国が発注したものだった。同機は記念塗装が施され完成セレモニーに参加した。その後、通常迷彩に戻され1978年5月24日に引き渡しが行われた。
1980年代後半にはF-4D/Eに対して近代化改修が行われ、AN/AVQ-26 ペイブ・タック照準ポッド、ポップアイ空対地ミサイルの運用能力が付加されている。さらに、韓国空軍では、100機前後のF-4をF-4 ICE相当へ近代化改修する計画を立案したが、韓国戦闘機計画（KFP）でF-16C/Dのライセンス生産する事が決定し、合わせて当時の経済事情などから1993年に計画は放棄された。
2007年頃には140機程度が実戦配備されており、大邱基地所属の第11戦闘飛行団にF-4D 2個飛行隊、清州基地所属の第17戦闘飛行団にF-4E 3個飛行隊、城南空軍基地の第39戦術偵察航空群にRF-4C 1個飛行隊が編成されていた。大邱基地に配備されていたF-4Dは、同じ複座型の戦闘爆撃機である第4世代機のF-15K（F-15Eの韓国ライセンス生産型）、RF-4Cは偵察ポッド装備のKF-16で更新されたが、F-4Eについてはその後も残存。
2024年6月7日、水原基地において、F-4E最後の2機のラストフライトとともに退役式が行なわれ、アジア地域最後の機体が引退した。この引退では、現存するマクドネル・ダグラス製の最終生産機である78-0743号機（本来の最終生産機は78-0744号機だか、事故で失われているため）が引退となった。

### イスラエル

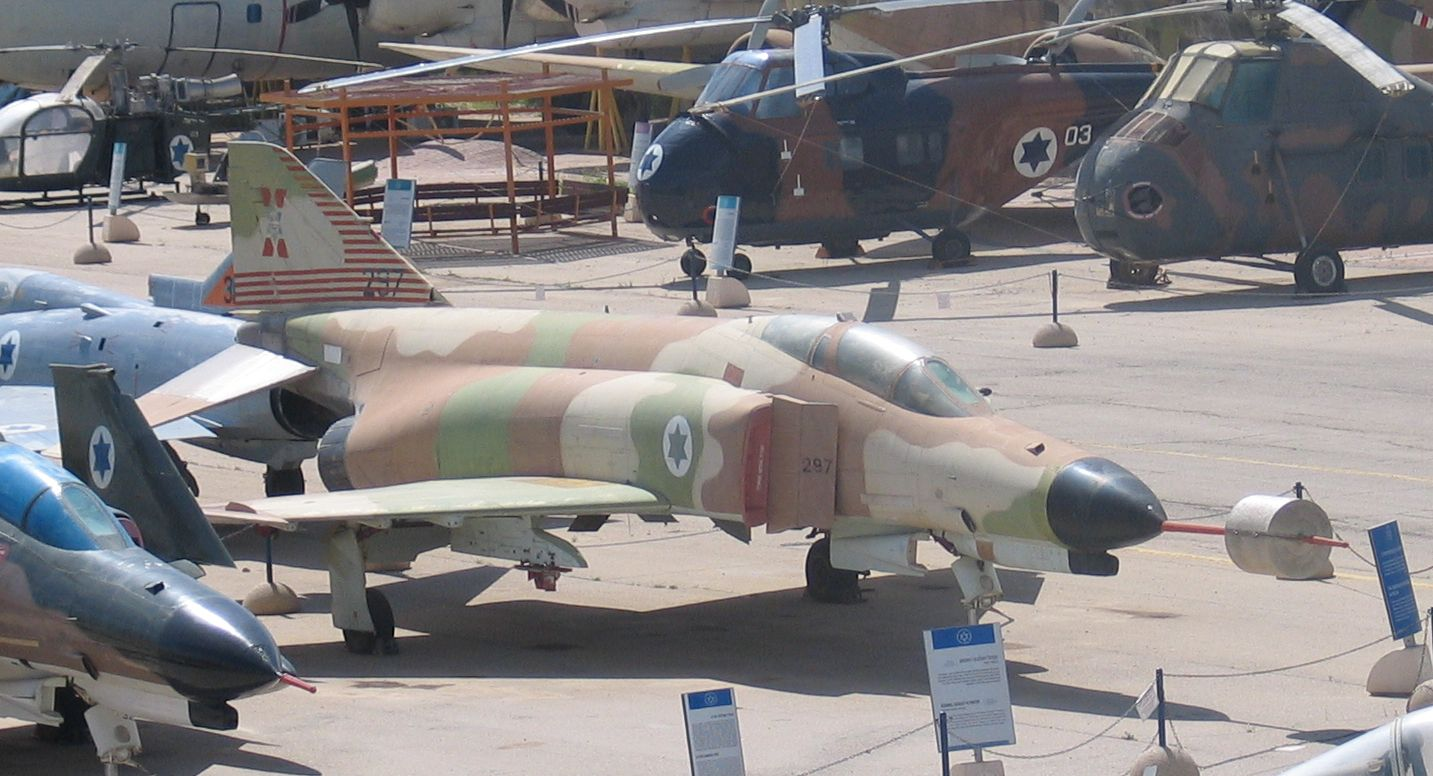
イスラエル空軍のF-4E。
この機体は飛行試験を行う第601飛行隊のテールマーキングが施されている

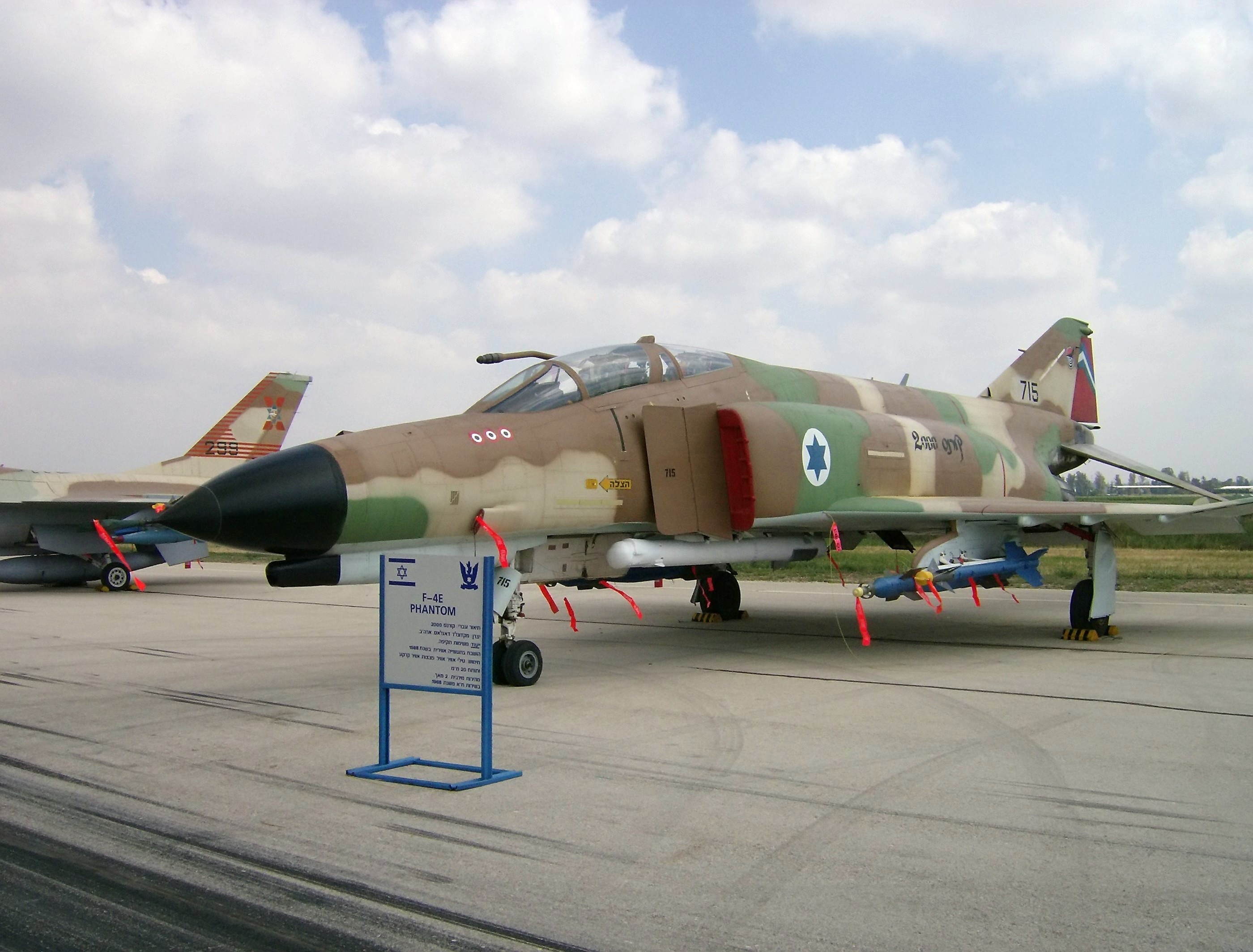
テルノフ空軍基地で展示されるF-4E。
空中給油プローブが装備される

第三次中東戦争後にイスラエルに兵器の供給を行っていたフランスの中東政策が、対立するアラブ連合共和国（エジプトとシリア）やヨルダンなどアラブ諸国寄りとなり、50機のミラージュ5の対イスラエル禁輸処置を始めとしてイスラエルへの兵器供給が全面的に停止された。戦闘機50機の損失に10機がスクラップとなっていたイスラエル空軍は、第三次中東戦争による消耗からの回復と戦力補強が死活問題となっていた。また、ソビエト連邦が第三次中東戦争で消耗していたアラブ諸国に960機、シリアに430機の戦闘機の引き渡しを行っていたこともこの問題に拍車をかけた。
イスラエルは兵器供給をアメリカに頼ることとして1968年に当時のレヴィ・エシュコル首相が自ら訪米、20機のA-4と50機のF-4Eの有償援助を求めた。アメリカ政府と議会は傍受した無線などからソビエトのアラブ諸国への軍事援助が本格化しており中東の軍事バランスがアラブ側に大きく傾いていると判断し、イスラエル政府の要求を受けることとした。
1968年末にF-4E型48機を約2億8千万ドルの有償での最優先供与が認められ、翌年からイスラエル空軍のパイロット・整備員120名がカリフォルニア州ジョージ空軍基地でF-4を使用した訓練を開始している。
1969年9月7日に第一陣6機がイスラエルに到着して以降、順調に引き渡しが行われ、同月中にハツォール空軍基地に最初のF-4飛行隊として第201飛行隊が、翌10月にはラマト・ダヴィド空軍基地で2番目のF-4飛行隊として第69飛行隊が編成された。イスラエル向けF-4の改修点として空中給油システムが当時のイスラエル空軍が保有していた他の軍用機と同様のプローブアンドドローグ方式に変更されている点が挙げられる。また、この機体の導入と共に入手したJ79はミラージュIIIの独自改良型であるIAI クフィルにも装備された。イスラエル空軍ではF-4に"クルナス" (英語: kurnass, ヘブライ語: קורנס。スレッジハンマーの意。)という独自の愛称を付けた。
飛行隊編成から間もない1969年11月頃からF-4は実戦に参加し、スエズ運河を挟んだアラブ諸国側の地上目標への積極的な攻撃を行なった。この間、イギリス製Z級駆逐艦ミングスを撃沈し、ソビエト製コマール級ミサイル艇を炎上させたりもした。だが、翌年の6月30日に2機、7月5日に1機と、地対空ミサイルによる損害も発生している。それでも双方の政治的判断から直接的な空中戦は避けられていた。
1970年7月30日にスエズ運河上空において、イスラエルのF-4編隊とアラブ諸国のソビエト軍パイロットの搭乗する16機の MiG-21J編隊がヘッド・オンから大規模空中戦に突入した。後に低空から接近したイスラエル空軍のミラージュIII編隊も加わった結果はMiG-21の5機被撃墜に対してイスラエル側の被害はゼロという一方的な結果となった。
1969年末から1972年8月までのF-4Eのキル・レシオ（撃墜・被撃墜の率）は、25：1と圧倒的に優勢だった。
第四次中東戦争
1973年10月6日というユダヤ人にとって大祭日（ヨム・キプール, 贖罪日）を狙った奇襲攻撃から第四次中東戦争が勃発した。アラブ側との緊張の高まりからF-4には通例通り爆装が施されていたが、エジプト空軍の奇襲を受けたF-4飛行隊は爆弾を抱えたまま離陸し地中海に爆弾を全発投棄したのちにスエズ運河へ向かっている。その日の戦闘でイスラエル空軍は1機のF-4を含む6機を損失しながらも、MiG-21などのエジプト空軍機16機を撃墜した。シナイ半島南端のオフィラ空軍基地（現在のシャルム・エル・シェイク国際空港）に駐留していた第107飛行隊は奇襲に向かってきた計27機のエジプト空軍航空部隊を2機のF-4Eで迎撃し、空中戦で計7機のエジプト空軍機を撃墜しこれを退けた。この戦闘はオフィラの空戦として知られている。
翌10月7日、イスラエルはF-4を中心とした攻撃隊によりエジプト領内の7つの空軍基地への空爆を実施したが、エジプト側の空爆を予測しての対空ミサイルの増強などもあり、イスラエル空軍は3機のF-4Eを失った。
10月8日は攻撃目標をシリアの空軍基地5つに絞り、F-4を中心とした攻撃隊がシリア空軍機を空中戦で21機と地上に待機中の11機を破壊したが、F-4を4機損失した。
10月22日の停戦までに両軍は117回の空中戦 を行った。総参加機数450機のうちアラブ側は277機墜落、イスラエルは6機墜落、キル・レシオに換算すると46.1：1となった。実際には両者とも空中戦よりも地対空ミサイルによる被害が大きくイスラエルのF-4Eは27機が地対空ミサイルで撃墜されている。イスラエルがアメリカにパイロットを派遣していた時期の情報がベトナム戦争におけるSA-2などレーダーに頼る地対空ミサイルに対する内容に終わっていたのに対して、第四次中東戦争で本格的に使用されたソ連製地対空ミサイルはSA-3、SA-6、SA-7など光学照準や赤外線追尾方式を併用した改良型であったため、戦訓が通じずに苦戦させられたことによる。この損耗を補うため、10月14日から11月14日にかけて行われたニッケル・グラス作戦（アメリカ軍からの緊急供与）により、アメリカ空軍から32機のF-4Eが供与された。
F-4E"クルナス2000"
1980年代になり、機体寿命延長と能力向上を目的としてF-4Eの近代化改修計画が進められた。当初はエンジンのプラット・アンド・ホイットニー PW1120（推力A/B時 9.5t）への換装やレーダーのA-6F用に開発されていたAN/APG-76への換装を始めとし、カイザー製広角HUDやHOTASの導入、パイソン、 シャフリルといた国産ミサイルの運用能力の付加、ポップアイ運用能力の付加、ミッションコンピュータの換装（エルビット製ACE-3）などが計画されていた。試作機は1986年初飛行し1987年のパリ航空ショーにも展示された。しかしエンジン換装は出力増加に伴う発熱の機体への影響の技術的解決の失敗と予算面の都合により、また、レーダーは開発自体をアメリカ海軍が中止してしまったことにより実現できず、アビオニクスとコクピットの近代化のみの小規模な改修になっている。
その後の運用状況
近代化改修された"クルナス2000"は1991年に実戦投入された。しかしながら1990年代中頃からはF-16やF-15、F-15Iの導入により実戦配備されているF-4は段階的に退役を始めた。最終的にF-4は2004年にイスラエル空軍から退役した。
配備部隊および配備基地
- 第201飛行隊 - ザ・ワン・スコードロン。1969年9月より運用開始[26]。ハツォール空軍基地 (～1992年)、テルノフ空軍基地 (1992年～)所属。2004年頃にF-4の退役に伴い活動停止したが、2008年7月9日にF-16I "Sufa"を運用する4番目の飛行隊として再編された。
- 第69飛行隊 - ハンマーズ・スコードロン。1969年10月より運用開始[27]。ラマト・ダヴィド空軍基地 (～1980年代)、ハツェリム空軍基地 (1980年代～)所属。1994年頃にF-4の運用を停止し、1998年頃からF-15I"ラーム"を集中運用する飛行隊として再編された。
- 第119飛行隊 - バット・スコードロン。1970年後半頃より運用開始[30]。テルノフ空軍基地所属。2004年の年末頃までF-4の運用を続けた最後の飛行隊となった。2004年12月28日にF-16I "Sufa"を運用する2番目の飛行隊として再編された。
- 第107飛行隊 - ナイツ・オブ・ザ・オレンジ・テイル。1971年2月より運用開始[31]。ハツェリム空軍基地所属。1997年頃にF-4の運用を停止し、2006年7月5日になってF-16I "Sufa"を運用する3番目の飛行隊として再編成された。
- 第105飛行隊 - スコーピオン・スコードロン。1975年3月より運用開始[32]。ハツォール空軍基地所属。1991年に運用機を"ピース・マーブルIII"により導入されたF-16C/D Block40 "Barak"に更新した。

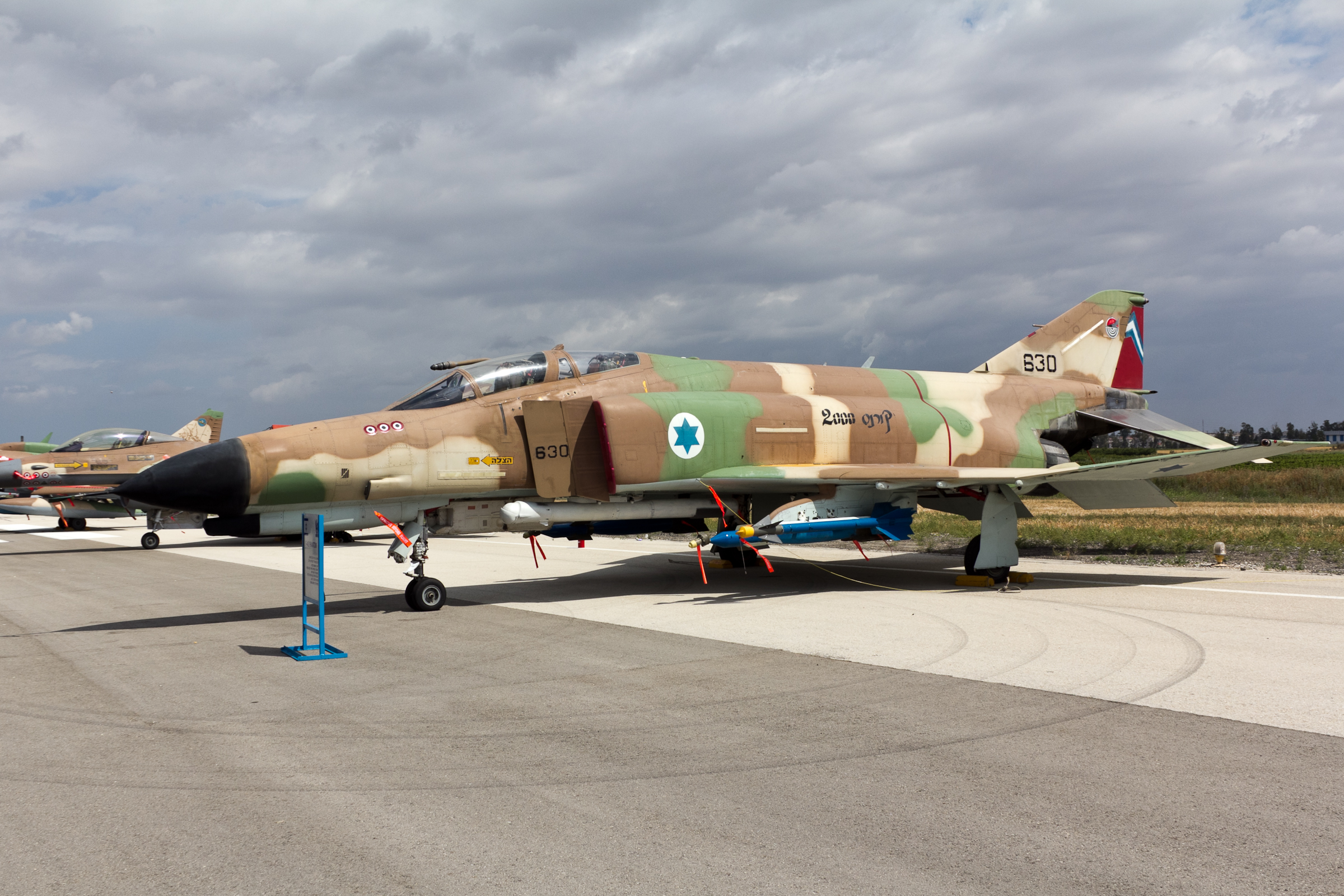
第201飛行隊所属機。
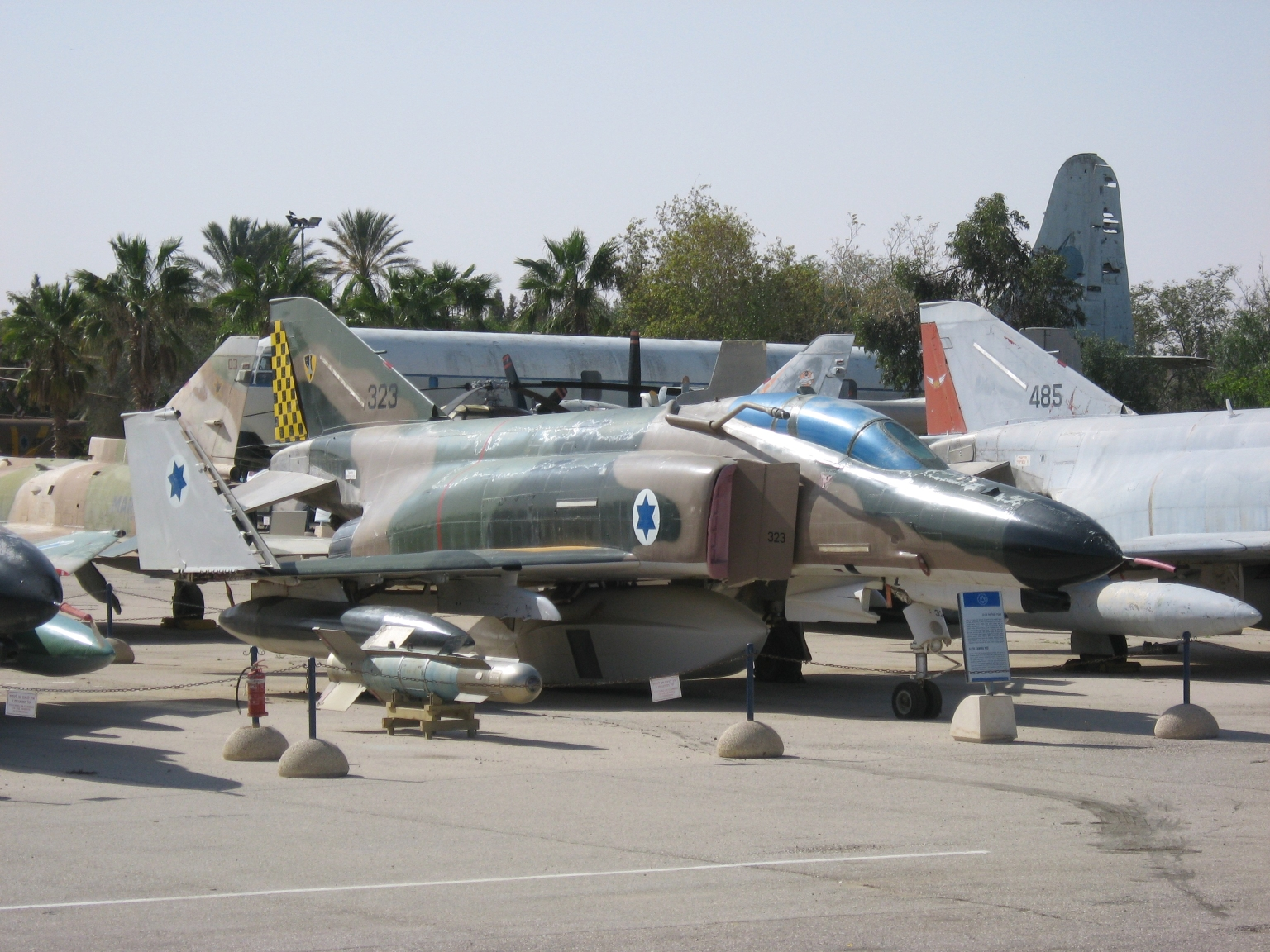
第69飛行隊所属機。
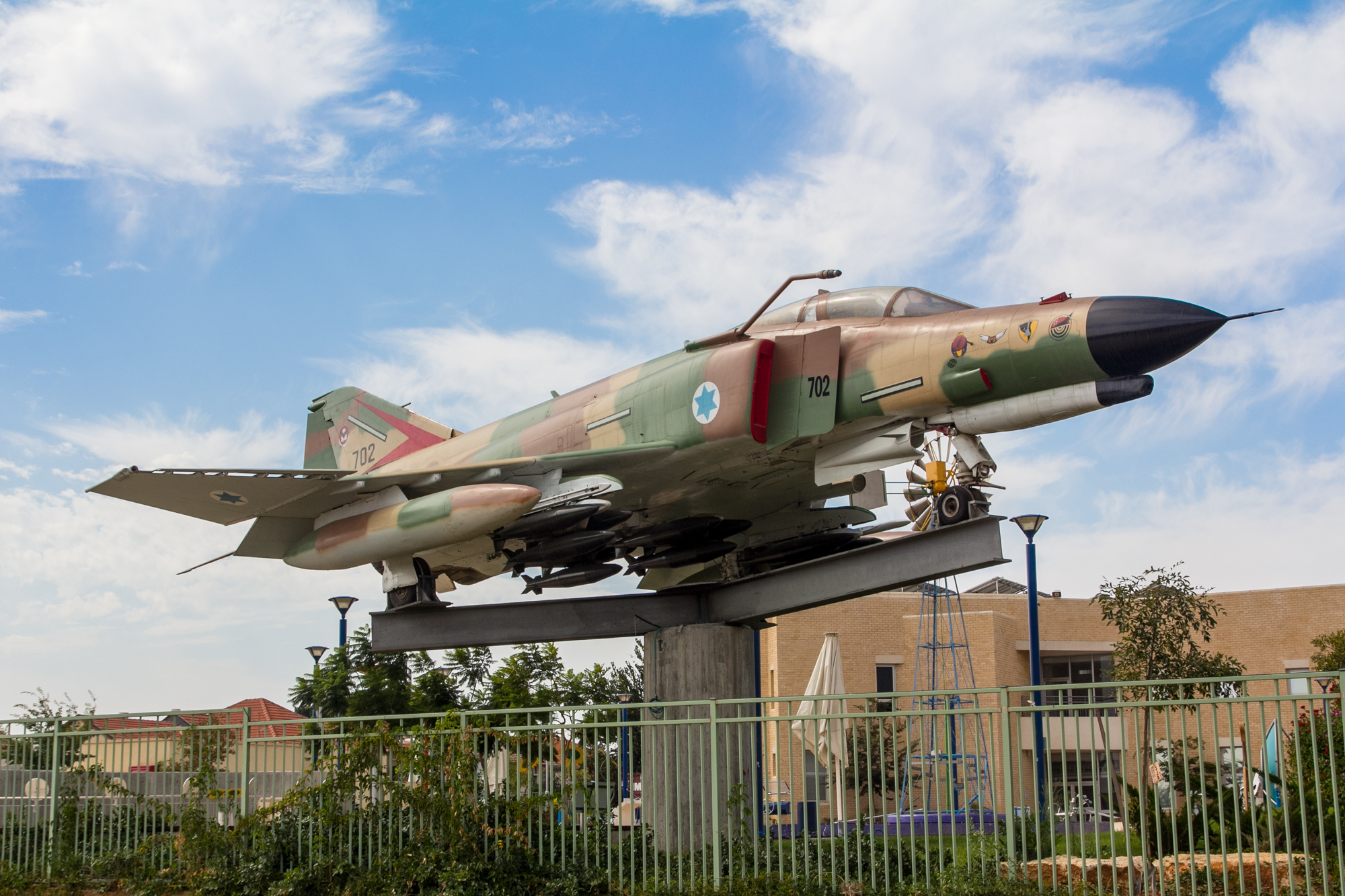
第119飛行隊所属機。
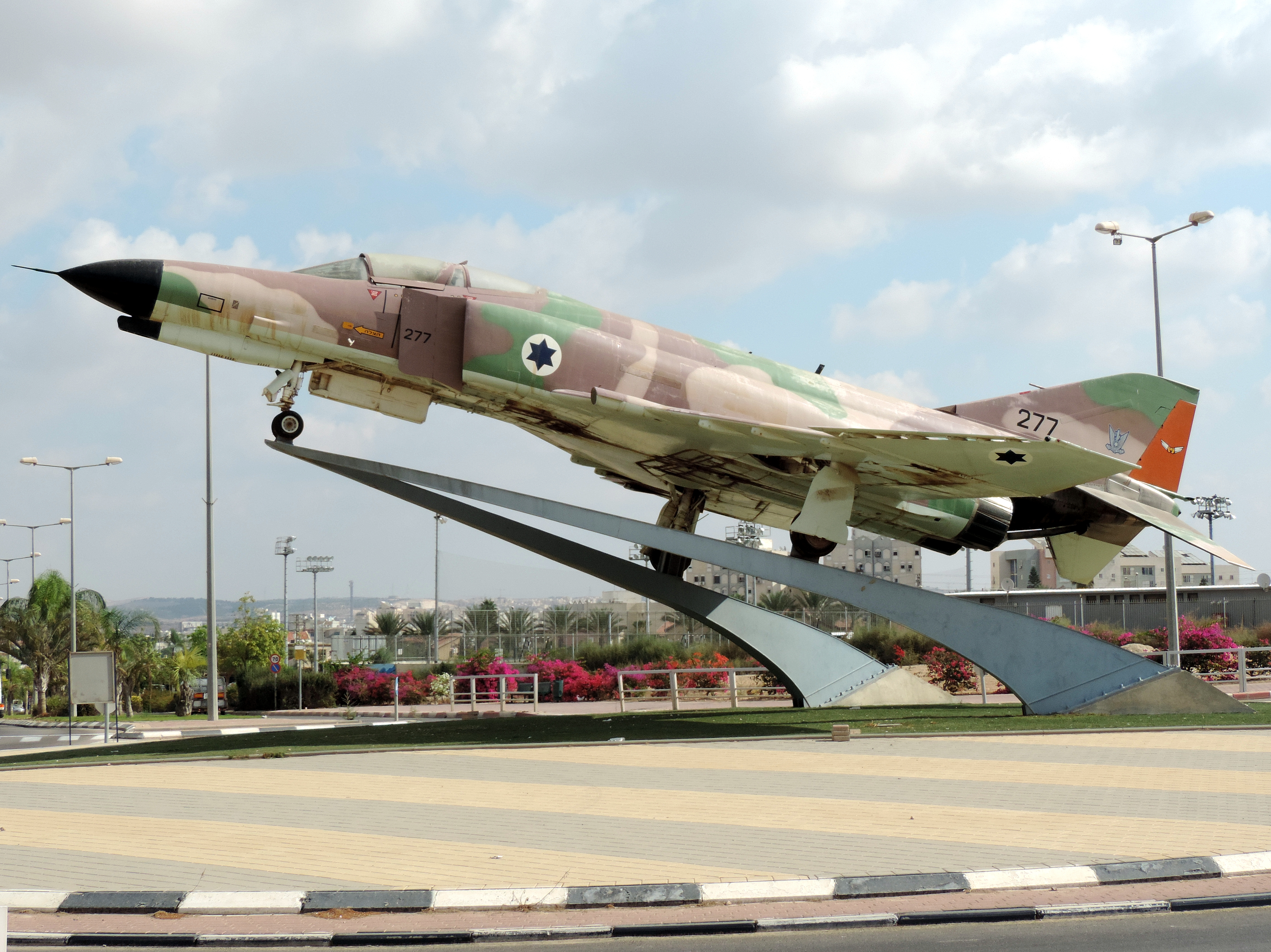
第107飛行隊所属機。

### エジプト

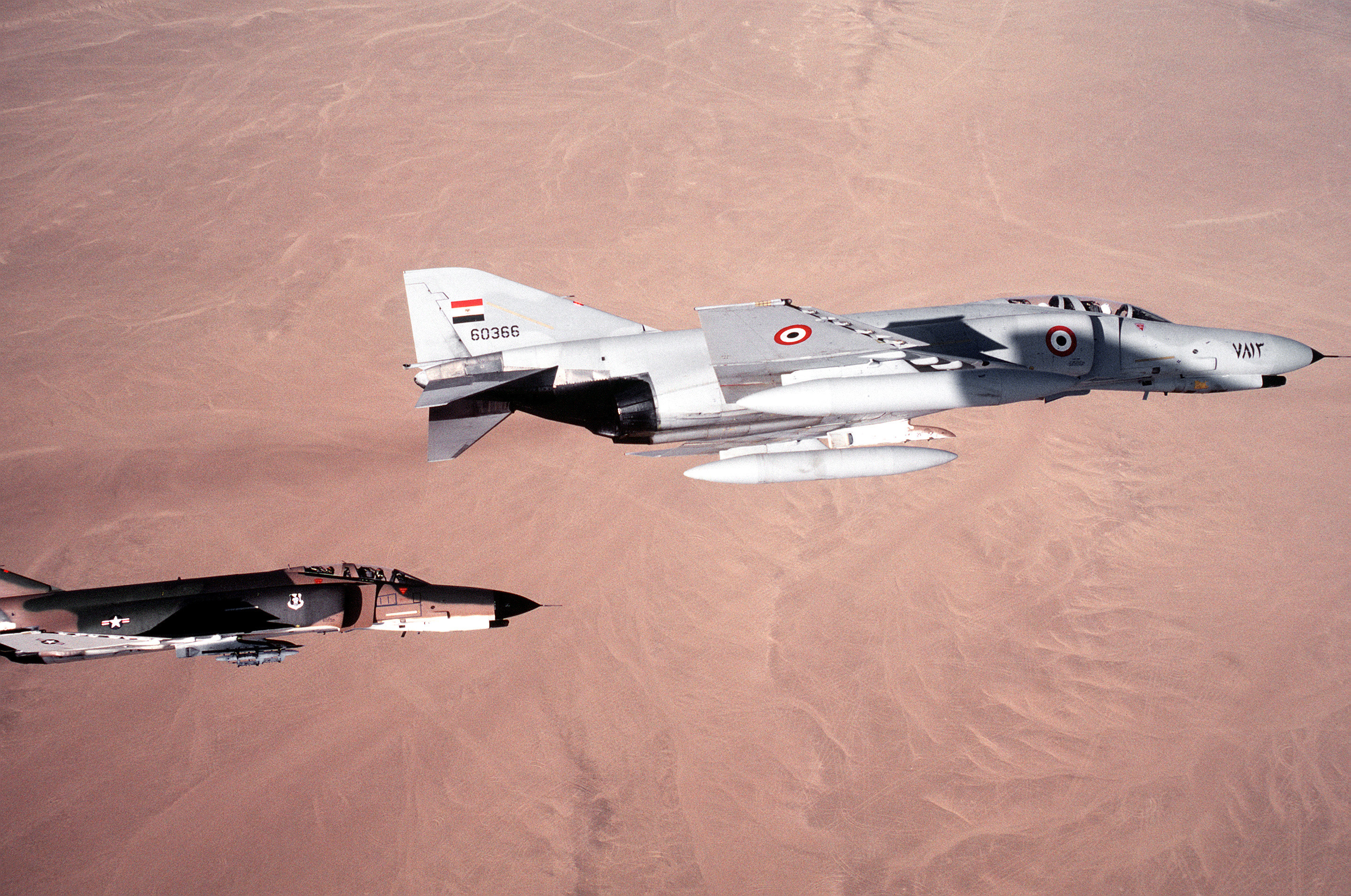
エジプト空軍のF-4E（1980年）

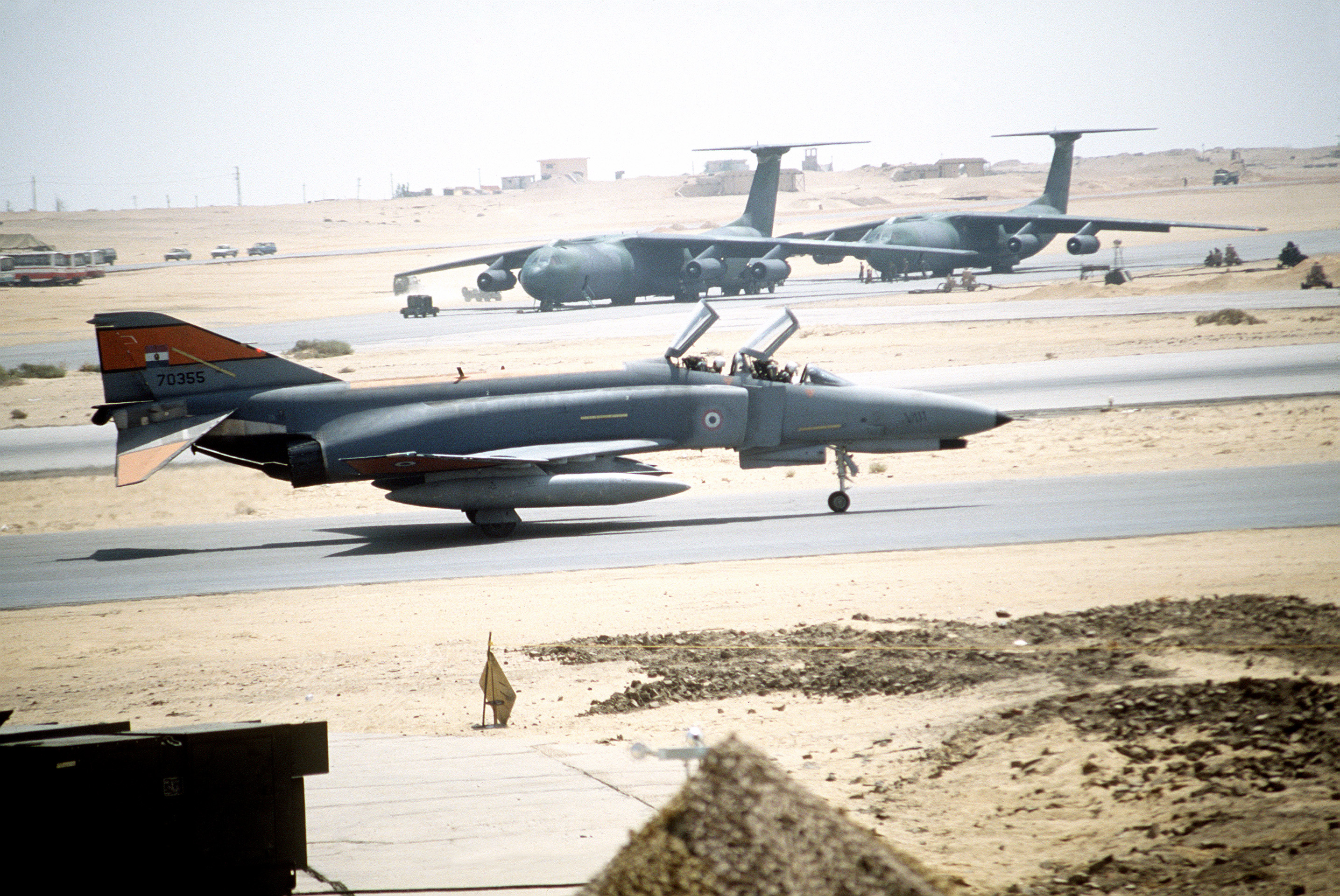
Exercise BRIGHT STAR'85に参加するF-4E（1985年）

第四次中東戦争終了後にイスラエルとの和平合意（エジプト・イスラエル平和条約）を行い、アメリカの仲介によりキャンプデービットで合意がなされた。この結果エジプトとイスラエルの国交が樹立し、それまでエジプト国内に多数送り込まれていたソビエトからの軍事顧問団は姿を消した。ソ連軍機一辺倒だったエジプト空軍は1979年に「ピース・ファラオ」計画の名称 で、アメリカの支援により5億9400万USドルでAIM-7、AIM-9およびAGM-65 マーベリックと共にアメリカ空軍のF-4E 35機を購入・配備した。
エジプト空軍は単純構造のミグ戦闘機の整備には慣れていたが、ファントムが必要とする高度な整備には対応し切れず、1980年代初頭には9機だけ が飛行できる状態であるだけだったものの、アメリカ空軍の徹底した訓練プログラムの結果、1985年には稼働率は飛躍的に向上する。パイロットの育成についても、アメリカ空軍ホームステッド空軍基地の第31戦術戦闘航空団で訓練が行われた。
その後1988年に事故で失われた機体分の3機と、さらにアメリカ空軍の余剰となった8機を購入した。一方で1982年からはF-16A/B、1986年からはF-16C/Dの導入が開始されたため、これ以上の追加発注は行われなかった。
F-16C/Dの配備に伴い、現在は退役済み。
配備基地
2007年現在では28機のF-4Eを保有しており、2個飛行隊が編成されている。
- カイロ・ウエスト基地：第222戦闘機連隊 - 第76飛行隊 - 第78飛行隊

### イラン

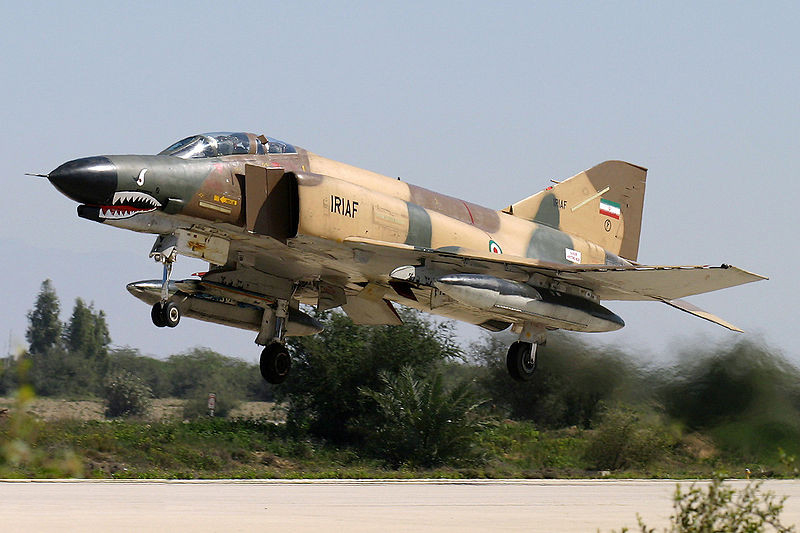
F-4E（2009年撮影）

1968年に親アメリカのパーレビー王朝下で導入した。当時は石油がもたらす莫大なオイルマネーで主に西側製の最新兵器を大量導入していた。1966年にはイラン空軍が32機のF-4Dを発注しており、ベトナム戦争真っ只中でF-4の生産に余裕がなかったアメリカだったが、イラン向けF-4の生産には熱心だったと言われている。その後、1970年代初めから中期にかけて総計208機のF-4Eを発注し
、1971年3月からイラン革命直前の1979年までに177機が引き渡された。
ただし現場要員達の質は低かった。当時カリフォルニア州ジョージ空軍基地での訓練の際、イラン空軍と航空自衛隊パイロットや整備員たちが机を並べたが、空自パイロットの一人は「たとえ一時限の講義を理解するのにも大きな隔たりがあった」との感想を述べている。そんな彼らでも大部隊を編成・維持できたのは、アメリカの航空機産業を丸抱えできるほどのオイルマネーの恩恵だった。F-4に限らず、1960年代から1970年代のパーレビー王朝時代は、F-5を皮切りにF-14など多種の軍用機を輸入・導入契約を行っている。結果、イラン革命直前には225機のF-4を保有するに至り、286機を受領したイスラエルに次ぐ大規模保有国となった。
しかしながら、1979年2月28日に発生した反アメリカ派のルーホッラー・ホメイニー率いるイラン革命の際、親国王派が中枢を占めたイラン空軍では親国王派パイロットたちが政治犯として次々と投獄された。F-4もアメリカの武器輸出禁止の影響を受けて、発注済み機体の引渡し拒否や支援等が一切受けられなくなったため、稼働率が著しく低下した。それでも新政権がオイルマネーで潤っている間は、闇市場などからの部品調達で何とか飛ばせる機体を維持していた。
1980年9月のイラン・イラク戦争では、人員不足を補うために投獄されていたパイロットたちを釈放し戦闘に参加させたものの、その多くが失われた。F-4の稼働率も約40%とされ、戦闘終結時点で飛行可能な機体は約10機であった。戦後のオイルマネー枯渇で補給が途絶し、稼働率はさらなる低下とパイロット喪失によりF-4を満足に扱える人員は少なかったと言われる。
一方で、依然として闇ルート（いわゆる「イラン・ゲート」）による部品輸入が行われているとも、国内企業および友好国である中華人民共和国の軍需企業の協力により中国製兵器を用いた「近代化」を施されていると言われるなど近況は不明である。
イラン・コントラ事件でアメリカは「ニカラグアの反政府組織コントラ支援の資金調達目的」で、20機前後のF-4Eをパラグアイ経由で輸出、その後アメリカ国内で政治的問題となった。
2014年12月、アメリカの有志連合が行っているISILへの空爆とは別に、イランが独自でISILへF-4による空爆を行っていることが確認されている。
配備基地
正確な現有機数は不明だがF-4D/Eを50～60機、RF-4Eを6機程度、実働状態にして部隊編成しているとみられる。
- ハマダン-シャーロキ基地（第3戦術航空基地）：第31偵察飛行隊（RF-4E） - 第32戦闘飛行隊（F-4E/D） - 第33戦闘飛行隊（F-4E/D）
- ブシェール基地（第6戦術航空基地）：第61戦闘飛行隊（F-4E） - 第62戦闘飛行隊（F-4D/E）
- バンダル・アッバス基地（第9戦術航空基地）：第91戦闘飛行隊（F-4E） - 第92戦闘飛行隊（F-4E）
- チャーバール基地（第10戦術航空基地）：第101戦闘飛行隊（F-4D）

### トルコ

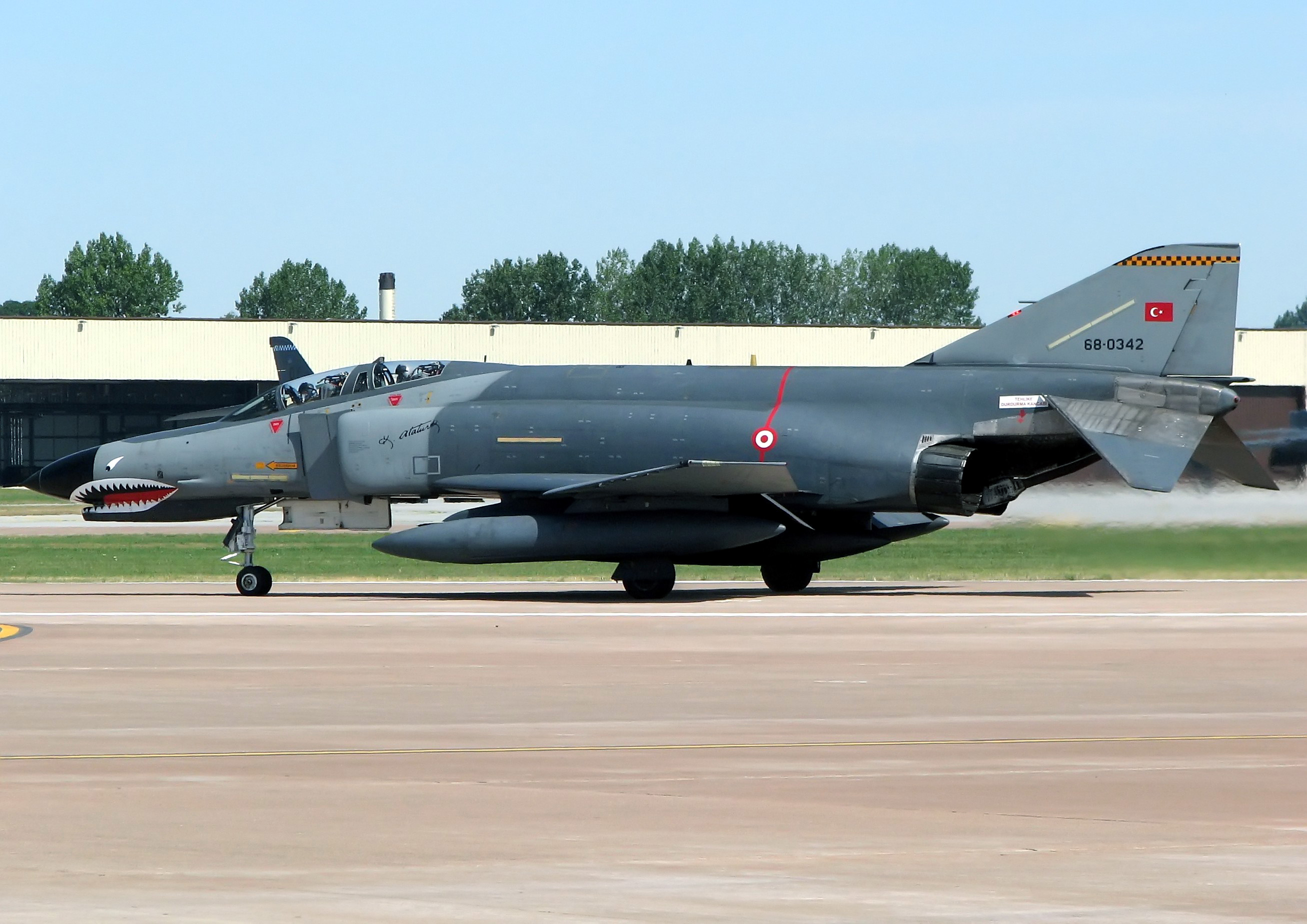
トルコ空軍所属のF-4E

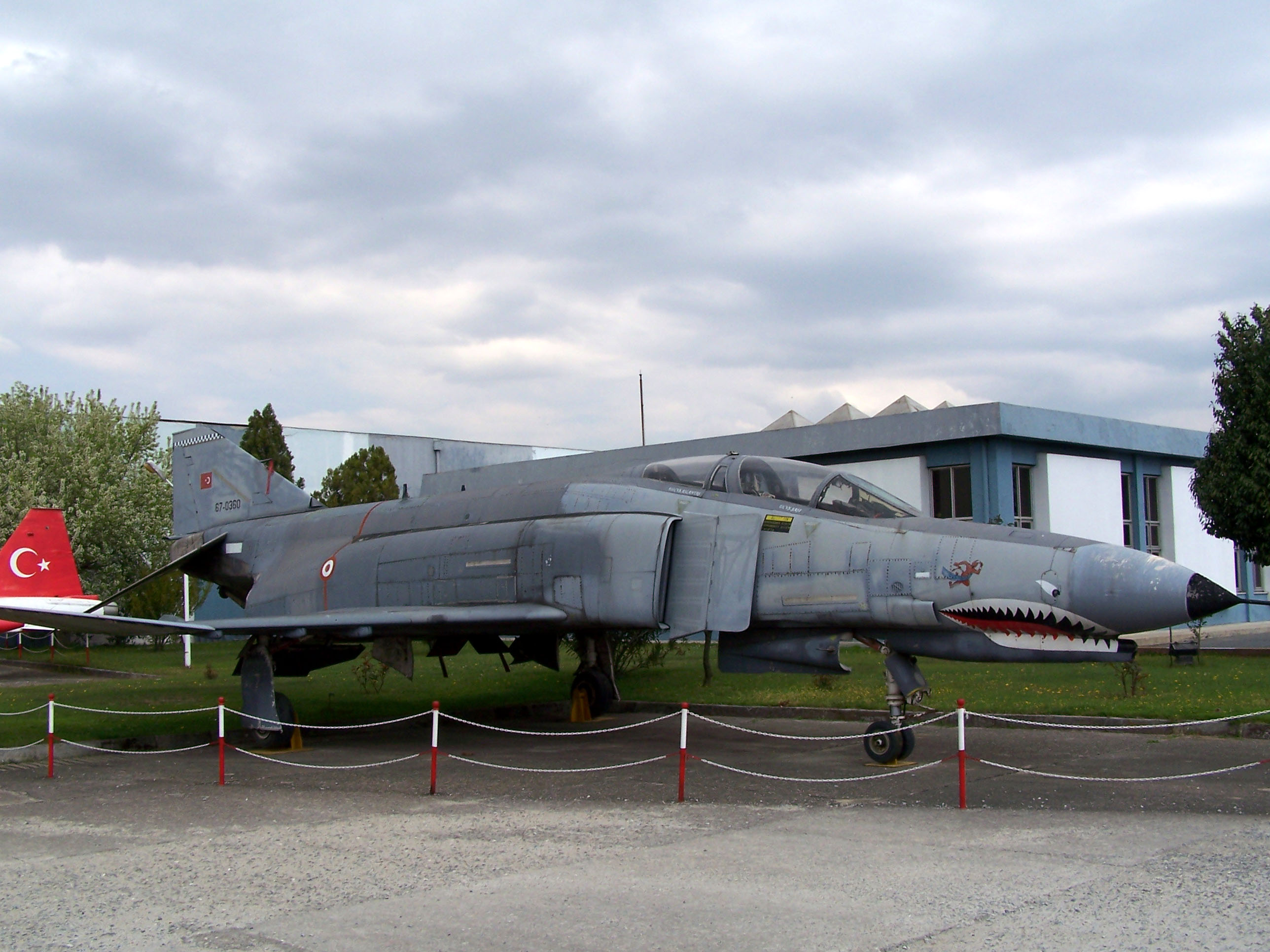
イスタンブール航空博物館に展示されるF-4E

1974年に「ピース・ダイアモンドIII」計画の一環として、40機の新造F-4Eの配備を開始した。1977年にはF-4E 32機とRF-4E 8機を追加発注し、1981年6月と1984年にアメリカ空軍のF-4Eを15機ずつの計30機を受領している。1987年からは「ピース・ダイアモンドIV」が開始され、アメリカ空軍で余剰となった40機のF-4Eを受領した。さらに1991年3月には湾岸戦争支援の見返りに、やはりアメリカ空軍の余剰F-4E 40機の受け渡しが行われた。長期に渡るアメリカ空軍機受領によって、前縁スラット装備機・非装備機の両種を保有する。なお、トルコ空軍には生産5,000機目のファントム(77-0290)が在籍している。
偵察型については1992年から1994年にかけ、ドイツ空軍で退役した32機のRF-4Eを受領する。
トルコ空軍はF-4Eを182機、RF-4Eを55機受領、総受領数は237機となる。現在も合計200機近いF-4を保有し、各国でF-4が数を減らしている事から現時点ではトルコが最大のF-4保有国となっている。予算等の問題からトーネードIDSなどの新型機導入が難しいため、トルコ空軍ではF-4を2020年頃まで運用する予定である。これに対応した機体の延命・改修により54機のF-4が「F-4E 2020」となった。
2012年6月22日には、トルコ空軍のRF-4Eがシリア付近の公海上空でシリア陸軍に撃墜された（2012年トルコ空軍F-4戦闘機撃墜事件）。
F-4E 2020
トルコ空軍がIAIに開発を依頼し、自国で改修したトルコ版クルナス2000と言える機体である。「ターミネーター（Terminator）」の名を持つ。計画はF-4 ICEの改修を行ったドイツのDASA社案とイスラエルのIAI社案との比較で、1995年8月に決定した。クルナス2000で見送られたレーダーの変更（エルタEL/M-2032）、トルコがライセンス生産しているF-16に準ずるアビオニクスへ変更に加え、機材間の電気配線をMIL-STD-1553Bデジタルデータバスに交換する等の大規模改修が行われている。この改修によってクラスター爆弾の搭載能力を獲得するなど電子機器類が大幅に性能向上した。
配備基地
2007年現在、52機のF-4E 2020に加え、未改修のF-4Eを110機とRF-4E 38機を保有
- エスキシェヒル基地（第1主ジェット基地）：111.Filo”Panterler”（F-4E 2020） - 112.Filo”Şeytan”（F-4E）
- マラティヤ基地（第7主ジェット基地）：171.Filo”Korsanlar”（F-4E 2020） - 173.Filo”Şafak”（RF-4E）
- コンヤ基地（第3主ジェット訓練基地）：132.Filo”Hançerler”（F-4E）

### スペイン

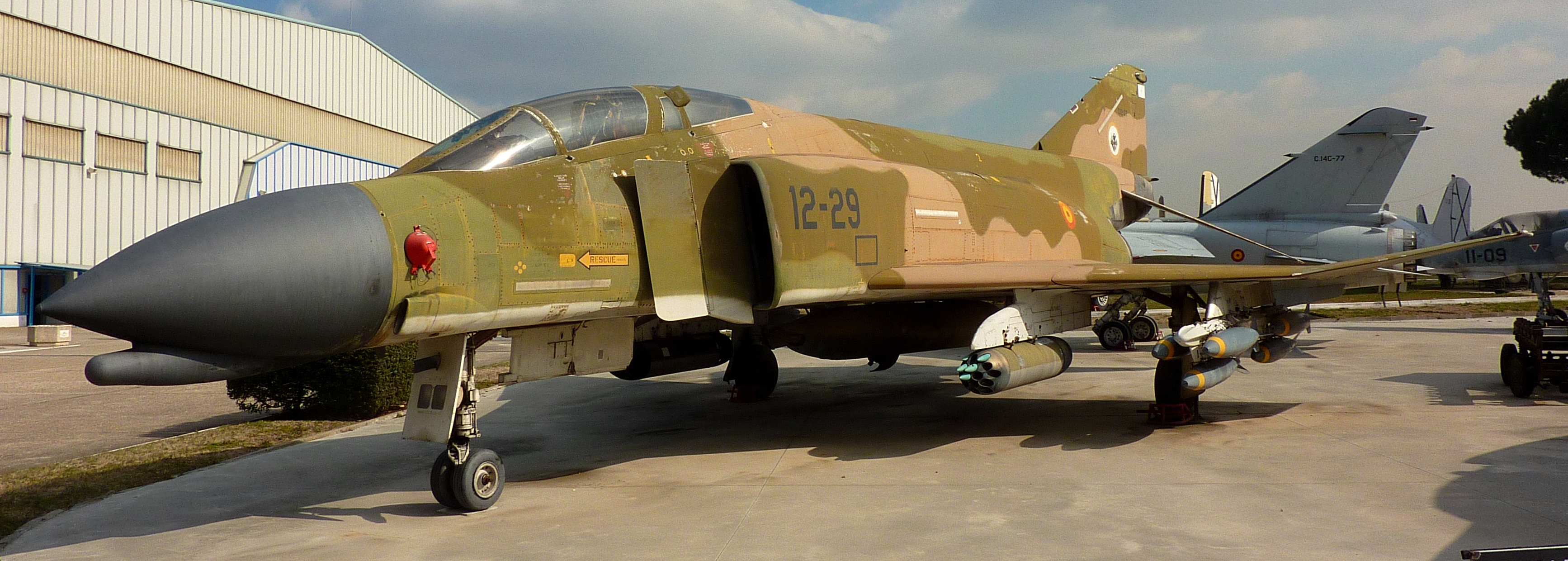
スペイン空軍のC.12（F-4C）

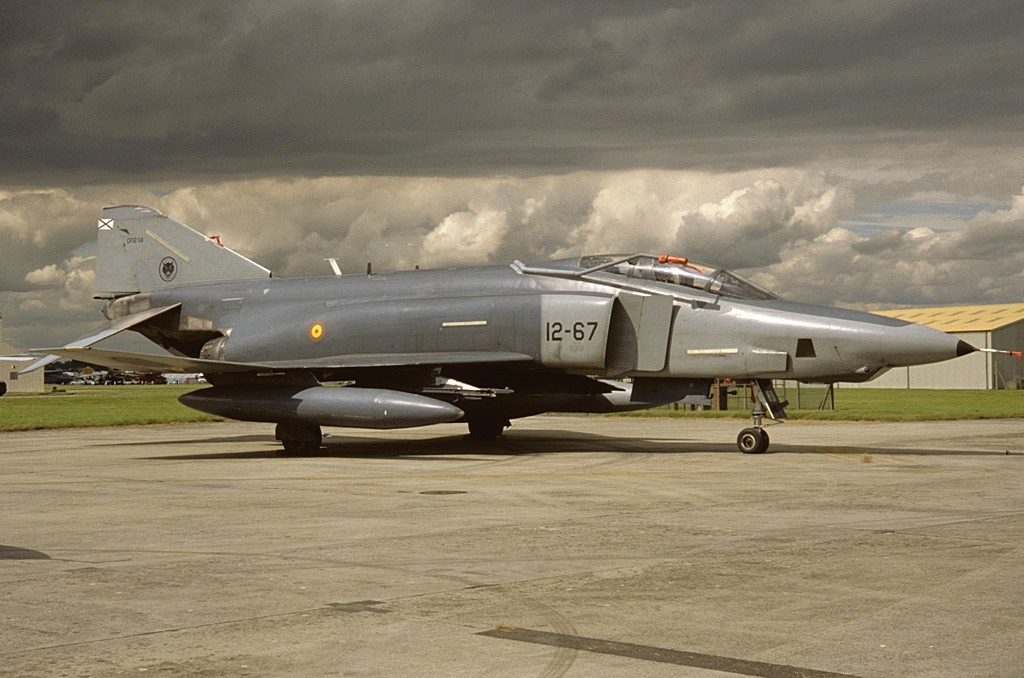
スペイン空軍のCR.12（RF-4C）
イスラエル空軍のF/RF-4Eと同型の空中給油用プローブを装着している

1971年にアメリカ空軍の中古のF-4Cを譲り受け導入する。当時、アメリカ空軍の第一線を退き始めていたとはいっても、高級機でもあったF-4C供与が決定したのは、スペイン国内の基地提供の見返りという思惑が絡んでいた。当時のスペイン空軍はF-104G (C.8/CE.8)やミラージュIIIEE/DE (C.11/CE.11)を保有してはいたが、前者は21機、後者は30機と少なく数の上で主力機は旧式機F-86 (C.5)だった。
最初にスペイン空軍に引き渡された36機のF-4Cは、イギリスのベントウォーターズ空軍基地に駐留する第81戦術戦闘航空団で運用されていた機体で、同航空団のF-4Dへの機種転換での余剰機であった。その後1978年に損耗補充としてF-4C4機と、同じエンジン搭載のRF-4C4機ずつ追加導入した。その後1989年に8機、1995年に6機のRF-4Cを追加供与を受け、合計40機のF-4Cと18機のRF-4Cを受領した。スペイン空軍内部においては、F-4CはC.12、RF-4CはCR.12と呼ばれ区別された。
F-4Cは1989年にF/A-18と入れ替わり退役した。RF-4Cは1990年中期に、レーダーのAN/APQ-172への換装、リング・レーザー・ジャイロ式慣性航法装置、AN/ALR-44レーダー警報受信機、ハヴ・クイック無線機の装備、機体背部へのイスラエル製空中給油プローブの装備などの近代化改修を施され、2002年まで運用されている。
配備基地
トレホン空軍基地：第12航空団 - 第121飛行隊（C.12/F-4C）- 第122飛行隊（C.12/F-4C）- 第123飛行隊（CR.12/RF-4C）

### イギリス

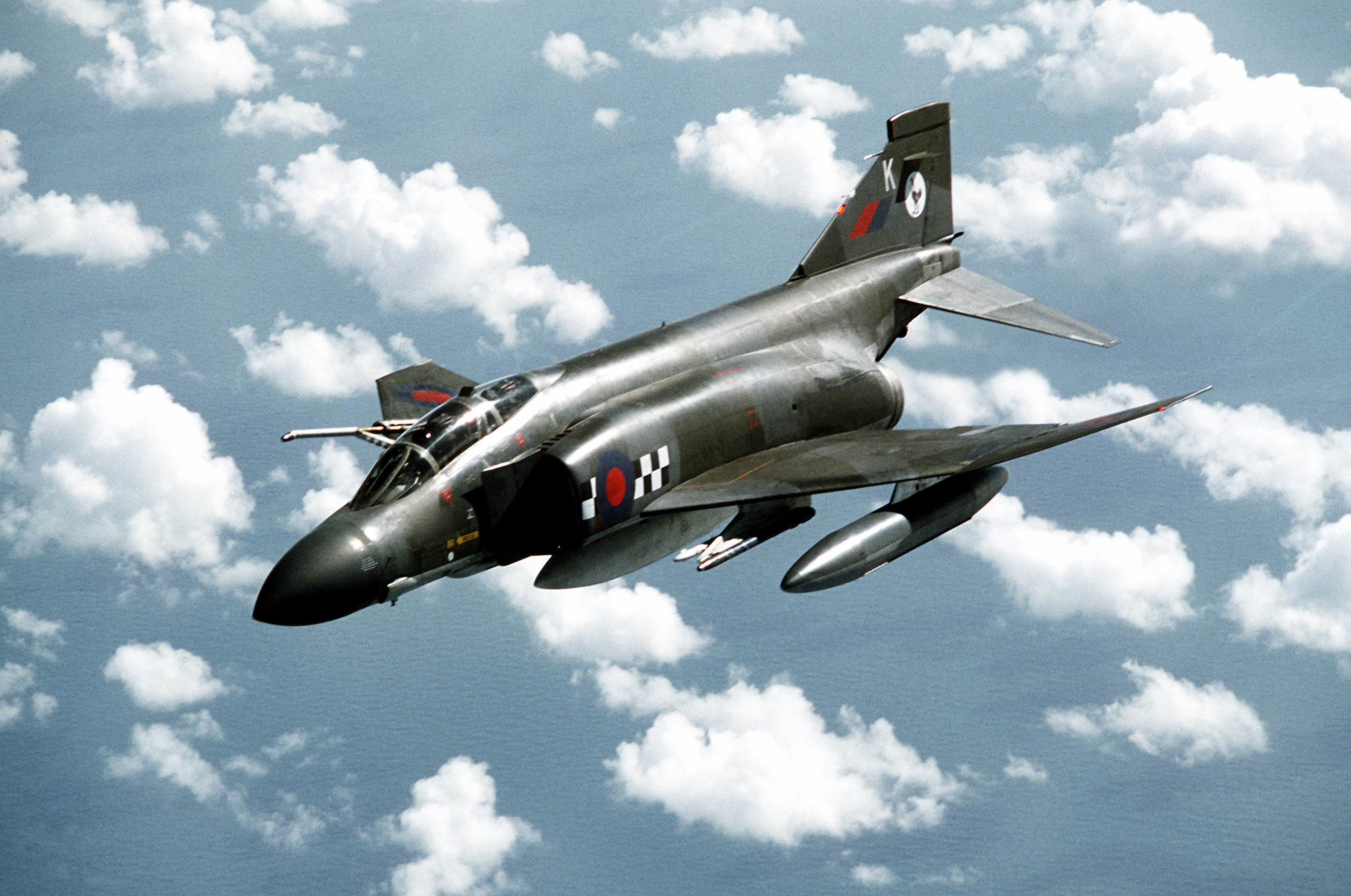
F-4M（1980年）

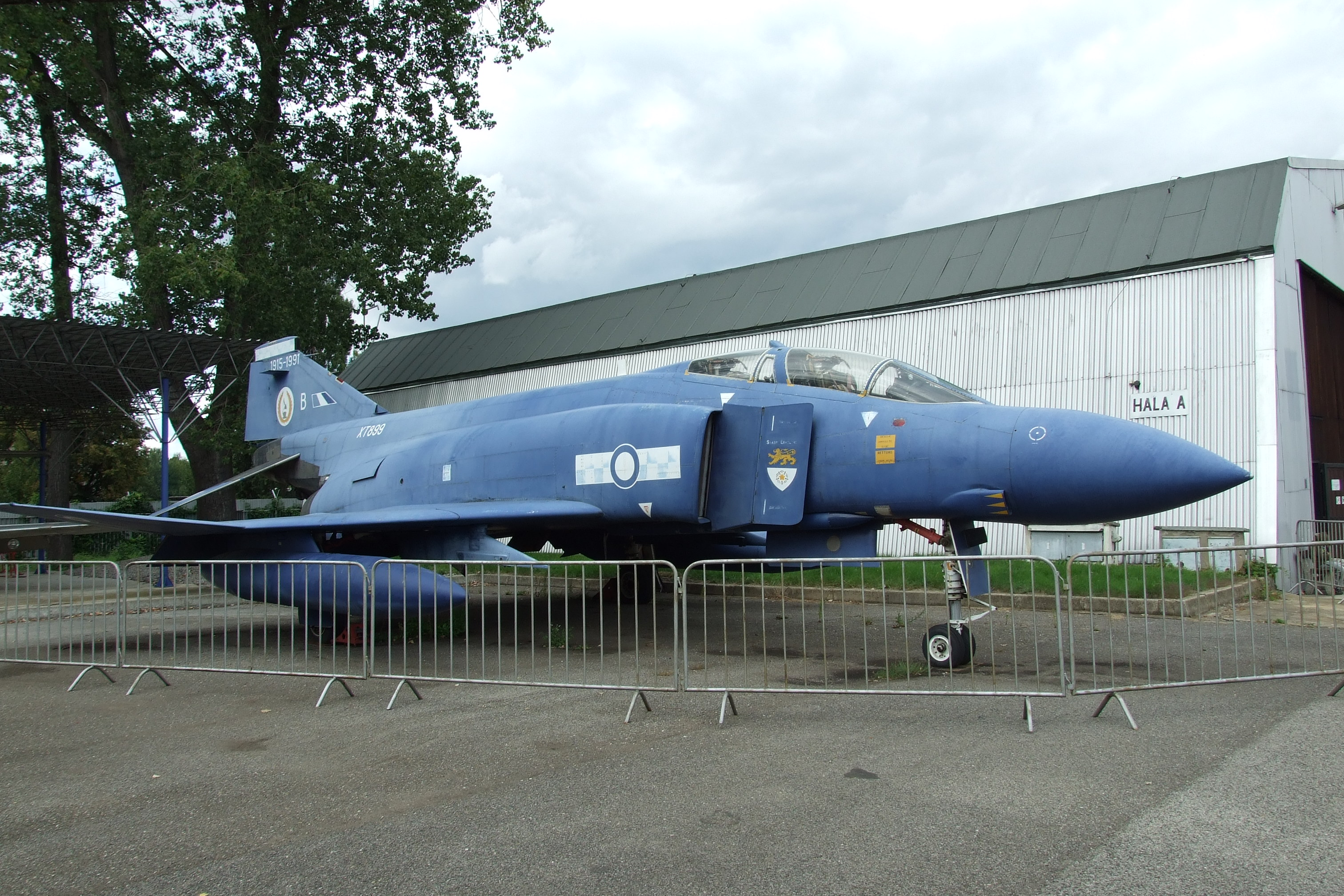
F-4M（2007年）

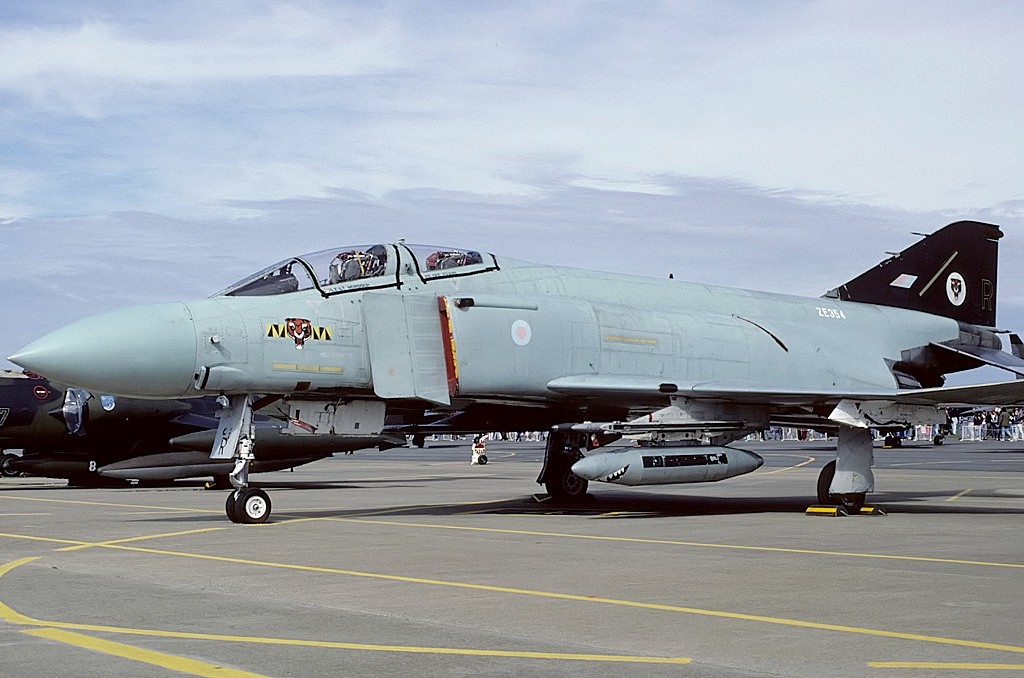
イギリス空軍第74飛行隊のファントム F.3

当時のイギリスの国防政策による予算削減のため国産次期主力機の候補だったホーカー・シドレー P.1154やBAC TSR-2をキャンセルし、イギリス海軍は1962年2月にデ・ハヴィランド シーヴィクセンの後継となる次期艦上戦闘機にF-4を選定した。当初は正式にどのタイプを導入するかは決定していなかったが、選定から3ヶ月後にF-4Bの改良型、F-4Jの開発が始まったことを受け、J型をイギリス向けに改修、エンジンはイギリス国産のロールス・ロイスRB168-25RスペイMk.203（アフターバーナー時推力91.26kN）ターボファンエンジン搭載の「F-4K」を導入することとなった。
試作機は1966年6月に初飛行して、レーダーをAN/AWG-11に換装した量産型の製造に入り、ファントム FG.1の名称でイギリス海軍に導入された。イギリス空軍も、エンジンを同様のRB168-25RスペイMk.202とし、レーダーをAN/AWG-12に換装した｢F-4M｣の試作初号機が1967年2月に初飛行し、ホーカー ハンターやイングリッシュ・エレクトリック キャンベラの後継としてファントム FGR.2の名称で導入した。その後、ファントム FG.1は、1979年12月までにイギリス空軍に移管され、1984年3月には、アメリカ海軍の中古のF-4Jを導入し、F-4J（UK）としている。
機体
原型機からの最大の変更点は、当時の最新技術であるターボファンエンジン（ロールスロイス製「スぺイ」）を採用したことである。エンジン以外にも原型に比べ変更点が多く、非公式に『ブリティッシュ・ファントム』あるいは搭載エンジンから『スぺイ・ファントム』と呼ばれることもある。1992年のF-4Mの引退により正式に全機退役した。

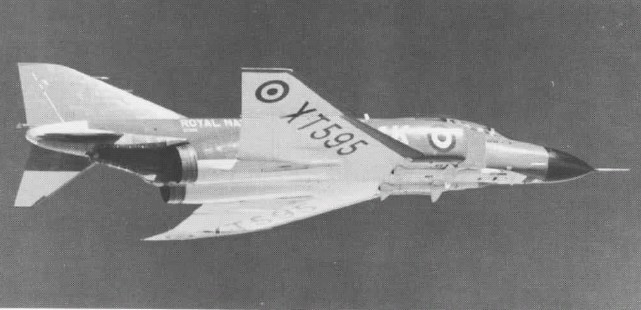
F-4K（1968年）

F-4K（ファントム FG.1）
F-4Jをイギリス海軍向けに改修した型。「F-4K」とはマクドネル社内での呼び名でイギリス海軍では「ファントム FG.1」と呼んだ。
エンジンをロールス・ロイスRB-168-25RスペイMk.202（後にMk.203）ターボファンエンジンに変更し、それに伴いインテークを横方向へ15センチ大型化、レーダーをAN/AWG-11に変更した。発艦を容易にするために前脚が原型のF-4Bより40インチも伸ばせるようになり迎え角を大きくしている。米空母に比べ小型の英空母のエレベーターのサイズに合わせるため機首レドームを折り畳み式にしている。エンジン換装により加速性能と航続距離は向上したが高空での速度は少し遅くなった。この種の超音速機では最高速度性能は大した意味がなく、概ね性能向上したとみてよいと思われる。ただし、スペイ・エンジンは原型のJ79より重く、テイル・ヘビーの傾向があったため、スパロー・ミサイルなどを装備しない場合でも、機体前部の兵装ステーション（No.4/6）に死重を搭載する必要があった。
一方、空母の廃止で生産数を削減されたことでイギリス製部品シェアも40%強にとどまり当初計画の50%は達成できなかった。新規部品開発コストもかさんだため『世界で最も高価なファントム』になったと言われている。
F-4Kは1966年に初飛行し、1968年4月に初号機が引き渡された。当初計画では140機を導入予定だったが当時の労働党政権は1966年に空母戦力の大幅削減（最終的に通常空母は全廃）を決定。F-4Kの搭載工事も「アーク・ロイヤル」1隻のみに施されることになった。F-4Kの調達数も削減された結果、1969年の最終号機引き渡しまでに52機（試作機2機を含む）の生産にとどまった。
「アーク・ロイヤル」の改装中（1967年3月～1970年2月）に空母「イーグル」で行われたF-4Kのテストの結果はアーク・ロイヤルの改装にフィードバックされた。1972年の「イーグル」の退役によりF-4が搭載される空母は「アーク・ロイヤル」のみとなり、飛行隊も2個から1個へと削減され、52機のF-4K中19機が空軍へと移管され、第43飛行隊に配備された。1979年12月の「アーク・ロイヤル」退役後のイギリス海軍ではスキージャンプ装備の軽空母とBAe シーハリアーの組み合わせだけとなり、全機が空軍に移管され、新たに第111飛行隊がFG.1を受領した。
移管後、F-4Kは防空戦闘機として北海上空の防衛の任に就いた。
F-4M（ファントム FGR.2）
海軍と同様にイギリス空軍向けに改修した型。「F-4M」はマクドネル、「ファントム FGR.2」がイギリス空軍での呼び名である。多くの部分がF-4Kに準じているが、エンジンをロールス・ロイスRB-168-25RスペイMk.202（後にMk.204）、レーダーをAN/AWG-12に変更されている。
F-4Kと比べて戦術（対地）攻撃能力が強化され偵察ポッドの運用能力も追加されている。また、SUU-23/Aガンポッド用の配線も当初から用意されている。他にも、電源車など地上設備がなくとも、内蔵バッテリーでエンジンスタートできるなど、他のF-4にはないユニークな特徴もあった。
F-4Mは合計118機が発注され、1個転換訓練部隊（Operational Conversion Unit：略称OCU）と7個実戦飛行隊が編成された。その内の3個飛行隊はイギリス本土に配備されたが、残る4個飛行隊が西ドイツ駐留部隊の任に就いた。
1970年代中ごろからF-4Mは後継の戦術攻撃機・戦闘爆撃機、ジャギュアGR.1への転換が始められた。同時期に防空戦闘機BAC ライトニングの退役が始まっており、その後継のトーネードF.3の開発が手間取っていたことから、1970年代後半から1990年代初頭までファントムFGR.2はトーネードF.3の戦力化までのつなぎとして、防空戦闘を担当する6個飛行隊（うち2個飛行隊は西ドイツに駐留、このほか1個飛行隊が海軍で余剰化したFG.1に機種転換した）に配備された。
その後は老朽化とトーネードF.3への転換により、1992年に全機退役した。
F-4J(UK)（ファントム F.3）
フォークランド紛争後の1984年に、第23飛行隊がフォークランド諸島に派遣されたことで生じた防空網の穴埋めのために、アメリカ海軍の余剰F-4Jの中古機を導入、新たに編成された第74飛行隊に配備した。アメリカ海軍保有のF-4Jから改修は最小限で、『女王陛下のF-4』としてはもっとも改修点が少ない。
性能面ではF-4K/Mと遜色なかったがスペイを搭載したF-4に慣れ親しんだ整備兵達からは不評で結局F-4Mより一足先に1991年退役している（F-4Mの退役は1992年）
配備部隊一覧
| 軍種     | 部隊                           | 任務         | 基地                                                                                 | 配備年 | 前任機                  | 機種            | 退役年 | 後継機          |
| -------- | ------------------------------ | ------------ | ------------------------------------------------------------------------------------ | ------ | ----------------------- | --------------- | ------ | --------------- |
| RN (FAA) | 第700P飛行隊 700 NAS           | 評価試験     | RNAS ヨーヴィルトン（Yeovilton）                                                     | 1968年 | ウェセックスHAS.3       | FG.1            | 1969年 | シーキングHAS.1 |
| RN (FAA) | 第767飛行隊 767 NAS            | 機種転換訓練 | RNAS ヨーヴィルトン（Yeovilton）                                                     | 1969年 | 無し                    | FG.1            | 1975年 | 無し（解隊）    |
| RN (FAA) | 第892飛行隊 892 NAS            | 艦隊防空     | RNAS ヨーヴィルトン（Yeovilton） →RAF ルーカス（Leuchars） HMSアークロイヤル（母艦） | 1969年 | シーヴィクセンFAW.2     | FG.1            | 1978年 | 無し（解隊）    |
| RAF      | 第2飛行隊 No. 2 Sqn            | 戦術偵察     | RAF ラールブルッヘ                                                                   | 1970年 | ハンターFR.10           | FGR.2           | 1976年 | ジャギュアGR.1  |
| RAF      | 第6飛行隊 No. 6 Sqn            | 戦術爆撃     | RAF カニングスビー（Coningsby）                                                      | 1969年 | キャンベラB.2           | FGR.2           | 1974年 | ジャギュアGR.1  |
| RAF      | 第14飛行隊 No. 14 Sqn          | 戦術爆撃     | RAF ブリュッゲン（Brüggen）                                                          | 1970年 | キャンベラB(I).8        | FGR.2           | 1975年 | ジャギュアGR.1  |
| RAF      | 第17飛行隊 No. 17 Sqn          | 戦術爆撃     | RAF ブリュッゲン（Brüggen）                                                          | 1970年 | キャンベラPR.7          | FGR.2           | 1975年 | ジャギュアGR.1  |
| RAF      | 第19飛行隊 No. 19 Sqn          | 防空戦闘     | RAF ヴィルデンラート（Wildenrath）                                                   | 1977年 | ライトニングF.2A        | FGR.2           | 1992年 | ホークT.1       |
| RAF      | 第23飛行隊 No. 23 Sqn          | 防空戦闘     | RAF カニングスビー（Coningsby）                                                      | 1975年 | ライトニングF.3/F.6     | FGR.2           | 1988年 | トーネードF.3   |
| RAF      | 第29飛行隊 No. 29 Sqn          | 防空戦闘     | RAF カニングスビー（Coningsby）                                                      | 1975年 | ライトニングF.3/F.6     | FGR.2           | 1987年 | トーネードF.3   |
| RAF      | 第31飛行隊 No. 31 Sqn          | 戦術爆撃     | RAF ラールブルッヘ                                                                   | 1971年 | キャンベラPR.7          | FGR.2           | 1976年 | ジャギュアGR.1  |
| RAF      | 第41飛行隊 No. 41 Sqn          | 戦術偵察     | RAF カニングスビー（Coningsby）                                                      | 1972年 | ブラッドハウンドMk.2SAM | FGR.2           | 1977年 | ジャギュアGR.1  |
| RAF      | 第43飛行隊 No. 43 Sqn          | 防空戦闘     | RAF ルーカス（Leuchars）                                                             | 1969年 | ハンターFGA.9           | FG.1            | 1989年 | トーネードF.3   |
| RAF      | 第54飛行隊 No. 54 Sqn          | 戦術爆撃     | RAF カニングスビー（Coningsby）                                                      | 1969年 | ハンターFGA.9           | FGR.2           | 1974年 | ジャギュアGR.1  |
| RAF      | 第56飛行隊 No. 56 Sqn          | 防空戦闘     | RAF ワティシャム（Wattisham）                                                        | 1976年 | ライトニングF.6         | FGR.2           | 1992年 | トーネードF.3   |
| RAF      | 第64飛行隊 No. 64 Sqn          | 機種転換訓練 | RAF カニングスビー（Coningsby） →RAF ルーカス（Leuchars）                            | 1968年 | ジャベリンFAW.7/FAW.9   | FG.1/FGR.2      | 1991年 | 無し（解隊）    |
| RAF      | 第74飛行隊 No. 74 Sqn          | 防空戦闘     | RAF ワティシャム（Wattisham）                                                        | 1984年 | ライトニングF.6         | F-4J(UK) →FGR.2 | 1992年 | ホークT.1       |
| RAF      | 第92飛行隊 No. 92 Sqn          | 防空戦闘     | RAF ヴィルデンラート（Wildenrath）                                                   | 1977年 | ライトニングF.2A        | FGR.2           | 1992年 | ホークT.1       |
| RAF      | 第111飛行隊 No. 111 Sqn        | 防空戦闘     | RAF カニングスビー（Coningsby） →RAF ルーカス（Leuchars）                            | 1974年 | ライトニングF.3/F.6     | FGR.2 →FG.1     | 1990年 | トーネードF.3   |
| RAF      | 第1435飛行小隊 No. 1435 Flight | 防空戦闘     | RAF マウント・プレザント                                                             | 1988年 | 無し                    | FGR.2           | 1992年 | トーネードF.3   |

### ドイツ (旧西ドイツ)

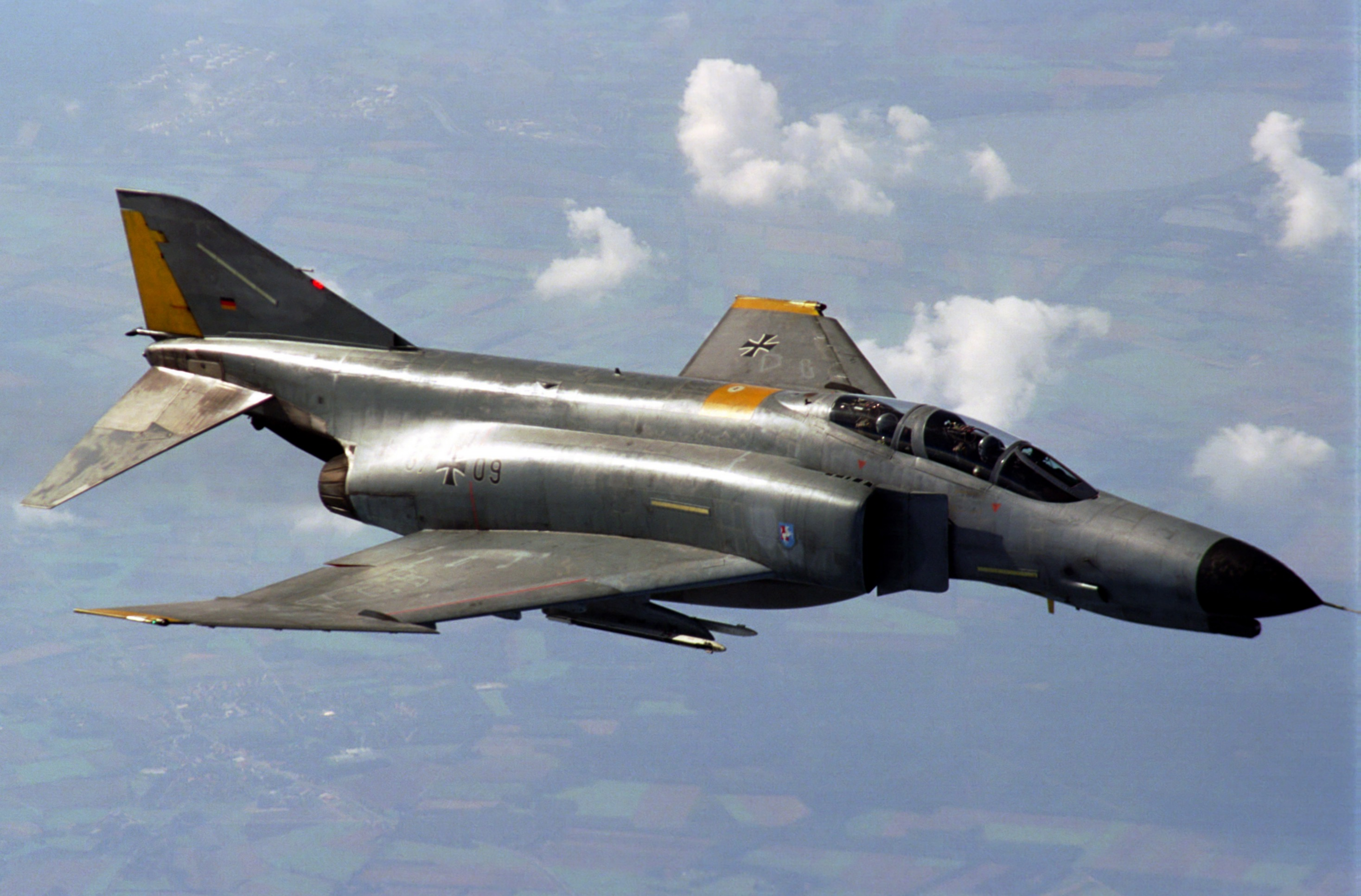
西ドイツ空軍のF-4F

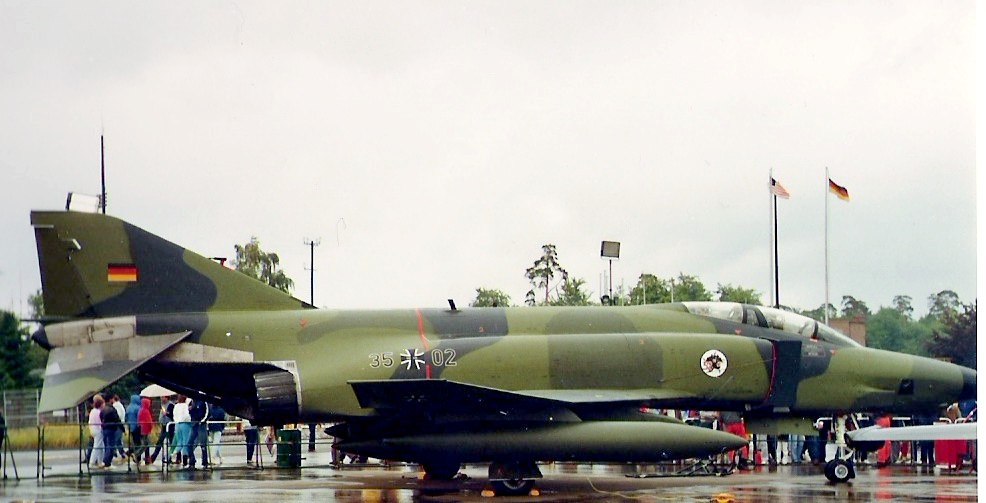
旧西ドイツ時代のRF-4E（1984年）

1968年にRF-104Gの後継戦術偵察機として、RF-4CをF-4E規格に合わせたRF-4Eを88機発注した
。RF-4Eは1971年に大西洋を横断し西ドイツに到着後、第51偵察航空団と第52偵察航空団の2個航空団において、RF-104Gを更新した。
また、同時期にF-104Gの後継機としてトーネードIDSを導入し、防空及び攻撃任務を担わせようと計画した。だが、F-104Gの退役開始時期に間に合わないとして、1970年に防空戦闘機の導入を決定する。当時、アメリカ国内にて輸出用戦闘機として単座化・簡素化したF-4Eが計画されていたが、最終的にはF-5Eが選定される。しかし、この単座化・簡素化F-4E案は西ドイツ空軍が求めていた要求に合致し、1971年に西ドイツ向けF-4Eが提案された。案では単座化のほか、AIM-7の運用能力が外されていたが、設計変更に伴う価格上昇も見込まれた。西ドイツ空軍は方針を変更し、複座型のまま、AIM-7の運用能力削除のみを施したF-4Fが採用された。
1976年4月より引き渡しが開始され、175機が製造された。この内の12機はアメリカでパイロット訓練用に用いられたことから、非公式にTF-4Fと呼ばれている。訓練部隊の第20戦闘飛行隊は、当初はカリフォルニア州ヴィクターヴィルのジョージ空軍基地、1993年からF-4Fのパイロット養成が終了する2004年まではニューメキシコ州オテロ郡のホロマン空軍基地を拠点としていた。F-4Fは西ドイツ国内では第71戦闘航空団、第74戦闘航空団、第35戦闘爆撃航空団、第36戦闘爆撃航空団の4個航空団に配備された。最終的に西ドイツが保有したF-4はRF-4E、F-4E、F-4F合わせて273機にも達した。
冷戦終結と東ドイツとの統一に伴う軍縮で1993年にRF-4Eが全機退役し、代わりに保有数は減少するが稼働率の向上を見込みトーネードIDS/ECRを導入した。この時退役したRF-4Eは後にトルコとギリシャに引き渡されている。そしてF-4Fも2013年7月末をもって全機退役した。ドイツでF-4に付けられたニックネームには、黒い排煙を吐き出しながら飛ぶために「空飛ぶディーゼル（Luftdiesel）」「石油ストーブ（Öloffen）」や、当時の戦闘機としては大柄な機体から「鉄の豚（Eisenschwein）」があった。
F-4F
F-4Eを西ドイツ空軍（当時）の要求に合わせ改修。F-104Gの後継機（戦術攻撃機）として導入した為、主翼は可動式前縁スラット付き、スタビレーターは固定式前縁スラットが無い在来型の組み合わせとなり、スパローの運用能力の割愛といった改修が加えられている。
F-4F ICE
F-4Fに、西ドイツ空軍（当時）の要求に合わせた「ICE（Improved Combat Efficiency,戦闘効率改善）」と称する改修プランを施した能力向上型。
レーダーを従来のAN/APQ-120からF/A-18で使用されていたAN/APG-65に変更し、AIM-120の運用能力を付与した。また、慣性航法装置はハネウェルH-243レーザーINSに、レーダー警戒受信機はAN/ALR68（V）2に更新され、その他にも、MIL-STD-1553Bデータバス、新型エア・データ・コンピュータの装備、IFFの更新などの改修が行われた。1983年より研究が開始され1992年より配備が開始された。
配備部隊
| 配備部隊 | 部隊章 | 基地                                                     | 配備年 | 前任機  | 退役年 | 後継機 | その他 |
| --- | ------ | -------------------------------------------------------- | ------ | ------- | ------ | --- | --- |
| 第51偵察航空団“インメルマン” Aufklärungsgeschwader 51 „Immelmann“                                            |        | ブレムガルテン（Bremgarten）航空基地                     | 1971年 | RF-104G | 1993年 | 1993年3月17日付で解隊。1994年1月1日付でシュレースヴィヒ航空基地にてトーネード RECCEを装備して再編成。 2013年10月1日付で第51戦術航空団"インメルマン"（Taktisches Luftwaffengeschwader 51 „Immelmann“）として再編成。 | 1993年3月17日付で解隊。1994年1月1日付でシュレースヴィヒ航空基地にてトーネード RECCEを装備して再編成。 2013年10月1日付で第51戦術航空団"インメルマン"（Taktisches Luftwaffengeschwader 51 „Immelmann“）として再編成。                                                                                |
| 第52偵察航空団 Aufklärungsgeschwader 52                                                                      |        | レック（Leck）航空基地                                   | 1971年 | RF-104G | 1993年 | 1993年3月31日付で解隊。第51・第52偵察航空団が装備していたRF-4Eは、ギリシャ空軍とトルコ空軍に売却された。 | 1993年3月31日付で解隊。第51・第52偵察航空団が装備していたRF-4Eは、ギリシャ空軍とトルコ空軍に売却された。 |
| 第71戦闘航空団“リヒトホーフェン” Jagdgeschwader 71 „Richthofen“                                              |        | ヴィットムントハーフェン航空基地                         | 1973年 | F-104G  | 2013年 | ユーロファイター タイフーン | 2013年9月30日付で、第31戦術航空団“ベルケ”隷下の戦術航空群“リヒトホーフェン”（Taktische Luftwaffengruppe „Richthofen“）として再編される 2016年6月1日付で第71戦術航空団“リヒトホーフェン”（Taktisches Luftwaffengeschwader 71 „Richthofen“）に再編される。                                           |
| 第74戦闘航空団“メルダース” Jagdgeschwader 74 „Mölders“                                                       |        | ノイブルク（Neuburg）航空基地                            | 1974年 | F-104G  | 2008年 | ユーロファイター タイフーン | 2005年に、コンドル軍団参加者から全ての名誉を剥奪する法律に基づいて航空団から「メルダース」の名前は抹消された。 2013年10月1日付で第74戦術航空団（Taktisches Luftwaffengeschwader 74）として再編成。                                                                                                 |
| 第35戦闘爆撃航空団 Jagdbombergeschwader 35 →第73戦闘航空団“シュタインホフ” Jagdgeschwader 73 „Steinhoff“     |        | プフェルツフェルト（Pferdsfeld）航空基地 →ラーゲ航空基地 | 1975年 | G.91R/3 | 2002年 | ユーロファイター タイフーン | 1993年から、旧東ドイツ空軍第3戦闘航空団より継承したMiG-29を同航空団の第1飛行隊に配備。このため第73戦闘航空団は、2002年にF-4Fを手放すまで、MiG-29とF-4Fを平行装備する混成部隊であった 2013年9月30日付で、第73戦術航空団“シュタインホフ”（Taktisches Luftwaffengeschwader 73 „Steinhoff“）に再編成。 |
| 第36戦闘爆撃航空団 Jagdbombergeschwader 36 →第72戦闘航空団“ヴェストファーレン” Jagdgeschwader 72 „Westfalen“ |        | ホプシュテン（Hopsten）航空基地                          | 1975年 | F-104G  | 2002年 | 2002年1月31日付で解隊。 | 2002年1月31日付で解隊。 |

### オーストラリア
オーストラリア空軍のキャンベラの後継機候補としてF-4Cが挙げられたが、F-111Cに敗れた。F-111は当時まだ開発中であったため、つなぎとしてF-4CをKC-135と共にリースすることも提案されたが、これも実現しなかった。
しかし1960年代後半、F-111に設計上のトラブルが発生し戦力化に遅れが生じた。オーストラリア空軍はこの穴埋めとしてアメリカ空軍から24機のF-4Eをリースし1970年から3年間運用した。万一F-111をキャンセルした場合はそのまま買い取ることができるオプションもあったが、最終的に事故で失われた1機を除き全機アメリカへ返還され、事故機分の弁償金も支払っている。
配備部隊
| 航空団     | 基地                 | 飛行隊    | 配備年 | 前任機         | 退役年 | 後継機 |
| ---------- | -------------------- | --------- | ------ | -------------- | ------ | ------ |
| 第82航空団 | アンバーレー空軍基地 | 第1飛行隊 | 1970年 | キャンベラB.20 | 1973年 | F-111C |
| 第82航空団 | アンバーレー空軍基地 | 第6飛行隊 | 1970年 | キャンベラB.20 | 1973年 | F-111C |

### ギリシャ

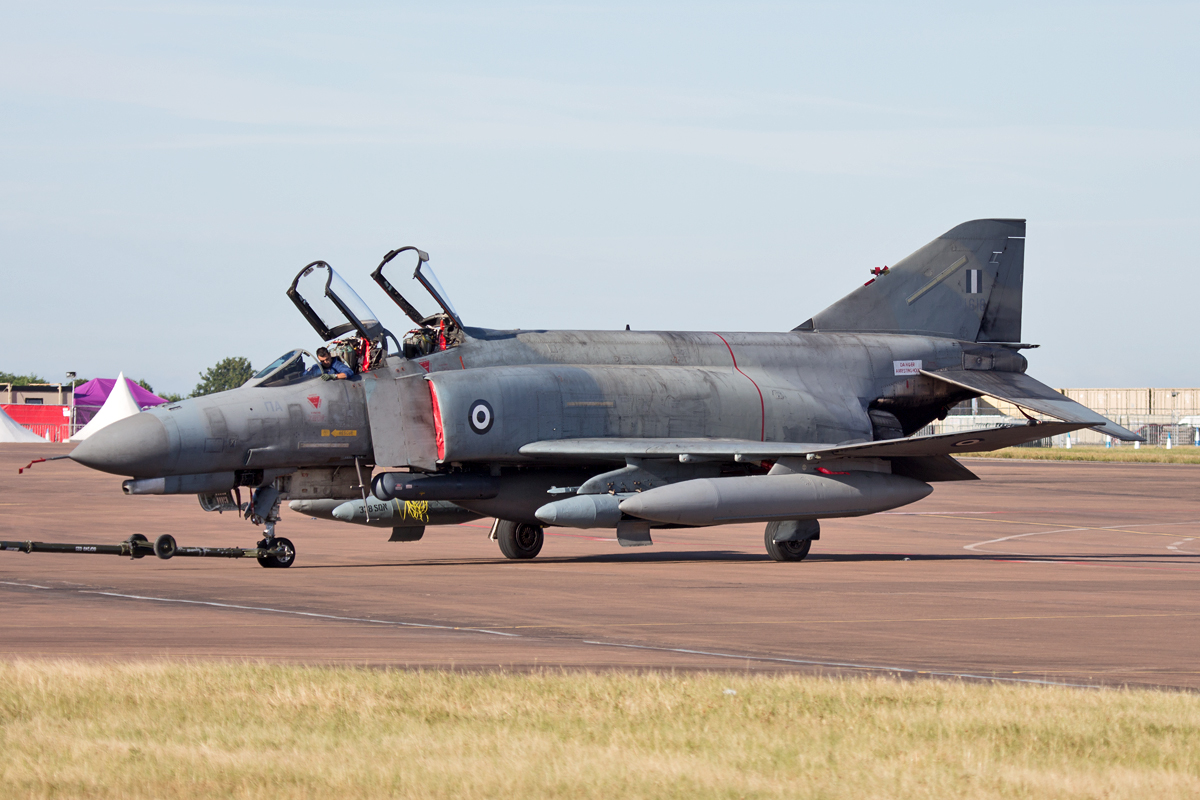
ギリシャ空軍のF-4E AUP（2017年）。
左舷前部のスパロー用ステーションに、ライトニング照準ポッドを装備している。

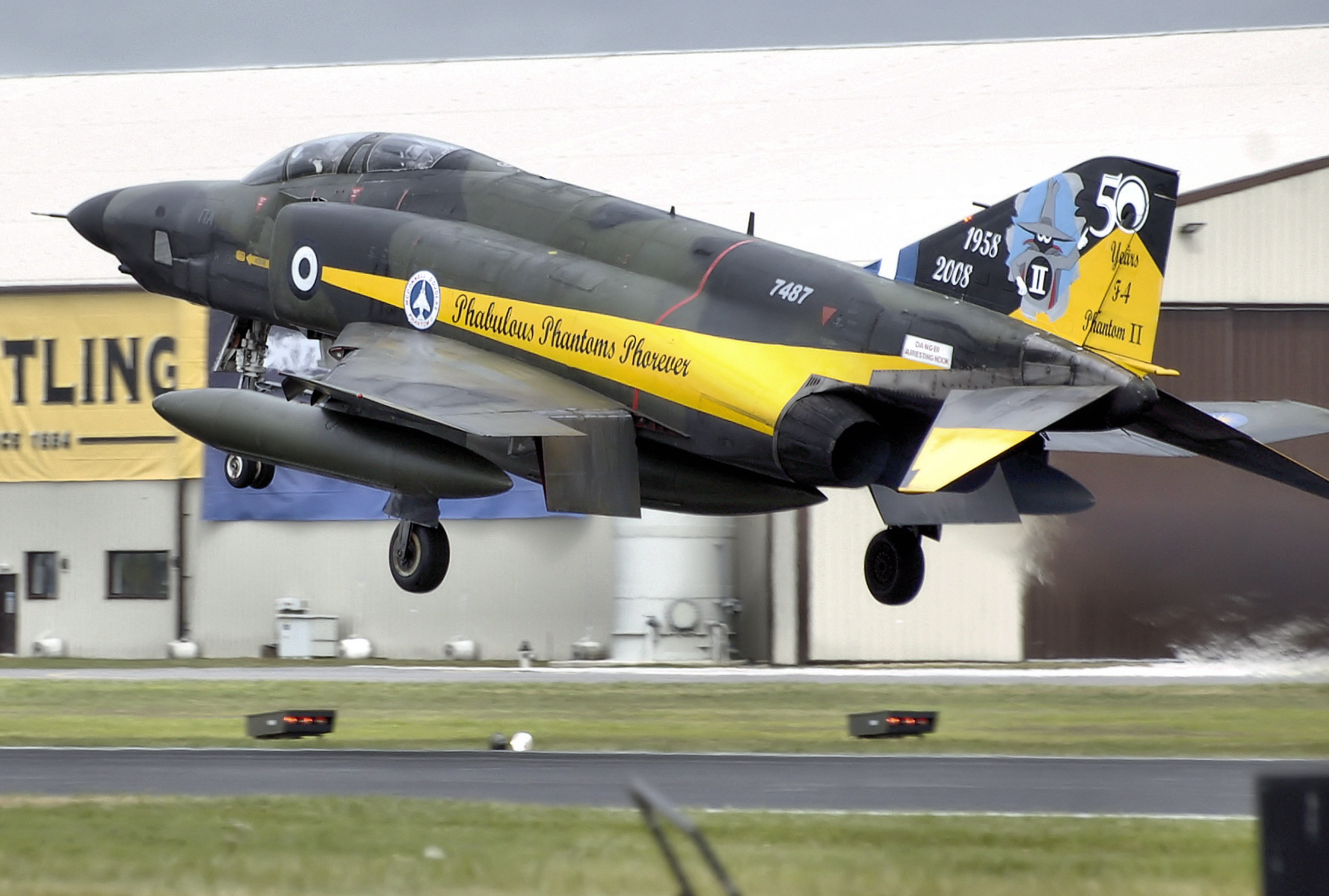
初飛行から50年を記念し、特殊塗装が施されたギリシャ空軍所属のRF-4E（2008年）

1974年3月よりアメリカからF-4Eの引き渡しを受ける。この引き渡し計画は「ピース・イカロス」と呼ばれた。まず36機のF-4Eを受領し、1976年6月には消耗分の2機が追加で引き渡されている。
引き渡しはその後も継続され、1978年6月から1979年4月にかけてF-4E 18機とRF-4E 8機が引き渡された。これに加え、1978年8月から12月までの期間に数機のF-4Eを追加受領する。同年にはF-4EとRF-4Eの追加発注が行われ、同時に西ドイツ空軍で余剰となった29機のRF-4Eを取得する。
1987年にはアメリカ空軍がギリシャ国内の空軍基地使用期限を8年延長する見返りとして、アメリカ空軍のF-4E 50機とF-4G 19機を引き渡す提案が示されたが、結局28機のF-4E受領に留まる。
現在は老朽化したF-4Eの退役に伴い、F-16の配備が進んでいる。その一方39機のF-4Eには改良が施された。この改良はドイツ空軍のF-4改修計画「ICE（Improved Combat Efficiency：戦闘効率改善）」を行ったESDA社（現EADSジャーマニー）が担当し全機が「F-4F ICE」と同様の改修を受け「F-4E PI2000｣（F-4E AUP）となり、1999年4月28日に初飛行した。
2007年時点では、ギリシャ空軍はF-4 PI2000を36機、RF-4Eを23機保有しており、これに加え10機程度が補充用に保管されていた。
2017年5月5日、RF-4Eを装備していた第348飛行隊が解隊された。これに伴い、RF-4Eも退役した。
2024年時点で、33機のF-4Eを保有している。
F-4E PI2000（F-4E AUP）
ギリシャ空軍がEADSに開発を依頼し自国で改修した、ギリシャ版F-4F ICEと言える機体。「F-4E AUP」との名称でも呼ばれる。計画は「ピース・イカロス2000」と呼ばれる。AIM-120に加えAGM-130やレーザー誘導爆弾の運用の運用能力の追加等、大規模な改修が行われている。
配備基地
| 航空団章                  | 航空団                                | 基地                   | 飛行隊                    | 配備年 | 前任機         | 派生型         | 退役年 | 後継機  | 参照   |
| ------------------------- | ------------------------------------- | ---------------------- | ------------------------- | ------ | -------------- | -------------- | ------ | ------- | ------ |
| n/a                       | 第110戦闘航空団 （110 Πτέρυγα Μάχης） | ラリッサ空軍基地       | 第337飛行隊 （337 Μοίρα） | 1978年 | F-5A/B         | F-4E           | 2005年 | F-16C/D | [ 39 ] |
| n/a                       | 第110戦闘航空団 （110 Πτέρυγα Μάχης） | ラリッサ空軍基地       | 第348飛行隊 （348 Μοίρα） | 1978年 | RF-84F /RT-33A | RF-4E          | 2017年 | 解散    | [ 37 ] |
|                           | 第117戦闘航空団 （117 Πτέρυγα Μάχης） | アンドラビーダ空軍基地 | 第338飛行隊 （338 Μοίρα） | 1975年 | F-84F          | F-4E →F-4E AUP | 現役   | 現役    | [ 40 ] |
| 第339飛行隊 （339 Μοίρα） | 第117戦闘航空団 （117 Πτέρυγα Μάχης） | アンドラビーダ空軍基地 | 1974年                    | 2017年 | F-84F          | F-4E →F-4E AUP | 解隊   | [ 41 ]  |        |

## 運用国
- イラン
  - イラン空軍
- ギリシャ
  - ギリシャ空軍[38]
- トルコ
  - トルコ空軍

## 仕様（F-4E）
出典: The Great Book of Fighters,
 Quest for Performance, Encyclopedia of USAF Aircraft.
諸元
- 乗員: 2名
- 全長: 19.20m （63ft 0in）
- 全高: 5.02m （16ft 6in）
- 翼幅: 11.71m（38ft 4.5in）
- 翼面積: 49.2m2 （530.0ft2）
- 翼型: NACA エアフォイル 0006.4-64 ルーフ, NACA 0003-64 チップ
- 空虚重量: 13,757kg （30,328lb）
- 運用時重量: 18,825kg （41,500lb）
- 動力: GE J79-GE-17 軸式圧縮機 ターボジェット
  - ドライ推力: 52.53kN （5,360kg） × 2
  - アフターバーナー使用時推力: 79.62kN （8,120kg） × 2
- 最大着陸重量：16,706kg（36,831lb）
- 零揚抗力係数（Zero-lift drag coefficient）：0.0224
- 抗力面積：1.10m2（11.87ft2）
- アスペクト比：2.77（翼面）
- 燃料容量
  - 内部：1,994USガロン（7,549L）
  - 外部タンク（最大3個）：3,335USガロン（12,627L）

性能
- 最大速度: M2.23 （2,370km/h ,1,472mph） 高度 12,190m（40,000ft）時
- 巡航速度: 585mph ,940km/h （506 knots）
- 戦闘行動半径: 422mi,680km （367nm）
- フェリー飛行時航続距離: 3,184km  外部タンク搭載時
- 実用上昇限度: 62,253ft （18,975m）
- 上昇率: 210m/s （41,300ft/min）
- 翼面荷重: 383kg/m2 （78lb/ft2）
- 推力重量比: 0.86
- * 揚抗比：8.58
- 離陸滑走距離：1,370m（4,490ft）,24,410kg（53,814lb）時
- 着陸滑走距離：1,120m（3,680ft）,16,706kg（36,831lb）時
- 兵装類機外最大搭載量：7,258kg

武装
- 固定兵装：M61A1 20mmバルカン砲×1（弾数639発）
- 搭載兵装
  - 胴体下ステーション：AIM-7×4
  - 主翼下パイロン（空対空ミサイル用ステーション）：AIM-9×4
  - 胴体中心線下/主翼下パイロン（主翼下は空対空ミサイル用ステーション以外）に最大重量8,480kg（18,650 lb）までの兵装を搭載可能。
  - 空対地ミサイル:AGM-65 マーベリック×6　AGM-62 ウォールアイ×4　AGM-45 シュライク×4　AGM-88 HARM×4　AGM-78 スタンダードARM×4　
  - 誘導爆弾:GBU-15×4　GBU-12×18　GBU-10×5　GBU-14×5
  - 無誘導爆弾：Mk.82×18　Mk.84×5　
  - クラスター爆弾：CBU-87×18　CBU-89×18　CBU-58×18　
  - 戦術核爆弾：B28　B61　B43　B57など各1発
  - その他武装：対滑走路兵器、ロケット弾ポッド　
  - その他装備：ターゲッティングポッド、偵察ポッド、電子戦ポッド、2271L増槽、1400L増槽等

アップグレード機
イギリスの機体はスカイフラッシュ、ドイツのF-4F ICEはAIM-120、ギリシャのF-4Eはそれに加えてIRIS-T、日本のF-4EJ改はAAM-3・ASM-1・ASM-2、トルコのF-4E2020はポップアイ、イランのF-4はロシアや中国製のミサイルを搭載可能。